# まんが日本昔ばなし
『まんが日本昔ばなし』（まんがにっぽんむかしばなし）は、愛企画センター、グループ・タック、毎日放送（MBS）の共同制作により放送されたテレビアニメである。

## 概要
放送枠は30分で、毎回日本各地に伝わる昔話が映像化され、市原悦子と常田富士男の両名が、一人で何役もの声を使い分ける独特の語りによって紹介する。
『月光仮面』や『愛の戦士レインボーマン』など多数の特撮テレビドラマを手掛けた川内康範が監修に携わり、川内の娘で童話作家である川内彩友美が企画。スタッフに一流のベテランアニメーターやイラストレーターが多数起用された。
番組内で使われた音楽にも川内の甥である北原じゅんの純邦楽からロック、フォーク、ラテン、クラシックなどを織り込んだ多彩かつ無国籍な音楽が使用された。
文芸は当初、『リボンの騎士』などの脚本を担当した平見修二がメインでスタートしたが、2クール目から終了までは沖島勲がほとんどを執筆した。なお、本シリーズでは原話から演出家がダイレクトに絵コンテを描き、脚本を経ないケースが多かったため、「脚本」ではなく「文芸」ないし「ダイアローグ」としてクレジットしている。
2023年1月から東宝がBlu-rayを発売。8月末までに第6巻が発売予定。各リマスター版の放送と配信については後述。
TBS系列のテレビアニメでは最も放送期間の長い作品である。通算20年という放送期間は、2015年までは在阪テレビ局製作のアニメとしてもかつては最長だったが、本作終了後に放送を開始した読売テレビの「名探偵コナン」（28年、2024年現在も放送中）や朝日放送の「プリキュアシリーズ」（シリーズ通算20年、2024年現在も放送中）に抜かれ歴代3位となっている。

## 番組の歴史

### 放送開始から1994年まで
1975年（昭和50年）に開始。当時『月光仮面』の時代から川内康範と関わりの深かった萬年社が広告代理店に関わり、NETテレビ（現：テレビ朝日）系列で1975年3月25日までの火曜日午後7時から7時30分まで放映されたが、開始から3か月でいったん放映は終了し、9か月のブランクを挟んでTBSテレビ系列へ移動して再開された。放送時間帯は土曜日の午後7時から7時30分までだった。このブランクの原因は、本来この番組は在外日本人向けとして制作されていたもので、番組改編の都合で空いた枠の穴埋め放映として使用したが、反響の高さから改めてレギュラー番組化されるという経緯によるものである。この間にMBSテレビと朝日放送（ABCテレビ）がネットチェンジしていたために全国レベルではNETテレビ系列からTBSテレビ系列へ移籍する形になった。同時にこの枠でアニメが放送されるのは、『はじめ人間ギャートルズ』（朝日放送制作。NETテレビ系列の同時間帯へ移行）以来9か月ぶりである。また、当初は1976年4月に再開予定だったが、1月になったのは前番組『仮面ライダーストロンガー』を当初の予定より早く終了させたことによる。
ホームビデオが広く普及する前の時代には音声だけ収録したLPレコードとカセットテープが販売され、1990年に日本コロムビアからCDも発売された。
旧厚生省が運営していた中央児童福祉審議会の推薦など、公共性の高いこのアニメ作品に着目した公共広告機構（現・ACジャパン）は、テレビCMとして1982年から1986年にかけて「もったいないお化け」など全5作品の日本昔話シリーズを展開。番組と同一のアニメーション・語り手を起用し、礼儀や人付き合いの大切さを独特の世界観のあるCMで伝えていた。
放送する年にもよるがレギュラー放送とは別で、正月3が日の午前中に「お正月大会」と称した特別番組を放送したことがある。
1985年（昭和60年）には番組10周年を記念して映画『ごんぎつね』（新美南吉原作）が制作された。上映時間は約1時間。一般映画館ではなく、ホールを借りて上映する地方巡回方式で上映された。主題歌は葛城ユキの「心からイエスタディ」である。また、2006年8月9日の放送では、夏休みスペシャルとしてこの『ごんぎつね』が18時55分 - 19時54分（JST）に下記で触れるハイビジョン・字幕放送も取り入れた上で、テレビ放送の1時間の尺に合わせて再編集されたものが放送された。

### ローカル枠降格・新作制作の終了
1990年（平成2）は「桃太郎」、「分福茶釜」、「三枚のお札」、「さるかに合戦」、「花咲か爺さん」、「浦島太郎」、「金太郎」、「舌切り雀」、「七夕さま」、「塩ふきうす」、「一寸法師」、「はなたれ小僧さま」、「猿地蔵」など初期作品のリメイク版が相次いで放送。以降は既出題材の再アニメ化と異版紹介が頻度を増す。1993年（平成5年）はサッカーJリーグ開幕に伴い、Jリーグ中継で休止が多発する様になる。1994年（平成6年）3月26日ゴールデン帯での全国ネット放映終了。全国ネット枠時代の全952回の平均視聴率は、TBSで20.9%（ビデオリサーチ調べ、関東地区・世帯・リアルタイム）、制作局の毎日放送で18.1%（ビデオリサーチ調べ、関西地区・世帯・リアルタイム）だった 。腸捻転時代のABC制作『海のトリトン』以来22年間、腸捻転解消後の『仮面ライダーストロンガー』以来19年間続いた在阪準キー局制作枠も終了。その後、放送枠を返上しローカル枠に降格して継続するも半年後の8月27日（制作局の毎日放送の場合。系列キー局のTBSは9月3日）をもって新規制作分の放送を終了し、10月1日より既存制作分の再放送に切り替わった。

新作制作が終了した後の1995年（平成7年）4月1日、関西地区での再放送のスポンサーであったベネッセコーポレーション（旧・福武書店）の設立40周年と社名変更を記念して1時間のスペシャル番組を全国ネットで放送、他には有料放送のスカイパーフェクTV!・ケーブルテレビのニコロデオン（2002年4月6日 - 2006年9月13日）で放送していた。またポケモンショックの際は、TBS系列局でテレビ東京制作のアニメが放送されていた地域の中には、代替番組だった『学級王ヤマザキ』をネットせず、本作の再放送で穴埋めしていた地域もあった。その後、TBSは2000年（平成12年）4月改編、毎日放送は2001年（平成13年）11月、JNN幹事五社連盟の中で最後まで残った中部日本放送（現：CBCテレビ）も2003年（平成15年）10月改編で再放送を打ち切り、地上波での放送が一旦なくなった。
主題歌「にっぽん昔ばなし」と「にんげんっていいな」は教育芸術社の小学生向けポケット歌集『歌はともだち』にも掲載された。

### 2005年からのゴールデン枠再開
2005年（平成17年）10月19日からふたたびJNN系全国ネットでの放送が再開された。放送時間は水曜18:55 - 19:24。
放送内容は商品化されていない初期の作品から選ばれたもので、単純な再放送ではなく、主題歌と各エピソードのフィルムを新たにハイビジョンテレシネ、デジタルリマスタリングした映像と制作時のクリアな音声をもとに装いを改めた新番組として放送された。2006年1月11日放送分から文字多重放送による字幕放送も開始された。全国ネットのため、制作クレジットの「毎日放送」の横にはTBSロゴのジ〜ンが付記されている。
平均視聴率こそ全盛期の半分の8%前後であった。一方、当初は2006年3月までの2クールで終了する予定が4月以降も継続して放送され、金曜日に放送されていた単発番組の『金スペ!』が編成の都合で『水トク!』として水曜枠への移動が決まる2006年10月改編まで1年間放送された。

### 放送終了と反響
デジタルリマスター版放送終了の報が2006年8月発売のTV番組紹介雑誌に掲載されてから毎日放送の「お便りコーナー」には終了を惜しむ声や継続を求める投書が多数寄せられ、全国にも反響が多く広まった。「幼いころの思い出が詰まった番組、後世に残すべき作品なので、ぜひ放送して。」「子供と一緒に見たい。放送できないのなら、せめて全作DVDの発売を。」など、「お便りコーナー」には、番組終了翌日に2700通ものメッセージが届き、2007年夏には5000通を突破している。その後も番組への意見は続々と寄せられている。
2011年には東日本大震災の影響で、宮城県気仙沼市の昔ばなしとして1977年に放送された「みちびき地蔵」の回が注目された。

### 2011年春、1日限りの復活
2011年（平成23年）4月10日、毎日放送が保有するTBS系列の全国ネットでのテレビアニメ放送枠『日5枠』（日曜17:00 - 17:30＝夕方5:00 - 5:30）で放送されていた『STAR DRIVER 輝きのタクト』が終了した後、後番組『青の祓魔師』開始前の週に1日限りの復活特番として、過去の作品から『一休さん』と『一寸法師』が放映された。毎日放送創業60周年記念事業として第1弾の発売が迫っていたDVDソフト化の宣伝を兼ねていて、デジタルリマスター版終了以来5年ぶりとなるTBS系列全国28局ネットで放送。日曜夕方という時間帯でありながら8.0%の視聴率を記録した（ビデオリサーチ調べ、関東地区・世帯・リアルタイム）。
この1日限りの復活にあわせ、有機野菜などの宅配を手がけるオイシックスは、番組提供スポンサーとして『昔ばなし』風に仕上げた30秒のCMを特注、「会社としても背伸びをしたので1回限り」の冠を付けて放送、大きな反響を呼んだ。これを受けMBS社長河内一友は「毎週レギュラーでの復活は難しいとしても単発スペシャルは今後も実施する」と表明した。

### 2011年夏、夏休みアニメスペシャル
2011年8月18日の19:00 - 20:54に、毎日放送（関西ローカル）で『スパモク!!』（TBS制作）を自社差し替えとして、『夏休みアニメスペシャル まんが日本昔ばなし』が放送された。放送された作品は『しょじょ寺の狸ばやし』『ねこの盆踊り』『金太郎』『雷さまと桑の木』『河童の雨ごい』『あずきとぎ』『耳なし芳一』『おいてけ堀』で、作品・映像紹介のナレーションを高井美紀（MBSアナウンサー）が担当。エンディングでは、過去のエンディングテーマから『グルッパーのうた』『かあさん（マザー）』『トッピンからげて逃げられて』の3曲を「お宝映像」（放送当時の映像）とともに流してから、おなじみの『にんげんっていいな』を放送した。
TBS（関東ローカル）でも8月14日の17:00 - 17:30、21日の16:30 - 17:00、28日の16:00 - 16:30の3回に分けて遅れネットした。このほか一部のTBS系列局でも後刻番販ネットされている（別のタイトルで放送した局もある）。

### 2012年お正月スペシャル
2012年（平成24年）1月3日の9:00 - 9:54に、毎日放送・山陽放送・長崎放送で『まんが日本昔ばなし お正月スペシャル』が放送された。放送された作品は『十二支の由来』『桃太郎』『さだ六とシロ』『ききみみ頭巾』。前年9月のCI実施に伴い、制作クレジットが「毎日放送」から新CIロゴの「MBS」表記に変更されている。

### 40年の時を越えて
衛星テレビ局の時代劇専門チャンネルで、2015年7月から レギュラー時の時間帯に厳選した240話が放送されることが決定された（詳しくは放送予定を参照）。内容は2005年のTBS系全国ネットでの放送と同様、主題歌と各エピソードのフィルムを新たにハイビジョンテレシネしたリマスター映像と制作時のクリアな音声で放送。なお、OPとED映像は独自テロップが使われる。
また、インターネットテレビ局であるAbemaTVでも2017年10月14日より家族アニメチャンネルにて配信開始している。

## 放送期間
ANN（毎日放送、NET＝現・テレビ朝日）系
1975年1月7日 - 1975年3月25日
JNN（毎日放送、TBS系）
1976年1月3日 - 1994年9月24日
JNN系（一部地域での再放送）
1994年10月1日 - 2000年3月25日（TBS）
1994年10月1日 - 2001年11月24日（毎日放送）
1994年10月1日 - 2003年9月27日（中部日本放送＝CBC）
JNN系（デジタルリマスター版）
2005年10月19日 - 2006年9月13日
時代劇専門チャンネル
2015年7月4日 - …19:00 - 20:00
2015年7月12日 - …08:00 - 09:00（リピート放送）
毎週土曜19時にレギュラー放送が決定。全1,474話から厳選した240話を、順次放送していく（1時間1回あたり5話分を放送する）。
2015年7月13日 - …14:45 - 15:00
レギュラー放送向けに厳選された240話を、平日（月曜日から金曜日）の14時台後半に日替わりで1話ずつ放送（2016年7月前半まで）。なお、直前の「日替り長編アワー」の放送作品が105分を超える長尺であった場合、放送開始時間が最大1時間繰り下げとなる。
この他、同チャンネルでは国民の休日などを使って、今後放送される作品を60話ずつ放送する。

## 配信期間
AbemaTV（家族アニメチャンネル）
2017年10月14日 - …18:00 - 19:00（土・日）
2017年10月16日 - …23:00 - 23:30（月〜金）
厳選された全100話分を配信。以後リピート配信される予定。月によっては配信時間が異なる。

## 番組の流れ
本放送時代
- オープニング→提供・CM→Aパート→CM→Bパート→CM→次回予告→エンディング→提供・エンドカード（ブルーバックに白抜きで「まんが日本昔ばなし おわり」と書かれていた。1986年頃からはエンドカードの後に『クイズダービー』[注 17]のジャンクションが流れた）

ローカル枠時代
- オープニング→提供・CM→Aパート→CM→Bパート→CM→エンディング→提供→次回予告・エンドカード（着物姿の子供3人が遊んでいる切り絵の下部に次回放送分のサブタイトルと「まんが日本昔ばなし おわり」のテロップが流れる）

デジタルリマスター版
- オープニング[注 18]→提供・CM→Aパート→CM→Bパート→提供・ローカルCM→エンディング→次回予告（次回放送分のハイライト映像をバックに、「次回のまんが日本昔ばなしは（Aパート）（Bパート）をお送りします」のテロップと「次回は、ご覧の作品をお送りします」の女性ナレーションが5秒間入る。その後にステブレレスで『あなた説明できますか?』[注 19]へと接続していた）

## 出演者
- 市原悦子
- 常田富士男

## スタッフ
- 企画・製作：川内彩友美（愛企画センター）
- プロデューサー：衛藤公彦[19]、中田実紀雄[19]、関昭、鬼丸一平 他
  - 丸谷嘉彦（毎日放送。2005年の復活当時[6]）
- チーフディレクター：前田庸生[19]、小林三男
- 監修：川内康範
- 音楽：北原じゅん
- 音響（オーディオ・ディレクター）：田代敦巳
- 編集：古川雅士
- 作画（チーフ・アニメーター）：上口照人
- アニメーター・演出：辻伸一 他
- 文芸（ダイアローグ）：沖島勲
- 選曲：吉野勝久
- 音楽制作：愛プロ
- 効果：小林真二（石田サウンドプロ） 他
- 色彩設定：斉藤裕子、三上由美、松浦恵理子
- 制作担当：小暮一人、関昭、岩井幸一、宮坂桂、田口住雄、金正廣、中田実紀雄、工藤進 他
- 製作事務：松田和子
- アニメーション協力：亜細亜堂、あかばんてん 他
- 製作：愛企画センター、グループ・タック、毎日放送→MBS

## 主題歌

### オープニングテーマ
「にっぽん昔ばなし」
作詞 - 川内康範 / 作曲 - 北原じゅん / 編曲 - 小谷充 / 歌 - 花頭巾
オープニング映像はでんでん太鼓を持った子供を乗せた龍が空を飛ぶ。「龍の子太郎」がモチーフといわれたりしたが、これを描いた杉井ギサブローは「龍の子太郎」は見たことがなく、「自分がイメージしたものを自分で描いたものです。」と語っている。第1期時代は子供と龍の出番は少なく、スタッフクレジット部分は静止画像だったが、第2期以降は出番が多くなり、スタッフクレジットも龍が飛ぶ場面に重なる様になった。1979年放送の正月特番時には、子供が烏帽子を被って鈴を持ち、龍は前足に玉を持ち、初日が昇る富士山近辺の雲海を飛ぶという特別バージョンで放送され、ゴールデン帯から放送時間が変更になった平成6年4月以降は、タイトル文字にも色がついた。
当初は東芝EMI（→EMIミュージック・ジャパン→ユニバーサルミュージックジャパン）から発売されていたが、後年の再発売は、下記エンディングテーマ曲（『にんげんっていいな』など）とのカップリングで日本コロムビアから行われることが多くなった。
歌手は花頭巾とあるが、その詳細に関しては現在まで公開されていない。

### エンディングテーマ
エンディング映像は曲が変更されると同時に変更された。子供が広く親しめるよう、オープニングと違い「日本昔ばなし」のイメージにはこだわらず、西洋的・近代的な概念などが用いられるパターンもあった。
第1期
「グルッパーのうた」
作詞 - 川内康範 / 作曲 - 北原じゅん / 編曲 - 小谷充 / 歌 - キーパー・メイツ（東芝レコード/東芝EMI）
第2期
「グルッパーのうた」（1976年1月〜1977年12月本放送）
「ジャンケン ポン（グー・チョキ・パーのうた）」（1978年1月〜1980年3月本放送）
作詞 - 川内康範 / 作曲 - 北原じゅん / 編曲 - 角田圭伊悟 / 歌 - ひまわり（東芝レコード/東芝EMI）
「かあさん（マザー）」（1980年4月〜1982年12月本放送）
作詞・作曲 - 川内康範 / 編曲 - 竜崎孝路 / 歌 - 関森れい、ミンツ（EASTWORLD/東芝EMI）
「トッピンからげて逃げられて」（1983年1月〜12月本放送）
作詞・作曲・編曲 - 玉木宏樹 / 歌 - 常田富士男（ポリドール）
「にんげんっていいな」（1984年1月〜1988年3月、1990年10月〜1994年9月本放送、1994年10月〜2003年9月再放送、CS再放送、HDリマスター、メディア媒体）
作詞 - 山口あかり / 作曲 - 小林亜星 / 編曲 - 久石譲 / 歌 - 中島義実、ヤング・フレッシュ（日本コロムビア）
2007年にガガガDX（ガガガSP）が、日産自動車「セレナ」CMソングとしてカバーしているほか、二次元キャラクタープロジェクトである「超人的シェアハウスストーリー『カリスマ』」が2022年9月21日にリリースした楽曲「カリスマっていいな」（作詞・作曲・編曲：CHI-MEY、歌：七人のカリスマ（福原かつみ、日向朔公、小野友樹、橋詰知久、細田健太、山中真尋、大河元気）、アルバム『カリスマ ワールド』収録）は、本楽曲を基に作られた。
なお、原盤が日本コロムビアであるが、理由は不明であるが2009年頃からは同社のCD等では柏木玲、ヤング･フレッシュ歌唱、伴奏も佐藤泰将による編曲のカバーが収録されている。
「ほしさがし」（1988年4月〜1988年12月本放送）
作詞 - 伊藤アキラ / 作曲・編曲 - 有澤孝紀 / 歌 - 相田文三、東京少年少女合唱隊（日本コロムビア）
「みんなでたんじょうび」（1989年1月〜1990年9月本放送）
作詞 - 伊藤アキラ / 作曲 - 小林亜星 / 編曲 - 高田弘 / 歌 - 中村花子、ヤング・フレッシュ（日本コロムビア）
日本コロムビアから発売される童謡集に収録されることがある。

## 各話リスト
| 放送日  | 話数 | サブタイトル       | 演出           | 脚本     | 美術         | 作画              |
| ------- | ---- | ------------------ | -------------- | -------- | ------------ | ----------------- |
| 1月7日  | 1    | こぶとり爺さん     | 彦根のりお     | 平見修二 | 彦根まふみ   | K･S･R             |
| 1月7日  | 2    | 笠地蔵             | まるふしろう   | 平見修二 | 阿部幸次     | 上口照人 樋口雅一 |
| 1月14日 | 3    | 八つ化け頭巾       | 上口照人       | 平見修二 | 阿部幸次     | 上口照人          |
| 1月14日 | 4    | 舌切り雀           | りんたろう     | 沖島勲   | 椋尾篁       | 矢沢則夫          |
| 1月21日 | 5    | たのきゅう         | 近藤英輔       | 平見修二 | 小関俊之     | 金沢比呂司        |
| 1月21日 | 6    | さるかに合戦       | 光延博愛       | 平見修二 | 阿部行夫     | 三重野要一        |
| 1月28日 | 7    | ぶんぶく茶釜       | 星山博之       | 星山博之 | 椋尾篁       | 菊田武勝          |
| 1月28日 | 8    | 火男               | 杉井ギサブロー | 平見修二 | 馬郡美保子   | 杉井ギサブロー    |
| 2月4日  | 9    | 桃太郎             | 児玉喬夫       | 平見修二 | 児玉喬夫     | 児玉喬夫          |
| 2月4日  | 10   | 豆つぶころころ     | 亜細亜堂       | 平見修二 | 青木稔       | 亜細亜堂          |
| 2月11日 | 11   | しっぽの釣り       | 光延博愛       | 平見修二 | スタジオユニ | 山崎久            |
| 2月11日 | 12   | 雪女               | りんたろう     | 沖島勲   | 椋尾篁       | 矢沢則夫 森田浩光 |
| 2月18日 | 13   | 三年寝太郎         | 樋口雅一       | 伊東恒久 | 内田好之     | 樋口雅一          |
| 2月18日 | 14   | 夢を買う           | まるふしろう   | 鈴木良武 | 阿部幸次     | 上口照人          |
| 2月25日 | 15   | カチカチ山         | 彦根のりお     | 平見修二 | 彦根まふみ   | K･S･R             |
| 2月25日 | 16   | 天福地福           | 瀬古常時       | 鈴木良武 | サキスタジオ | 福原悠一          |
| 3月4日  | 17   | 鶴の恩返し         | まるふしろう   | 伊東恒久 | 内田好之     | 上口照人          |
| 3月4日  | 18   | たにし長者         | 藤本四郎       | 平見修二 | 藤本四郎     | 樋口雅一          |
| 3月11日 | 19   | 雀とキツツキと山鳩 | 近藤英輔       | 鈴木良武 | スタジオユニ | 金沢比呂司        |
| 3月11日 | 20   | かぐや姫           | 児玉喬夫       | 平見修二 | 阿部幸次     | 樋口雅一          |
| 3月18日 | 21   | 花咲か爺さん       | まるふしろう   | 小田健也 | 阿部幸次     | 上口照人          |
| 3月18日 | 22   | 塩ふきうす         | 内田好之       | 平見修二 | 内田好之     | 遠藤克己          |
| 3月25日 | 23   | わらしべ長者       | まるふしろう   | 小田健也 | 内田好之     | 上口照人 樋口雅一 |
| 3月25日 | 24   | 浦島太郎           | 杉井ギサブロー | 平見修二 | 馬郡美保子   | 前田庸生          |

| 放送日   | 話数 | サブタイトル               | 演出         | 文芸       | 美術         | 作画              |
| -------- | ---- | -------------------------- | ------------ | ---------- | ------------ | ----------------- |
| 1月3日   | 25   | 一寸法師                   | 前田庸生     | 沖島勲     | 阿部幸次     | 上口照人          |
| 1月3日   | 26   | ききみみ頭巾               | まるふしろう | 沖島勲     | 馬郡美保子   | 樋口雅一          |
| 1月10日  | 27   | 貧乏神と福の神             | 近藤英輔     | 沖島勲     | 宮野隆       | 小島秀人          |
| 1月10日  | 28   | うばすて山                 | 近藤英輔     | 沖島勲     | 内田好之     | 三重野要一        |
| 1月17日  | 29   | 初夢長者                   | 堀口忠彦     | 沖島勲     | 堀口忠彦     | 堀口忠彦 岩崎治彦 |
| 1月17日  | 30   | 牛若丸                     | 児玉喬夫     | 沖島勲     | 稲場富恵     | 高橋信也          |
| 1月24日  | 31   | 龍の淵                     | 小華和ためお | 沖島勲     | 阿部幸次     | 金沢比呂司        |
| 1月31日  | 32   | 力太郎                     | 光延博愛     | 沖島勲     | まるふしろう | 川島明            |
| 1月31日  | 33   | 猿地蔵                     | 樋口雅一     | 沖島勲     | 阿部幸次     | 上口照人          |
| 2月7日   | 34   | ちょうふく山の山んば       | 樋口雅一     | 沖島勲     | 山守啓陽     | 鈴木欽一郎        |
| 2月14日  | 35   | 養老の滝                   | 樋口雅一     | 鈴木良武   | 内田好之     | スタジオ･アロー   |
| 2月14日  | 36   | しょじょ寺の狸ばやし       | 彦根のりお   | 沖島勲     | 青木稔       | 川島明            |
| 2月21日  | 37   | 鉢かつぎ姫                 | 今沢哲男     | 鈴木良武   | 青木稔       | 鈴木欽一郎        |
| 2月28日  | 38   | 一休さん                   | 高橋良輔     | 沖島勲     | 阿部幸次     | 倉橋達治          |
| 3月6日   | 39   | 風の神とこども             | まるふしろう | 沖島勲     | 稲場富恵     | スタジオ･アロー   |
| 3月6日   | 40   | 髪長姫                     | 今沢哲男     | 鈴木良武   | 山守啓陽     | 鈴木欽一郎        |
| 3月13日  | 41   | 梨とり兄弟                 | 高橋良輔     | 沖島勲     | 本田幸雄     | 竹内大三          |
| 3月20日  | 42   | ねずみのすもう             | 勝井千賀雄   | 沖島勲     | 西村邦子     | 高橋信也          |
| 3月27日  | 43   | 三枚のお札                 | 小華和ためお | 沖島勲     | 河野次郎     | 山崎久            |
| 3月27日  | 44   | 絵姿女房                   | 光延博愛     | 沖島勲     | 内田好之     | 高木三枝子        |
| 4月3日   | 45   | 古屋のもり                 | 彦根のりお   | 沖島勲     | 前島道子     | 座間喜代美        |
| 4月3日   | 46   | 小太郎と母龍               | 樋口雅一     | 沖島勲     | 小関俊之     | 高橋信也          |
| 4月10日  | 47   | 雷さまと桑の木             | 多井雲       | 沖島勲     | 小関俊之     | 菊田武勝          |
| 4月10日  | 48   | 大工と鬼六                 | 小華和ためお | 沖島勲     | 古谷彰       | 川島明            |
| 4月17日  | 49   | かしき長者                 | まるふしろう | 沖島勲     | 下道一範     | 高橋信也          |
| 4月17日  | 50   | かもとりごんべえ           | 小華和ためお | 沖島勲     | 宮野隆       | 金沢比呂司        |
| 4月24日  | 51   | 旅人馬                     | 今沢哲男     | 沖島勲     | 山守正一     | 鈴木欽一郎        |
| 5月1日   | 52   | 座頭の木                   | 馬郡美保子   | 沖島勲     | 馬郡美保子   | 福田皖            |
| 5月1日   | 53   | きつね女房                 | 杉田実       | 沖島勲     | 稲場富恵     | 高橋信也          |
| 5月8日   | 54   | 湖の怪魚                   | 児玉喬夫     | 沖島勲     | 稲場富恵     | 高橋信也          |
| 5月15日  | 55   | キジも鳴かずば             | まるふしろう | 沖島勲     | 下道文治     | 鈴木欽一郎        |
| 5月15日  | 56   | 乞食のくれた手ぬぐい       | 高橋良輔     | 沖島勲     | 西田稔       | 倉橋達治          |
| 5月22日  | 57   | 大沼池の黒竜               | 水沢わたる   | 沖島勲     | 山守正一     | スタジオ･アロー   |
| 5月29日  | 58   | タヌキと彦市               | 水沢わたる   | 沖島勲     | 山守正一     | 福田皖            |
| 6月5日   | 59   | 金太郎                     | 彦根のりお   | 鈴木良武   | まるふしろう | 座間喜代美        |
| 6月5日   | 60   | 天狗の羽うちわ             | 小華和ためお | 沖島勲     | 竹森佳史     | 福田皖            |
| 6月12日  | 61   | 河童の雨ごい               | 杉田実       | 沖島勲     | まるふしろう | 高橋信也          |
| 6月19日  | 62   | さだ六とシロ               | 亜細亜堂     | 沖島勲     | 西村邦子     | 亜細亜堂          |
| 6月19日  | 63   | 熊と狐                     | 坂本雄作     | 坂本雄作   | ジャック     | 坂本雄作          |
| 6月26日  | 64   | 田植地蔵                   | 藤本四郎     | 沖島勲     | 青木稔       | 高橋信也          |
| 7月3日   | 65   | 七夕さま                   | 児玉喬夫     | 沖島勲     | 阿部幸次     | 猿山二郎          |
| 7月3日   | 66   | おいてけ堀                 | 石黒昇       | 境のぶひろ | 下道文治     | 高橋信也          |
| 7月10日  | 67   | 耳なし芳一                 | 杉田実       | 吉田義昭   | 馬郡美保子   | 馬郡美保子        |
| 7月17日  | 68   | イワナの怪                 | 小林三男     | 沖島勲     | 末永光代     | 福田皖            |
| 7月17日  | 69   | 幽霊のさかもり             | 高橋良輔     | 沖島勲     | 西田稔       | 岩崎治彦          |
| 7月24日  | 70   | ふとんの話                 | 藤本四郎     | 沖島勲     | 藤本四郎     | 藤本四郎          |
| 7月31日  | 71   | あずきとぎ                 | 小華和ためお | 境のぶひろ | 半藤克美     | 川島明            |
| 7月31日  | 72   | 猿神退治                   | 亜細亜堂     | 沖島勲     | 亜細亜堂     | 亜細亜堂          |
| 8月7日   | 73   | 子育て幽霊                 | 矢沢則夫     | 沖島勲     | 小関俊之     | 矢沢則夫          |
| 8月7日   | 74   | 地獄のあばれもの           | 彦根のりお   | 沖島勲     | 内田好之     | 山崎久            |
| 8月14日  | 75   | 船幽霊                     | 児玉喬夫     | 沖島勲     | 青木稔       | スタジオ･アロー   |
| 8月21日  | 76   | 牛方と山んば               | 石黒昇       | 境のぶひろ | 山守正一     | 福田皖            |
| 8月21日  | 77   | 水の種                     | 坂井俊一     | 沖島勲     | 坂本信人     | 坂井俊一          |
| 8月28日  | 78   | そこつ惣兵衛               | 亜細亜堂     | 境のぶひろ | 亜細亜堂     | 亜細亜堂          |
| 9月4日   | 79   | あとかくしの雪             | 杉田実       | 境のぶひろ | 内田好之     | 高橋信也          |
| 9月4日   | 80   | 赤ん坊になったお婆さん     | 小林三男     | 境のぶひろ | 青木稔       | 高橋信也          |
| 9月11日  | 81   | 河童のくれた妙薬           | 児玉喬夫     | 沖島勲     | 竹内靖明     | 樋口雅一          |
| 9月18日  | 82   | 赤神と黒神                 | 杉田実       | 杉田実     | 馬郡美保子   | 馬郡美保子        |
| 9月18日  | 83   | にんじんとごぼうとだいこん | 堀口忠彦     | 沖島勲     | 堀口忠彦     | 堀口忠彦          |
| 9月25日  | 84   | かみそり狐                 | 杉田実       | 境のぶひろ | 下道一範     | 上口照人          |
| 10月2日  | 85   | 天狗のかくれみの           | 樋口雅一     | 沖島勲     | 山守啓陽     | 上口照人          |
| 10月2日  | 86   | たぬきの糸車               | 藤本四郎     | 沖島勲     | サキスタジオ | 高橋信也          |
| 10月9日  | 87   | 羅生門の鬼                 | 前田庸生     | 沖島勲     | 三輪孝輝     | 三輪孝輝          |
| 10月9日  | 88   | カジカのびょうぶ           | 漉田実       | 漉田実     | 槻間八郎     | 樋口雅一          |
| 10月16日 | 89   | ぼたんの花とねずみ         | 小林三男     | 沖島勲     | 山守正一     | 福田皖            |
| 10月23日 | 90   | あんばらやみの馬           | 藤本四郎     | 漉田実     | 青木稔       | 樋口雅一          |
| 10月23日 | 91   | みそ買い橋                 | 漉田実       | 漉田実     | 下道一範     | 上口照人          |
| 10月30日 | 92   | はなたれ小僧さま           | 樋口雅一     | 沖島勲     | 竹内靖明     | 高橋信也          |
| 11月6日  | 93   | 八郎潟の八郎               | 藤本四郎     | 沖島勲     | 阿部幸次     | 阿部幸次          |
| 11月6日  | 94   | 猫檀家                     | 漉田実       | 漉田実     | 下道一範     | 上口照人          |
| 11月13日 | 95   | 蛸八長者                   | 小林三男     | 沖島勲     | 下道一範     | 上口照人          |
| 11月20日 | 96   | ねずみ経                   | 高橋良輔     | 沖島勲     | 本田幸雄     | 岩崎治彦          |
| 11月20日 | 97   | 琵琶法師と竜               | 亜細亜堂     | 沖島勲     | 亜細亜堂     | 亜細亜堂          |
| 11月27日 | 98   | おりゅう柳                 | 藤本四郎     | 沖島勲     | サキスタジオ | 高橋信也          |
| 12月4日  | 99   | にせ本尊                   | 水沢わたる   | 沖島勲     | 山守啓陽     | スタジオ･アロー   |
| 12月11日 | 100  | オオカミと娘               | 藤本四郎     | 沖島勲     | 藤本四郎     | 藤本四郎          |
| 12月11日 | 101  | 空をとんだキツネ           | 漉田実       | 漉田実     | 槻間八郎     | 樋口雅一          |
| 12月18日 | 102  | たろ丸の話                 | 樋口雅一     | 沖島勲     | 青木稔       | 森田浩光          |
| 12月25日 | 103  | 子どもたちと薬師さま       | 藤本四郎     | 沖島勲     | 下道一範     | 高橋信也          |
| 12月25日 | 104  | 年神さま                   | 樋口雅一     | 沖島勲     | 山守正一     | 八木大            |

| 放送日   | 話数 | サブタイトル           | 演出           | 文芸           | 美術           | 作画            |
| -------- | ---- | ---------------------- | -------------- | -------------- | -------------- | --------------- |
| 1月1日   | 105  | 木仏長者               | 上口照人       | 沖島勲         | 槻間八郎       | 高橋信也        |
| 1月1日   | 106  | 座敷わらし             | 漉田実         | 漉田実         | 阿部幸次       | 高橋信也        |
| 1月2日   | 107  | 十二支の由来           | 堀口忠彦       | 沖島勲         | 堀口忠彦       | 近藤喜文        |
| 1月2日   | 108  | 大歳の火               | 漉田実         | 漉田実         | サキスタジオ   | 上口照人        |
| 1月8日   | 109  | 仙人みかん             | 樋口雅一       | 沖島勲         | 青木稔         | シンエイ動画    |
| 1月15日  | 110  | 宝の下駄               | 小林三男       | 沖島勲         | 竹内靖明       | スタジオ･アロー |
| 1月15日  | 111  | キツネのお産           | 森田浩光       | 沖島勲         | 下道一範       | 森田浩光        |
| 1月22日  | 112  | 姫淵のうた             | 漉田実         | 漉田実         | 漉田実         | 漉田実          |
| 1月29日  | 113  | 鬼の嫁さん             | 阿部幸次       | 沖島勲         | 阿部幸次       | 阿部幸次        |
| 1月29日  | 114  | 仁王とどっこい         | 樋口雅一       | 沖島勲         | 樋口雅一       | 樋口雅一        |
| 2月5日   | 115  | 馬方とタヌキ           | 樋口雅一       | 沖島勲         | 山守啓陽       | 上口照人        |
| 2月12日  | 116  | 天狗のこま             | 小林三男       | 沖島勲         | 末永光代       | 白梅進          |
| 2月12日  | 117  | 山伏石                 | 亜細亜堂       | 沖島勲         | 亜細亜堂       | 亜細亜堂        |
| 2月19日  | 118  | うぐいす長者           | 森田浩光       | 沖島勲         | 槻間八郎       | 森田浩光        |
| 2月26日  | 119  | ひなの夜ばやし         | 馬郡美保子     | 沖島勲         | 馬郡美保子     | 馬郡美保子      |
| 2月26日  | 120  | ふしぎな枡             | 小林三男       | 沖島勲         | 山守正一       | 高橋信也        |
| 3月5日   | 121  | 玉屋の椿               | 漉田実         | 漉田実         | 阿部幸次       | 高橋信也        |
| 3月12日  | 122  | へび女房               | 藤本四郎       | 沖島勲         | 下道一範       | 上口照人        |
| 3月12日  | 123  | 山伏と子だぬき         | 殿河内勝       | 沖島勲         | 竹内靖明       | 殿河内勝        |
| 3月19日  | 124  | お月さん金の鎖         | 芝山努         | 沖島勲         | 芝山努         | 芝山努          |
| 3月26日  | 125  | 鬼からもらった力       | 久米工         | 沖島勲         | サキスタジオ   | シンエイ動画    |
| 3月26日  | 126  | 百合若大臣             | 三輪孝輝       | 沖島勲         | 三輪孝輝       | 三輪孝輝        |
| 4月2日   | 127  | なんにもせん人の話     | 樋口雅一       | 境のぶひろ     | 馬郡美保子     | 樋口雅一        |
| 4月2日   | 128  | 落ちた雷               | 小林治         | 境のぶひろ     | 青木稔         | 小林治          |
| 4月9日   | 129  | 分銅狐                 | 藤本四郎       | 境のぶひろ     | 阿部幸次       | 上口照人        |
| 4月9日   | 130  | 磐司と桐の花           | 杉井ギサブロー | 杉井ギサブロー | 杉井ギサブロー | 杉井ギサブロー  |
| 4月16日  | 131  | 狐の相談               | 小林三男       | 境のぶひろ     | 槻間八郎       | 白梅進          |
| 4月23日  | 132  | 鶴柿                   | 森田浩光       | 沖島勲         | 下道一範       | 森田浩光        |
| 4月23日  | 133  | 天のはしご天の橋立     | 高橋良輔       | 沖島勲         | 本田幸雄       | 岩崎治彦        |
| 4月30日  | 134  | 芋ほり長者             | 藤本四郎       | 境のぶひろ     | 山守正一       | 上口照人        |
| 5月7日   | 135  | 蛙の恩返し             | 福冨博         | 沖島勲         | サキスタジオ   | 本木久年        |
| 5月7日   | 136  | 母の面と鬼の面         | 小林三男       | 沖島勲         | 阿部幸次       | 高橋信也        |
| 5月14日  | 137  | 亀になった男           | 小林三男       | 境のぶひろ     | 末永光代       | 高橋信也        |
| 5月21日  | 138  | みょうがの宿           | 芝山努         | 境のぶひろ     | 芝山努         | 芝山努          |
| 5月21日  | 139  | 黒八大明神             | 森田浩光       | 沖島勲         | 下道一範       | 森田浩光        |
| 5月28日  | 140  | 神さまの鬼退治         | 芝山努         | 境のぶひろ     | 青木稔         | 芝山努          |
| 6月4日   | 141  | まあだまだわからん     | 藤本四郎       | 沖島勲         | 田中静恵       | 吉村昌輝        |
| 6月4日   | 142  | 五料の地蔵さん         | 漉田実         | 漉田実         | 阿部幸次       | 上口照人        |
| 6月11日  | 143  | 蟹の湯治               | 小林治         | 沖島勲         | 山守啓陽       | 小林治          |
| 6月18日  | 144  | 小判の虫ぼし           | 藤本四郎       | 沖島勲         | 田中静恵       | 高橋信也        |
| 6月18日  | 145  | 身がわり観音           | 小林三男       | 沖島勲         | 青木稔         | 白梅進          |
| 6月25日  | 146  | かっぱの淵             | 漉田実         | 漉田実         | 下道一範       | 上口照人        |
| 7月2日   | 147  | みやこ鏡               | 芝山努         | 境のぶひろ     | 芝山努         | 芝山努          |
| 7月2日   | 148  | あばれ絵馬             | 三輪孝輝       | 沖島勲         | 三輪孝輝       | 三輪孝輝        |
| 7月9日   | 149  | えんこうの一文銭       | 森田浩光       | 境のぶひろ     | 内田好之       | 森田浩光        |
| 7月16日  | 150  | 屁ひり女房             | 高橋良輔       | 沖島勲         | 本田幸雄       | 岩崎治彦        |
| 7月16日  | 151  | 無人島に流された男     | 小林三男       | 沖島勲         | サキスタジオ   | 高橋信也        |
| 7月30日  | 152  | かじ屋のばばあ         | 小林三男       | 沖島勲         | 内田好之       | 白梅進          |
| 7月30日  | 153  | 安珍清姫               | 馬郡美保子     | 沖島勲         | 馬郡美保子     | 馬郡美保子      |
| 8月6日   | 154  | 踊る化けもの           | 殿河内勝       | 境のぶひろ     | 青木稔         | 殿河内勝        |
| 8月13日  | 155  | おぶさりてい           | 久米工         | 境のぶひろ     | 久米工         | 久米工          |
| 8月13日  | 156  | 鬼の刀かじ             | 漉田實         | 漉田實         | 下道一範       | 上口照人        |
| 8月20日  | 157  | 山んばの嫁さん         | 小林三男       | 沖島勲         | 仔羊館         | 石黒篤          |
| 8月27日  | 158  | おさん狐とめで鯛       | 芝山努         | 沖島勲         | 芝山努         | シンエイ動画    |
| 8月27日  | 159  | 高田六左衛の夢         | 久米工         | 境のぶひろ     | 久米工         | 久米工          |
| 9月3日   | 160  | かくれ里のふしぎ       | 矢沢則夫       | 沖島勲         | 内田好之       | 矢沢則夫        |
| 9月10日  | 161  | 泣けば百人力           | 藤本四郎       | 沖島勲         | 田中静恵       | 高橋信也        |
| 9月10日  | 162  | 紙すく里               | 藤本四郎       | 沖島勲         | 内田好之       | 高橋信也        |
| 9月17日  | 163  | 白鳥の関               | 森田浩光       | 沖島勲         | 内田好之       | 森田浩光        |
| 9月24日  | 164  | 天狗と庄屋さん         | 児玉喬夫       | 沖島勲         | 下道一範       | 阿部明          |
| 9月24日  | 165  | 海に沈んだ鬼           | 漉田實         | 漉田實         | 馬郡美保子     | 森田浩光        |
| 10月1日  | 166  | 赤いも                 | 前田庸生       | 沖島勲         | 下道一範       | 森田浩光        |
| 10月1日  | 167  | 犬の碑の話             | 小林三男       | 利岡裕子       | 末永光代       | 猿山二郎        |
| 10月8日  | 168  | しばられ地蔵           | 小林三男       | 沖島勲         | 下道一範       | 上口照人        |
| 10月15日 | 169  | 仁兵衛じいさんとたぬき | 菊田武勝       | 沖島勲         | 宮本清司       | 菊田武勝        |
| 10月15日 | 170  | 汗かき鉄砲             | りんたろう     | 沖島勲         | 小関俊之       | 矢沢則夫        |
| 10月22日 | 171  | 猫のしばい             | 漉田實         | 漉田實         | 内田好之       | 高橋信也        |
| 10月29日 | 172  | ねずみと爺さ           | 小林三男       | 沖島勲         | 下道一範       | 猿山二郎        |
| 10月29日 | 173  | みちびき地蔵           | 小林治         | 沖島勲         | 青木稔         | シンエイ動画    |
| 11月5日  | 174  | 狐のくれた文福茶釜     | 漉田實         | 漉田實         | 内田好之       | 上口照人        |
| 11月12日 | 175  | 武士になった魚売り     | 原田益次       | 沖島勲         | 本田幸雄       | あかばんてん    |
| 11月12日 | 176  | 地蔵さんのことば       | 藤本四郎       | 沖島勲         | 青木稔         | 高橋信也        |
| 11月19日 | 177  | ばかな兄弟             | 冨永貞義       | 沖島勲         | 石津節子       | 冨永貞義        |
| 11月26日 | 178  | 狸がともだち           | 冨沢雄三       | 沖島勲         | 西村邦子       | 冨沢雄三        |
| 11月26日 | 179  | 猫岳の猫               | 小林三男       | 沖島勲         | 青木稔         | 昆進之介        |
| 12月3日  | 180  | 酒の池                 | 森田浩光       | 沖島勲         | 内田好之       | 上口照人        |
| 12月10日 | 181  | いたずら狐             | 漉田實         | 漉田實         | 馬郡美保子     | 青木久利        |
| 12月10日 | 182  | 貝吹き旦次             | 小林三男       | 沖島勲         | 青木稔         | 昆進之介        |
| 12月17日 | 183  | 炭焼きのむこ入り       | 矢沢則夫       | 沖島勲         | 石津節子       | 矢沢則夫        |
| 12月24日 | 184  | 舞の川の山んば         | 藤本四郎       | 沖島勲         | 下道一範       | 高橋信也        |
| 12月24日 | 185  | わくくり岩             | 小林三男       | 沖島勲         | 内田好之       | 森田浩光        |

| 放送日   | 話数 | サブタイトル             | 演出         | 文芸   | 美術       | 作画         |
| -------- | ---- | ------------------------ | ------------ | ------ | ---------- | ------------ |
| 1月3日   | 186  | 大年の客                 | 菊田武勝     | 沖島勲 | 小関俊之   | 菊田武勝     |
| 1月3日   | 187  | 初夢の牛                 | 堀口忠彦     | 沖島勲 | 小関俊之   | 菊田武勝     |
| 1月7日   | 188  | 北方と南方の村ざかい     | 太陽企画動画 | 沖島勲 | 青木稔     | 大和大       |
| 1月14日  | 189  | ばったり沢の狐           | 遠藤克巳     | 沖島勲 | 水野尾純一 | 遠藤克巳     |
| 1月14日  | 190  | 大蛇の塔                 | 川尻善昭     | 沖島勲 | 川尻善昭   | 川尻善昭     |
| 1月21日  | 191  | 嘘にのる欲               | 高橋良輔     | 沖島勲 | 本田幸雄   | 岩崎治彦     |
| 1月21日  | 192  | びゃくうん寺の強盗       | 高橋信也     | 沖島勲 | 内田好之   | 高橋信也     |
| 1月28日  | 193  | おいの池ものがたり       | 矢沢則夫     | 沖島勲 | 宮本清司   | 矢沢則夫     |
| 2月4日   | 194  | 長左ヱ門の狐退治         | 小林三男     | 沖島勲 | 下道一範   | 高橋信也     |
| 2月4日   | 195  | 仲なおりした姑と嫁       | 漉田實       | 漉田實 | 青木稔     | 上口照人     |
| 2月11日  | 196  | 砂子多の河童             | 藤本四郎     | 沖島勲 | 内田好之   | 森田浩光     |
| 2月18日  | 197  | ツバメのお礼             | 矢沢則夫     | 沖島勲 | 石津節子   | 矢沢則夫     |
| 2月18日  | 198  | 火ともし山               | 漉田實       | 漉田實 | 馬郡美保子 | 上口照人     |
| 2月25日  | 199  | けちんぼ六さん           | 藤本四郎     | 沖島勲 | 西村邦子   | 菊田武勝     |
| 3月4日   | 200  | なんじゃもんじゃの木     | 漉田實       | 漉田實 | 馬郡美保子 | 高橋信也     |
| 3月4日   | 201  | エビの腰はなぜまがったか | 川尻善昭     | 沖島勲 | 川尻善昭   | 川尻善昭     |
| 3月11日  | 202  | 牛鬼淵                   | 小林三男     | 沖島勲 | 下道一範   | 矢沢則夫     |
| 3月18日  | 203  | 奇しき色の大鹿           | 辻伸一       | 沖島勲 | 下道一範   | 辻伸一       |
| 3月18日  | 204  | はじめて降った雪         | 藤本四郎     | 沖島勲 | 内田好之   | 上口照人     |
| 3月25日  | 205  | クラゲの骨なし           | 高橋良輔     | 沖島勲 | 堀口忠彦   | あかばんてん |
| 3月25日  | 206  | ねずみの嫁入り           | 堀口忠彦     | 沖島勲 | 堀口忠彦   | あかばんてん |
| 4月1日   | 207  | お杉とお松の伊勢参り     | 藤本四郎     | 沖島勲 | 田中資幸   | 高橋信也     |
| 4月1日   | 208  | キツネの恩返し           | 森田浩光     | 沖島勲 | 内田好之   | 森田浩光     |
| 4月8日   | 209  | ムジナとマムシの恩返し   | 辻伸一       | 沖島勲 | 伊藤まり子 | 辻伸一       |
| 4月15日  | 210  | 天基上人とめおと狸       | 小林三男     | 沖島勲 | 下道一範   | 上口照人     |
| 4月15日  | 211  | 牛女                     | 漉田實       | 漉田實 | 馬郡美保子 | 矢沢則夫     |
| 4月22日  | 212  | ソラ豆の黒いすじ         | やすみ哲夫   | 沖島勲 | やすみ哲夫 | やすみ哲夫   |
| 4月29日  | 213  | 大工とねこ               | 藤原万秀     | 沖島勲 | 石津節子   | 藤原万秀     |
| 4月29日  | 214  | 米かみ石由来             | 芝山努       | 沖島勲 | 芝山努     | 芝山努       |
| 5月6日   | 215  | 福助さんのノゾキメガネ   | 遠藤克巳     | 沖島勲 | 宮本清司   | 遠藤克巳     |
| 5月13日  | 216  | はだか武兵               | 青木久利     | 沖島勲 | 青木久利   | 青木久利     |
| 5月13日  | 217  | キツネの化け玉           | 川尻善昭     | 沖島勲 | 川尻善昭   | 川尻善昭     |
| 5月20日  | 218  | 鹿の恩返し               | 高橋信也     | 沖島勲 | 青木稔     | 高橋信也     |
| 5月27日  | 219  | 鬼と小娘                 | 漉田實       | 漉田實 | 馬郡美保子 | 上口照人     |
| 5月27日  | 220  | 干し葉のおじや           | 坂井俊一     | 沖島勲 | 坂井俊一   | 坂井俊一     |
| 6月3日   | 221  | 蛸薬師                   | 辻伸一       | 沖島勲 | 内田好之   | 辻伸一       |
| 6月10日  | 222  | 小僧さんと餅             | 森田浩光     | 沖島勲 | 内田好之   | 森田浩光     |
| 6月10日  | 223  | 嘉右衛門山の神           | 小林治       | 沖島勲 | 下道一範   | 小林治       |
| 6月17日  | 224  | 火なたに捨てられた木の実 | 藤本四郎     | 沖島勲 | 内田好之   | 高橋信也     |
| 6月24日  | 225  | すりかえた財布           | 藤原万秀     | 沖島勲 | 小関俊之   | 藤原万秀     |
| 6月24日  | 226  | 穀の精                   | 小林三男     | 沖島勲 | 門屋達郎   | 上口照人     |
| 7月1日   | 227  | 話十両                   | 高橋良輔     | 沖島勲 | 本田幸雄   | 梅野源       |
| 7月8日   | 228  | けちんぼ長者と三吉さん   | 山田みちしろ | 沖島勲 | 下道一範   | 山田みちしろ |
| 7月8日   | 229  | キツネの道送り           | 矢沢則夫     | 沖島勲 | 西村邦子   | 矢沢則夫     |
| 7月15日  | 230  | 狐檀家                   | 漉田實       | 漉田實 | 馬郡美保子 | 上口照人     |
| 7月29日  | 231  | おりん狐                 | 森田浩光     | 沖島勲 | 田中静恵   | 森田浩光     |
| 8月5日   | 232  | ひょうたん長者           | 辻伸一       | 沖島勲 | 下道一範   | 辻伸一       |
| 8月5日   | 233  | ミソサザイは鳥の王様     | やすみ哲夫   | 沖島勲 | やすみ哲夫 | やすみ哲夫   |
| 8月12日  | 234  | 鬼が笑った話             | 川尻善昭     | 沖島勲 | 川尻善昭   | 川尻善昭     |
| 8月19日  | 235  | ぶんぶん酌にさせ         | 青木久利     | 沖島勲 | 木場正彦   | 青木久利     |
| 8月19日  | 236  | 島になったおばあさん     | 矢沢則夫     | 沖島勲 | 宮本清司   | 矢沢則夫     |
| 8月26日  | 237  | マヨヒガ                 | 藤本四郎     | 沖島勲 | 下道一範   | 矢沢則夫     |
| 9月2日   | 238  | 五郎兵衛淵               | 山田みちしろ | 沖島勲 | 下道一範   | 山田みちしろ |
| 9月2日   | 239  | 身代わり地蔵             | 高橋信也     | 沖島勲 | 下道一範   | 高橋信也     |
| 9月9日   | 240  | 大力大べえ               | 森田浩光     | 沖島勲 | 内田好之   | 白梅進       |
| 9月9日   | 241  | 馬の毛をぬくカッパ       | 冨沢雄三     | 沖島勲 | 石津節子   | 冨沢雄三     |
| 9月16日  | 242  | 千石田長者               | 小林治       | 沖島勲 | 下道一範   | 小林治       |
| 9月23日  | 243  | 吉ばあさんとかげぜん     | 小林三男     | 沖島勲 | 横瀬直人   | 加藤政志     |
| 9月23日  | 244  | 藤助どんの鴨とり話       | 藤原万秀     | 沖島勲 | 小関俊之   | 藤原万秀     |
| 9月30日  | 245  | 赤岩ん淵の八つ目         | 漉田實       | 漉田實 | 馬郡美保子 | 上口照人     |
| 9月30日  | 246  | 行徳じいさんと鶴         | 本木ひさとし | 沖島勲 | 門屋達郎   | 本木ひさとし |
| 10月7日  | 247  | 千鳥の歌                 | 辻伸一       | 沖島勲 | 馬郡美保子 | 辻伸一       |
| 10月7日  | 248  | あなほり長兵衛           | 青木久利     | 沖島勲 | 木場正彦   | 青木久利     |
| 10月14日 | 249  | ネズミ浄土               | 漉田實       | 漉田實 | 馬郡美保子 | 山田みちしろ |
| 10月21日 | 250  | つきぬ銭さし             | 本木ひさとし | 沖島勲 | 青木稔     | 本木ひさとし |
| 10月21日 | 251  | 夢の孝心                 | 藤原万秀     | 沖島勲 | 西村邦子   | 藤原万秀     |
| 10月28日 | 252  | 浄光院の虚空蔵さん       | 亜細亜堂     | 沖島勲 | 横瀬直人   | 須田裕美子   |
| 11月4日  | 253  | 笛吹川                   | 坂井俊一     | 沖島勲 | 石津節子   | 坂井俊一     |
| 11月4日  | 254  | 小槌の柄                 | 森田浩光     | 沖島勲 | 門屋達郎   | 福田皖       |
| 11月11日 | 255  | すいとん寺               | 殿河内勝     | 沖島勲 | 宮本清司   | 前田実       |
| 11月18日 | 256  | ごん兵衛とからす         | やすみ哲夫   | 沖島勲 | やすみ哲夫 | 古宇田文男   |
| 11月18日 | 257  | 出井の泉                 | 古沢日出夫   | 沖島勲 | 小関俊之   | 古沢日出夫   |
| 11月25日 | 258  | 泉                       | 漉田實       | 漉田實 | 田中静恵   | 前田実       |
| 12月2日  | 259  | 西円寺の狸ばやし         | 藤原万秀     | 沖島勲 | 石津節子   | 藤原万秀     |
| 12月2日  | 260  | 唐船淵の主               | 大貫信夫     | 沖島勲 | くぼたかし | 大貫信夫     |
| 12月9日  | 261  | とうせん坊               | 小林治       | 沖島勲 | 亀崎経史   | 須田裕美子   |
| 12月16日 | 262  | 里芋と豆腐のけんか       | 青木久利     | 沖島勲 | 木場正彦   | 青木久利     |
| 12月16日 | 263  | 越後の兄弟               | 西牧ひでお   | 沖島勲 | 小関俊之   | 中山晴夫     |
| 12月23日 | 264  | 名刀木千把丸             | 落合正宗     | 沖島勲 | 横瀬直人   | 落合正宗     |
| 12月30日 | 265  | 機織淵                   | 高橋良輔     | 沖島勲 | 本田幸雄   | 岩崎治彦     |
| 12月30日 | 266  | 不思議な石               | 小林三男     | 沖島勲 | 小林光代   | 槌田幸一     |

| 放送日   | 話数 | サブタイトル             | 演出               | 文芸           | 美術           | 作画               |
| -------- | ---- | ------------------------ | ------------------ | -------------- | -------------- | ------------------ |
| 1月3日   | 267  | 有難やの爺さま           | 樋口雅一           | 沖島勲         | 宮本清司       | 高橋春男           |
| 1月3日   | 268  | 山の神と孝行娘           | 富野喜幸           | 芦沢俊郎       | 小関俊之       | 葛岡博             |
| 1月6日   | 269  | キツネのお礼まいり       | 殿河内勝           | 沖島勲         | 亀崎経史       | 殿河内勝           |
| 1月13日  | 270  | 伏見へ行ったおじいキツネ | 藤原万秀           | 沖島勲         | くぼたかし     | 藤原万秀           |
| 1月13日  | 271  | 八幡堂の夢               | 光延博愛           | 沖島勲         | 半藤克美       | 前田実             |
| 1月20日  | 272  | 鬼の足かた               | 古沢日出夫         | 芦沢俊郎       | 亀崎経史       | 古沢日出夫         |
| 1月27日  | 273  | 藤かずらのいぼこぶ       | 西牧ひでお         | 芦沢俊郎       | 宮本清司       | 大貫信夫           |
| 1月27日  | 274  | ささぎつね               | 小林三男           | 沖島勲         | 門屋達郎       | つちだこういち     |
| 2月3日   | 275  | 鳥居を持ってきた乙姫様   | 落合正宗           | 芦沢俊郎       | 亀崎経史       | 石井邦幸           |
| 2月10日  | 276  | 山になった鯨             | 漉田實             | 漉田實         | 田中静恵       | 前田実             |
| 2月10日  | 277  | たにしの姉妹             | 河内日出夫         | 沖島勲         | 野谷顕二       | 河内日出夫         |
| 2月17日  | 278  | 亥の子まつり             | 小林治             | 沖島勲         | 小関俊之       | 須田裕美子         |
| 2月24日  | 279  | 河童のおたから           | 殿河内勝           | 沖島勲         | 宮本清司       | 殿河内勝           |
| 2月24日  | 280  | 勘作話                   | 青木久利           | 沖島勲         | 小関俊之       | 青木久利           |
| 3月3日   | 281  | 長者ヶ森                 | 藤原万秀           | 沖島勲         | 半藤克美       | 藤原万秀           |
| 3月10日  | 282  | あほうむすこの魚屋さん   | 西牧ひでお         | 沖島勲         | 青木稔         | つちだこういち     |
| 3月10日  | 283  | タニシの恩がえし         | 高橋信也           | 沖島勲         | 大山哲史       | 高橋信也           |
| 3月17日  | 284  | あさこ・ゆうこ           | 樋口雅一           | 久貴千賀子     | 田中静恵       | 樋口雅一           |
| 3月24日  | 285  | くらっ子鳥               | 芝山努             | 久貴千賀子     | 門野真理子     | 須田裕美子         |
| 3月24日  | 286  | 竜宮からきた嫁           | 福原悠一           | 芦沢俊郎       | 水野尾純一     | 福原悠一           |
| 3月31日  | 287  | あんころもちこぞう       | こはなわためお     | 沖島勲         | 青木稔         | 前田実             |
| 3月31日  | 288  | のんべえ地蔵             | 小林三男           | 沖島勲         | 小林光代       | つちだこういち     |
| 4月7日   | 289  | 六兵衛とクマンバチ       | 落合正宗           | 沖島勲         | 水野尾純一     | 石井邦幸           |
| 4月7日   | 290  | こがねの斧               | 古沢日出夫         | 沖島勲         | 小関俊之       | 古沢日出夫         |
| 4月14日  | 291  | トーロコのペカンベ       | 山田みちしろ       | 沖島勲         | 下道一範       | 山田みちしろ       |
| 4月21日  | 292  | 天までとどいた竹の子     | こはなわためお     | 沖島勲         | 阿部幸次       | 前田実             |
| 4月21日  | 293  | 山つなみ                 | 前田康成           | 沖島勲         | 大山哲史       | 前田康成           |
| 4月28日  | 294  | 大けやきの天狗           | 青木久利           | 沖島勲         | 喜田川まさゆき | 青木久利           |
| 5月5日   | 295  | 河童のかめ               | 山崎隆生           | 沖島勲         | 小関俊之       | 山崎隆生           |
| 5月5日   | 296  | 鬼と若者                 | 漉田實             | 漉田實         | 玉井司         | 玉井司             |
| 5月12日  | 297  | 後生買い                 | 殿河内勝           | 沖島勲         | 田中静恵       | つちだこういち     |
| 5月19日  | 298  | 猿の恩返し               | 小林治             | 沖島勲         | 亀崎経史       | 十条東             |
| 5月19日  | 299  | 太陽を射るモグラ         | 堀口忠彦           | 沖島勲         | あかばんてん   | 金海由美子         |
| 5月26日  | 300  | ふしぎな玉               | 福原悠一           | 沖島勲         | 水野尾純一     | 福原悠一           |
| 6月2日   | 301  | 命びろいした犬           | 芝山努             | 沖島勲         | 門野真理子     | 須田裕美子         |
| 6月2日   | 302  | がわっぱとお竹どん       | 大西清             | 沖島勲         | 亀崎経史       | 大西清             |
| 6月9日   | 303  | 動けなくなった狐         | 小林三男           | 沖島勲         | しもゆきこ     | 白川忠志           |
| 6月16日  | 304  | 金のうり                 | 前田康成           | 沖島勲         | 前田康成       | 前田康成           |
| 6月16日  | 305  | とろかし草               | 山田みちしろ       | 沖島勲         | 小関俊之       | 山田みちしろ       |
| 6月23日  | 306  | にぎりめしと山伏         | こはなわためお     | 沖島勲         | 青木稔         | 前田実             |
| 6月30日  | 307  | 大挽きの善六             | 藤原万秀           | 沖島勲         | 横瀬直人       | 藤原万秀           |
| 6月30日  | 308  | そば屋にむこ入りした雷   | 山本孝一           | 沖島勲         | 田中静恵       | 白川忠志           |
| 7月7日   | 309  | 山のばばさの里がえり     | 殿河内勝           | 沖島勲         | 亀崎経史       | 殿河内勝           |
| 7月7日   | 310  | 小中の河童               | 青木久利           | 沖島勲         | 木場正彦       | 青木久利           |
| 7月14日  | 311  | 身がわりの石びつ         | 芝山努             | 沖島勲         | 門野真理子     | 須田裕美子         |
| 7月28日  | 312  | 鵜飼いものがたり         | 近藤英輔           | 沖島勲         | 小関俊之       | 前田実             |
| 8月4日   | 313  | さかな売りときつね       | 古沢日出夫         | 境のぶひろ     | 水野尾純一     | 古沢日出夫         |
| 8月4日   | 314  | 猫塚                     | 山田みちしろ       | 沖島勲         | 亀崎経史       | 山田みちしろ       |
| 8月11日  | 315  | しゃれこうべの歌         | やすみ哲夫         | 沖島勲         | あかばんてん   | 岩崎治彦           |
| 8月18日  | 316  | 雨んぶちおばけ           | 福原悠一           | 境のぶひろ     | 小関俊之       | 福原悠一           |
| 8月18日  | 317  | 柳の葉の魚               | 馬郡美保子         | 漉田實         | 馬郡美保子     | 馬郡美保子         |
| 8月25日  | 318  | しっぺいたろう           | 小林治             | 沖島勲         | 小関俊之       | 須田裕美子         |
| 9月1日   | 319  | 百姓じいさんとてんぐ     | 山本孝一           | 沖島勲         | 水野尾純一     | 白梅進             |
| 9月1日   | 320  | 甚兵衛山のキツネ         | 河内日出夫         | 沖島勲         | 石川山子       | 河内日出夫         |
| 9月8日   | 321  | 天狗の松                 | 山田みちしろ       | 境のぶひろ     | 宮川一男       | 山田みちしろ       |
| 9月15日  | 322  | 五助どんの商売           | 青木久利           | 沖島勲         | 喜田川まさゆき | 青木久利           |
| 9月15日  | 323  | きつねの嫁取り           | 杉井ギサブロー     | 杉井ギサブロー | 馬郡美保子     | 上口照人           |
| 9月22日  | 324  | 雨乞いのわらの竜         | 近藤英輔           | 沖島勲         | 青木稔         | 前田実             |
| 9月29日  | 325  | 人魚と漁師               | 福原悠一           | 境のぶひろ     | 水野尾純一     | 福原悠一           |
| 9月29日  | 326  | 牛飼い源次               | 芝山努             | 沖島勲         | 門野真理子     | 須田裕美子         |
| 10月6日  | 327  | 弥九郎の犬               | 前田康成           | 境のぶひろ     | 秋保富恵       | 前田康成           |
| 10月6日  | 328  | 御船川                   | 近藤英輔           | 沖島勲         | 青木稔         | 上口照人           |
| 10月13日 | 329  | 月見の枝                 | 小林三男           | 沖島勲         | 宮川一男       | 福田皖             |
| 10月20日 | 330  | 二つの月                 | 大竹伸一           | 沖島勲         | 高松良己       | 大竹伸一           |
| 10月20日 | 331  | 荒坂長者                 | 前田康成           | 沖島勲         | 青木稔         | 前田康成           |
| 10月27日 | 332  | せんとくの金             | 殿河内勝           | 沖島勲         | 亀崎経史       | 殿河内勝           |
| 11月3日  | 333  | ねずみの予言             | 藤原万秀           | 沖島勲         | 亀崎経史       | 藤原万秀           |
| 11月3日  | 334  | 天下一の花嫁             | 近藤英輔           | 沖島勲         | 大山哲史       | 若林常夫           |
| 11月10日 | 335  | 一軒屋の婆               | 杉井ギサブロー     | 杉井ギサブロー | 石川山子       | 前田庸生           |
| 11月17日 | 336  | たぬき田                 | 高橋信也           | 沖島勲         | 馬場晴子       | 三善和彦           |
| 11月17日 | 337  | 隠れ島の婿さま           | なべしまよしつぐ   | 境のぶひろ     | 小関俊之       | なべしまよしつぐ   |
| 11月24日 | 338  | 岩屋の娘                 | 杉井ギサブロー     | 杉井ギサブロー | 馬郡美保子     | 上口照人           |
| 12月1日  | 339  | この世で一番えらい者     | 青木久利           | 沖島勲         | 大山哲史       | 青木久利           |
| 12月1日  | 340  | 河童徳利                 | 殿河内勝           | 沖島勲         | 水野尾純一     | 殿河内勝           |
| 12月8日  | 341  | かざみの名人             | 近藤英輔           | 沖島勲         | 宮川一男       | 八幡正             |
| 12月15日 | 342  | のらくらとらやん大旅行   | やすみ哲夫         | 沖島勲         | あかばんてん   | 岩崎治彦           |
| 12月15日 | 343  | 三人のなまけもの         | 藤原万秀           | 沖島勲         | 亀崎経史       | 藤原万秀           |
| 12月22日 | 344  | 権蔵さんのてがら         | フクハラ・ヒロカズ | 沖島勲         | 田中静恵       | フクハラ・ヒロカズ |
| 12月29日 | 345  | 貧乏神の置きみやげ       | 光延博愛           | 沖島勲         | 小関俊之       | 前田実             |
| 12月29日 | 346  | 正太の初もうで           | 前田康成           | 沖島勲         | 門屋達郎       | 前田康成           |

| 放送日   | 話数 | サブタイトル             | 演出                                 | 文芸           | 美術                       | 作画                                 |
| -------- | ---- | ------------------------ | ------------------------------------ | -------------- | -------------------------- | ------------------------------------ |
| 1月3日   | 347  | お地蔵さま               | 小林三男                             | 沖島勲         | 久保陽彦                   | 福田皖                               |
| 1月3日   | 348  | 太郎作の夢               | 大竹伸一                             | 沖島勲         | 高松良己                   | 大竹伸一                             |
| 1月5日   | 349  | 福ねずみ                 | 前田康成                             | 沖島勲         | 水野尾純一                 | 前田康成                             |
| 1月5日   | 350  | 正月の神さん             | 近藤英輔                             | 沖島勲         | 大山哲史                   | 福田皖                               |
| 1月12日  | 351  | 三人小僧                 | 若林常夫                             | 沖島勲         | 門屋達郎                   | 若林常夫                             |
| 1月19日  | 352  | 歌地蔵                   | 山田みちしろ                         | 沖島勲         | 吉田陽子                   | 山田みちしろ                         |
| 1月19日  | 353  | 鬼のしゃもじ             | 高橋信也                             | 沖島勲         | 田中静恵                   | 三善和彦                             |
| 1月26日  | 354  | お釜の歌                 | 藤原万秀                             | 沖島勲         | 亀崎経史                   | 藤原万秀                             |
| 2月2日   | 355  | しゃべれなくなった茂平   | フクハラ・ヒロカズ                   | 境のぶひろ     | 西村邦子                   | フクハラ・ヒロカズ                   |
| 2月2日   | 356  | 吹雪かれ和尚             | 小林治                               | 沖島勲         | 秋保富恵                   | 後藤真砂子                           |
| 2月9日   | 357  | とうすけどん             | 青木久利                             | 境のぶひろ     | 馬場晴子                   | 青木久利                             |
| 2月16日  | 358  | 旧正月の大福もち         | なべしまよしつぐ                     | 境のぶひろ     | 亀崎経史                   | なべしまよしつぐ                     |
| 2月16日  | 359  | べごをつれた雪女         | 芝山努                               | 沖島勲         | 門野真理子                 | 須田裕美子                           |
| 2月23日  | 360  | もぐらと馬と人間         | 殿河内勝                             | 沖島勲         | 小関俊之                   | 殿河内勝                             |
| 3月1日   | 361  | 鳥たちの花見             | 藤原万秀                             | 沖島勲         | 久保陽彦                   | 藤原万秀                             |
| 3月1日   | 362  | 野々海の物語             | 小林治                               | 沖島勲         | 小関俊之                   | 小林治                               |
| 3月8日   | 363  | かくれ蓑かくれ笠         | 山田みちしろ                         | 沖島勲         | 門野真理子                 | 吉本桂子                             |
| 3月15日  | 364  | だんまり嫁っこ           | 高沢孫一                             | 沖島勲         | 水野尾純一                 | 高橋邦仁                             |
| 3月15日  | 365  | 椿の乙女                 | 前田康成                             | 沖島勲         | 門屋達郎                   | 前田康成                             |
| 3月22日  | 366  | タケノコ仙人             | 高橋信也                             | 三沢もとこ     | 大山哲史                   | 前田実                               |
| 3月29日  | 367  | 長津呂のかくれ里         | 白梅進                               | 沖島勲         | 門屋達郎                   | 白梅進                               |
| 3月29日  | 368  | 一夜で咲いたナタネの花   | 河内日出夫                           | 沖島勲         | 亀崎経史                   | 石井文子                             |
| 4月5日   | 369  | 天狗の花                 | 馬郡美保子                           | 漉田實         | 馬郡美保子                 | 馬郡美保子                           |
| 4月5日   | 370  | 孫平じさの石コ           | 白梅進                               | 沖島勲         | 大山哲史                   | 白梅進                               |
| 4月12日  | 371  | 蛙になったぼた餅         | やすみ哲夫                           | 沖島勲         | あかばんてん               | 岩崎治彦                             |
| 4月19日  | 372  | 東つぼ屋西つぼ屋         | 小林治                               | 沖島勲         | 門野真理子                 | 須田裕美子                           |
| 4月19日  | 373  | 鼻かけ地蔵               | 藤原万秀                             | 沖島勲         | 西村邦子                   | 藤原万秀                             |
| 4月26日  | 374  | どろ仏                   | 高沢孫一                             | 沖島勲         | 秋保富恵                   | 三善和彦                             |
| 5月3日   | 375  | きつねのお礼             | なべしまよしつぐ                     | 沖島勲         | 亀崎経史                   | なべしまよしつぐ                     |
| 5月3日   | 376  | 鵜戸さん参り             | 若林常夫                             | 境のぶひろ     | 久保陽彦                   | 森川信英                             |
| 5月5日   | 377  | 火のくに物語り           | 大竹伸一 前田康成 フクハラ・ヒロカズ | 沖島勲         | 小関俊之 門屋達郎 大山哲史 | 大竹伸一 前田康成 フクハラ・ヒロカズ |
| 5月10日  | 378  | 泉長者                   | 堀口忠彦                             | 沖島勲         | あかばんてん               | 堀口忠彦                             |
| 5月17日  | 379  | 早駆けくらべ             | 青木久利                             | 沖島勲         | 木場正彦                   | 青木久利                             |
| 5月17日  | 380  | 塩大黒天                 | 山田みちしろ                         | 沖島勲         | 門野真理子                 | 後藤真砂子                           |
| 5月24日  | 381  | 厚狭の寝太郎             | 小林治                               | 沖島勲         | 門野真理子                 | 須田裕美子                           |
| 5月31日  | 382  | 狐森                     | 藤原万秀                             | 沖島勲         | 久保陽彦                   | 藤原万秀                             |
| 5月31日  | 383  | 紋左衛門岩               | 小林治                               | 沖島勲         | 門野真理子                 | 小林治                               |
| 6月7日   | 384  | タンポコタン             | 高沢孫一                             | 沖島勲         | 小関俊之                   | 土橋博                               |
| 6月14日  | 385  | 果報者と阿呆者           | 高橋良輔                             | 沖島勲         | あかばんてん               | 金海由美子                           |
| 6月14日  | 386  | 阿弥陀が峯の怪           | 大竹伸一                             | 沖島勲         | 高松良己                   | 大竹伸一                             |
| 6月21日  | 387  | やさしい嫁さん           | 芝山努                               | 久貴千賀子     | 門野真理子                 | 須田裕美子                           |
| 6月28日  | 388  | 青いきき耳頭巾           | 高橋春男                             | 境のぶひろ     | 水野尾純一                 | 中村武                               |
| 6月28日  | 389  | 紅ほおずき               | しもゆきこ                           | 沖島勲         | しもゆきこ                 | しもゆきこ                           |
| 7月5日   | 390  | かっぱとひょうたん       | 勝井千賀雄                           | 沖島勲         | 門屋達郎                   | 勝井千賀雄                           |
| 7月5日   | 391  | 夜泣き石                 | 河内日出夫                           | 沖島勲         | 福井のり子                 | 河内日出夫                           |
| 7月12日  | 392  | 雨を降らせる白なまず     | 森川信英                             | 久貴千賀子     | 久保陽彦                   | 森川信英                             |
| 7月19日  | 393  | 雀のくれたひょうたん     | 白梅進                               | 沖島勲         | 亀崎経史                   | 白梅進                               |
| 7月19日  | 394  | ピッカリコ石             | 青木久利                             | 沖島勲         | 西村邦子                   | 青木久利                             |
| 7月26日  | 395  | 狸とゆうれい             | 前田康成                             | 沖島勲         | 大山哲史                   | 前田康成                             |
| 8月2日   | 396  | 草ばのかげから           | 山田みちしろ                         | 沖島勲         | 吉田陽子                   | 山田みちしろ                         |
| 8月2日   | 397  | 亡者の通る道             | 小林治                               | 沖島勲         | 石川山子                   | 小林治                               |
| 8月9日   | 398  | 佐吉舟                   | 芝山努                               | 沖島勲         | 門野真理子                 | 須田裕美子                           |
| 8月16日  | 399  | くわばらの起り           | 三善和彦                             | 沖島勲         | 小関俊之                   | 三善和彦                             |
| 8月16日  | 400  | 五郎びつ                 | なべしまよしつぐ                     | 境のぶひろ     | 久保陽彦                   | なべしまよしつぐ                     |
| 8月23日  | 401  | 山鳩と蜂の恩がえし       | やすみ哲夫                           | 沖島勲         | あかばんてん               | 岩崎治彦                             |
| 8月30日  | 402  | 正直者天昇り             | 殿河内勝                             | 沖島勲         | 門屋達郎                   | 殿河内勝                             |
| 8月30日  | 403  | かぐまのちから石         | 若林常夫                             | 久貴千賀子     | 亀崎経史                   | 若林常夫                             |
| 9月6日   | 404  | オコゼの片思い           | 高橋良輔                             | 沖島勲         | あかばんてん               | 金海由美子                           |
| 9月13日  | 405  | 百田ばなし               | こはなわためお                       | 沖島勲         | 小関俊之                   | 土橋博                               |
| 9月13日  | 406  | 首切り地蔵               | 前田康成                             | 沖島勲         | 西村邦子                   | 前田康成                             |
| 9月20日  | 407  | だんだらぼっち           | フクハラ・ヒロカズ                   | 沖島勲         | 門屋達郎                   | フクハラ・ヒロカズ                   |
| 9月27日  | 408  | スズメどんの鬼征伐       | 森川信英                             | 沖島勲         | 久保陽彦                   | 森川信英                             |
| 9月27日  | 409  | 千亀女                   | しもゆきこ                           | 沖島勲         | しもゆきこ                 | しもゆきこ                           |
| 10月4日  | 410  | 縁持ち狸                 | フクハラ・ヒロカズ                   | 沖島勲         | 水野尾純一                 | フクハラ・ヒロカズ                   |
| 10月4日  | 411  | あずき峠                 | なべしまよしつぐ                     | 久貴千賀子     | 亀崎経史                   | なべしまよしつぐ                     |
| 10月11日 | 412  | いたずら仁王様           | 若林常夫                             | 久貴千賀子     | 大山哲史                   | 若林常夫                             |
| 10月18日 | 413  | 喜のじいと貧乏神         | 勝井千賀雄                           | 久貴千賀子     | 小関俊之                   | 勝井千賀雄                           |
| 10月18日 | 414  | 粟の長者                 | 小林三男                             | 沖島勲         | 末永光代                   | 三善和彦                             |
| 10月25日 | 415  | てんぐ小僧               | 青木久利                             | 沖島勲         | 門屋達郎                   | 青木久利                             |
| 11月1日  | 416  | きつねのこぶとり         | 小林治                               | 沖島勲         | 古宇田由紀子               | 小林治                               |
| 11月1日  | 417  | 龍宮の椀                 | 大竹伸一                             | 沖島勲         | 高松良己                   | 大竹伸一                             |
| 11月8日  | 418  | 大食い和尚               | 芝山努                               | 久貴千賀子     | 福井のり子                 | 芝山努                               |
| 11月15日 | 419  | 意地の餅                 | やすみ哲夫                           | 沖島勲         | あかばんてん               | 岩崎治彦                             |
| 11月15日 | 420  | 村正のなた               | 河内日出夫                           | 久貴千賀子     | 石川山子                   | 河内日出夫                           |
| 11月22日 | 421  | 頭にカキの木             | 堀口忠彦                             | 沖島勲         | あかばんてん               | 堀口忠彦                             |
| 11月29日 | 422  | 欲ばり喜伊               | 吉田利喜                             | 久貴千賀子     | 門屋達郎                   | 吉田利喜                             |
| 11月29日 | 423  | でいだらぼっちでいらん坊 | 杉井ギサブロー                       | 杉井ギサブロー | 田中静恵                   | 上口照人                             |
| 12月6日  | 424  | 入道山の話               | 殿河内勝                             | 沖島勲         | 小関俊之                   | 殿河内勝                             |
| 12月13日 | 425  | 鳥精進・酒精進           | しもゆきこ                           | 沖島勲         | しもゆきこ                 | 今村春美                             |
| 12月13日 | 426  | 山鳥の尾                 | 小林治                               | 沖島勲         | 古宇田由紀子               | 須田裕美子                           |
| 12月20日 | 427  | 猿とつがねの餅つき       | 森川信英                             | 沖島勲         | 門屋達郎                   | 森川信英                             |
| 12月27日 | 428  | 福面と小判               | やすみ哲夫                           | 沖島勲         | 大山哲史                   | 竹内大三                             |
| 12月27日 | 429  | 大六天さま               | フクハラ・ヒロカズ                   | 久貴千賀子     | 水野尾純一                 | 細谷秋夫                             |

| 放送日   | 話数 | サブタイトル             | 演出               | 文芸       | 美術         | 作画               |
| -------- | ---- | ------------------------ | ------------------ | ---------- | ------------ | ------------------ |
| 1月2日   | 430  | にわとり石               | 須田裕美子         | 沖島勲     | 門野真理子   | 須田裕美子         |
| 1月2日   | 431  | にわとりのお告げ         | 前田康成           | 沖島勲     | 久保陽彦     | 前田康成           |
| 1月3日   | 432  | 福笹                     | 大竹伸一           | 沖島勲     | 高松良己     | 大竹伸一           |
| 1月3日   | 433  | はち助いなり             | 三善和彦           | 久貴千賀子 | 小関俊之     | 三善和彦           |
| 1月10日  | 434  | 二ツ道のおいはぎ         | なべしまよしつぐ   | 久貴千賀子 | 西村邦子     | なべしまよしつぐ   |
| 1月17日  | 435  | 二人の甚五郎             | 若林常夫           | 沖島勲     | 亀崎経史     | 若林常夫           |
| 1月17日  | 436  | 和尚と山芋               | 青木久利           | 久貴千賀子 | 小関俊之     | 青木久利           |
| 1月24日  | 437  | 柴右衛門だぬき           | 芝山努             | 沖島勲     | 門野真理子   | 須田裕美子         |
| 1月31日  | 438  | 新平さと牛鬼             | 前田康成           | 久貴千賀子 | 久保陽彦     | 前田康成           |
| 1月31日  | 439  | 不思議なコマ犬           | 小林治             | 沖島勲     | 福井のり子   | 小林治             |
| 2月7日   | 440  | すっとんころりのおとの様 | 河内日出夫         | 沖島勲     | 福井のり子   | 河内日出夫         |
| 2月14日  | 441  | ドンドン坂の和尚         | 山田みちしろ       | 沖島勲     | 吉田陽子     | 山田みちしろ       |
| 2月14日  | 442  | お初観音                 | 高沢孫一           | 久貴千賀子 | 門屋達郎     | 高沢孫一           |
| 2月21日  | 443  | いまにキツツキになるよ   | 殿河内勝           | 沖島勲     | 亀崎経史     | 殿河内勝           |
| 2月28日  | 444  | たぬきのしっぽ           | 勝井千賀雄         | 沖島勲     | 西村邦子     | 勝井千賀雄         |
| 2月28日  | 445  | 内裏びな                 | しもゆきこ         | 沖島勲     | しもゆきこ   | しもゆきこ         |
| 3月7日   | 446  | ふうきみそ               | 若林常夫           | 沖島勲     | 小関俊之     | 若林常夫           |
| 3月14日  | 447  | どっこいだんご           | やすみ哲夫         | 久貴千賀子 | あかばんてん | 岩崎治彦           |
| 3月14日  | 448  | ふき姫物語               | 馬郡美保子         | 漉田實     | 馬郡美保子   | 馬郡美保子         |
| 3月21日  | 449  | 孝行娘                   | 若林常夫           | 沖島勲     | 水野尾純一   | 吉田利喜           |
| 3月28日  | 450  | だらぐ地蔵               | なべしまよしつぐ   | 沖島勲     | 西村邦子     | なべしまよしつぐ   |
| 3月28日  | 451  | 琴姫物語                 | 青木稔             | 沖島勲     | 青木稔       | 青木稔             |
| 4月4日   | 452  | 横びらの天狗様           | 前田康成           | 沖島勲     | 門屋達郎     | 前田康成           |
| 4月4日   | 453  | 蛙と姉妹                 | 河内日出夫         | 沖島勲     | 古宇田由紀子 | 河内日出夫         |
| 4月11日  | 454  | 鬼の九十九塚             | 森川信英           | 沖島勲     | 田中静恵     | 森川信英           |
| 4月18日  | 455  | 正直庄作の婿入り         | 高橋良輔           | 沖島勲     | あかばんてん | 金海由美子         |
| 4月18日  | 456  | 白妙姫                   | 芝山努             | 沖島勲     | 門野真理子   | 須田裕美子         |
| 4月25日  | 457  | 西宇治の茶               | 青木久利           | 沖島勲     | 久保陽彦     | 青木久利           |
| 5月2日   | 458  | うその名人               | フクハラ・ヒロカズ | 沖島勲     | 水野尾純一   | 細谷秋夫           |
| 5月2日   | 459  | 瓔珞つつじ               | 小林治             | 沖島勲     | なかちか東   | 小林治             |
| 5月9日   | 460  | 無用の位                 | 山田みちしろ       | 久貴千賀子 | 古宇田由紀子 | 山田みちしろ       |
| 5月16日  | 461  | 大魚の目ん玉             | なべしまよしつぐ   | 沖島勲     | 門屋達郎     | なべしまよしつぐ   |
| 5月16日  | 462  | 嫁田の話                 | 芝山努             | 沖島勲     | 門野真理子   | 芝山努             |
| 5月23日  | 463  | 鴻の卵                   | 小林治             | 沖島勲     | なかちか東   | 小林治             |
| 5月30日  | 464  | おもかる石               | 三善和彦           | 沖島勲     | 田中静恵     | 三善和彦           |
| 5月30日  | 465  | 媛女渕の河童             | 高沢孫一           | 沖島勲     | 西村邦子     | 上口照人           |
| 6月6日   | 466  | 天狗杉                   | 大竹伸一           | 沖島勲     | 高松良己     | 大竹伸一           |
| 6月13日  | 467  | 狸の手習い               | 若林常夫           | 久貴千賀子 | 門屋達郎     | 若林常夫           |
| 6月13日  | 468  | 井出のお宮の片葉の葦     | 勝井千賀雄         | 沖島勲     | 小関俊之     | 勝井千賀雄         |
| 6月20日  | 469  | おへそ山                 | 河内日出夫         | 沖島勲     | 福井のり子   | 河内日出夫         |
| 6月27日  | 470  | 狐とタニシ               | 殿河内勝           | 沖島勲     | 久保陽彦     | 殿河内勝           |
| 6月27日  | 471  | 高根山のお地蔵さま       | 泉真一             | 沖島勲     | 西村邦子     | 上口照人           |
| 7月4日   | 472  | 小僧に負けた和尚さん     | 吉田利喜           | 久貴千賀子 | 門屋達郎     | 吉田利喜           |
| 7月4日   | 473  | おしろい花の谷           | 前田康成           | 久貴千賀子 | 門屋達郎     | 前田康成           |
| 7月11日  | 474  | 空飛ぶ舟                 | 森川信英           | 沖島勲     | 小関俊之     | 森川信英           |
| 7月18日  | 475  | 娘一人に婿二人           | 青木久利           | 沖島勲     | 水野尾純一   | 青木久利           |
| 7月18日  | 476  | 夫婦の井戸               | やすみ哲夫         | 沖島勲     | あかばんてん | 岩崎治彦           |
| 7月25日  | 477  | 一つ目小僧の涙           | こはなわためお     | 沖島勲     | 小関俊之     | 阿部信子           |
| 8月1日   | 478  | きつねと羽黒山伏         | 芝山努             | 沖島勲     | 福井のり子   | 須田裕美子         |
| 8月1日   | 479  | 竜宮の鐘                 | 小林治             | 沖島勲     | 古宇田由紀子 | 小林治             |
| 8月8日   | 480  | 太助とお化け             | なべしまよしつぐ   | 沖島勲     | 西村邦子     | なべしまよしつぐ   |
| 8月15日  | 481  | かわうその手伝い         | 若林常夫           | 沖島勲     | 阿部幸次     | 若林常夫           |
| 8月15日  | 482  | よいしあん谷             | 小林治             | 沖島勲     | なかちか東   | 小林治             |
| 8月22日  | 483  | みがわりのナス           | 大竹伸一           | 久貴千賀子 | 高松良己     | 大竹伸一           |
| 8月29日  | 484  | かわうそと狸と兎         | 殿河内勝           | 沖島勲     | 西村邦子     | 殿河内勝           |
| 8月29日  | 485  | 味噌すりと武士           | 堀口忠彦           | 沖島勲     | あかばんてん | 堀口忠彦           |
| 9月5日   | 486  | 猫とネズミ               | 河内日出夫         | 沖島勲     | 古宇田由紀子 | 河内日出夫         |
| 9月12日  | 487  | 天狗がみこんだ男         | フクハラ・ヒロカズ | 沖島勲     | 小関俊之     | フクハラ・ヒロカズ |
| 9月12日  | 488  | 鹿踊り                   | しもゆきこ         | 沖島勲     | しもゆきこ   | しもゆきこ         |
| 9月19日  | 489  | おんぶ狐                 | 勝井千賀雄         | 沖島勲     | 門屋達郎     | 勝井千賀雄         |
| 9月26日  | 490  | 狸和尚                   | 高沢孫一           | 沖島勲     | 水野尾純一   | 高沢孫一           |
| 9月26日  | 491  | きつねのあたん           | 前田康成           | 沖島勲     | 門屋達郎     | 前田康成           |
| 10月3日  | 492  | 沢尻の鬼六郎             | こはなわためお     | 沖島勲     | 小関俊之     | 上口照人           |
| 10月3日  | 493  | 白狐の大芝居             | 芝山努             | 沖島勲     | 門野真理子   | 芝山努             |
| 10月10日 | 494  | 勘安ペロリ               | 小林治             | 沖島勲     | 大野久美子   | 十条東             |
| 10月17日 | 495  | 名主がくれた苗           | 森川信英           | 沖島勲     | 小出英男     | 森川信英           |
| 10月17日 | 496  | 耳柿                     | しもゆきこ         | 境のぶひろ | しもゆきこ   | しもゆきこ         |
| 10月24日 | 497  | 大きな運と小さな運       | 若林常夫           | 久貴千賀子 | 小関俊之     | 若林常夫           |
| 10月31日 | 498  | オコゼと山の神           | こはなわためお     | 沖島勲     | 小関俊之     | 小堤一明           |
| 10月31日 | 499  | 大懸山のうわばみ         | 山田みちしろ       | 沖島勲     | 福井のり子   | 山田みちしろ       |
| 11月7日  | 500  | 田中長者                 | やすみ哲夫         | 沖島勲     | あかばんてん | やすみ哲夫         |
| 11月14日 | 501  | シビラの坂               | 青木久利           | 久貴千賀子 | 水野尾純一   | 青木久利           |
| 11月14日 | 502  | 大蛇の棲む沼             | 前田康成           | 沖島勲     | 門屋達郎     | 前田康成           |
| 11月21日 | 503  | お夏石                   | 白梅進             | 沖島勲     | 門屋達郎     | 白梅進             |
| 11月28日 | 504  | 馬のシリをのぞいた男     | 殿河内勝           | 沖島勲     | 小関俊之     | 殿河内勝           |
| 11月28日 | 505  | 鶴の屋敷                 | 三善和彦           | 沖島勲     | 西村邦子     | 三善和彦           |
| 12月5日  | 506  | 鼻いでおばけ             | 平松達也           | 沖島勲     | 門屋達郎     | 上口照人           |
| 12月12日 | 507  | 山姥の毛                 | フクハラ・ヒロカズ | 沖島勲     | 水野尾純一   | フクハラ・ヒロカズ |
| 12月12日 | 508  | すまき地蔵               | なべしまよしつぐ   | 久貴千賀子 | 小関俊之     | なべしまよしつぐ   |
| 12月19日 | 509  | 五ん兵衛と六兵衛と七兵衛 | 吉良敬三           | 沖島勲     | 吉良敬三     | 吉良敬三           |
| 12月26日 | 510  | 鬼婆の羽織               | 前田康成           | 沖島勲     | 西村邦子     | 前田康成           |
| 12月26日 | 511  | うとう峠                 | 芝山努             | 沖島勲     | 海野竜男     | 石井文子           |

| 放送日   | 話数 | サブタイトル         | 演出               | 文芸           | 美術         | 作画                |
| -------- | ---- | -------------------- | ------------------ | -------------- | ------------ | ------------------- |
| 1月2日   | 512  | 里見の稲荷           | 山田みちしろ       | 沖島勲         | なかちか東   | 山田みちしろ        |
| 1月2日   | 513  | かたみの人形         | 馬郡美保子         | 漉田実         | 馬郡美保子   | 馬郡美保子          |
| 1月3日   | 514  | 檪木殿               | なべしまよしつぐ   | 境のぶひろ     | 門屋達郎     | なべしまよしつぐ    |
| 1月3日   | 515  | 山犬物語             | 大竹伸一           | 沖島勲         | 高松良己     | 大竹伸一            |
| 1月9日   | 516  | あやめ塚             | こはなわためお     | 境のぶひろ     | 西村邦子     | 小堤一明            |
| 1月16日  | 517  | 魚つり爺さんと狐     | 若林常夫           | 沖島勲         | 高田三郎     | 若林常夫            |
| 1月16日  | 518  | またたび             | 小林治             | 沖島勲         | 古宇田由紀子 | 須田裕美子          |
| 1月23日  | 519  | 猿っこ昔             | 森川信英           | 沖島勲         | 水野尾純一   | 森川信英            |
| 1月30日  | 520  | 鬼っこ人っこ         | 高橋良輔           | 沖島勲         | あかばんてん | 岩崎治彦            |
| 1月30日  | 521  | 鶴の子観音           | 勝井千賀雄         | 境のぶひろ     | 小関俊之     | 勝井千賀雄          |
| 2月6日   | 522  | 塞の神と厄病神       | 前田康成           | 沖島勲         | 小関俊之     | 前田康成            |
| 2月13日  | 523  | 狩猟の四天王         | もりまさき         | 境のぶひろ     | 安藤ひろみ   | 川尻善昭            |
| 2月13日  | 524  | お蚕さま             | しもゆきこ         | 境のぶひろ     | しもゆきこ   | しもゆきこ          |
| 2月20日  | 525  | 狸のしょう油造り     | フクハラ・ヒロカズ | 境のぶひろ     | 小関俊之     | フクハラ・ヒロカズ  |
| 2月27日  | 526  | お花地蔵             | 小林三男           | 沖島勲         | 小林光代     | 上口照人            |
| 2月27日  | 527  | 岩手                 | 小口稔             | 境のぶひろ     | 門屋達郎     | 門屋達郎            |
| 3月6日   | 528  | 鬼子母神さま         | 池原昭治           | 沖島勲         | 小出英男     | 小堤一明            |
| 3月13日  | 529  | 絹の褌               | 吉良敬三           | 境のぶひろ     | 水野尾純一   | 吉良敬三            |
| 3月13日  | 530  | 乙女湯               | 河内日出夫         | 久貴千賀子     | 河内日出夫   | 河内日出夫          |
| 3月20日  | 531  | 吉五ばなし           | 山田みちしろ       | 久貴千賀子     | 古宇田由紀子 | 吉本桂子            |
| 3月27日  | 532  | 八方島伊惣ヱ門       | 小林治             | 沖島勲         | 名古屋緑     | 小林治              |
| 3月27日  | 533  | 人形山               | 前田康成           | 境のぶひろ     | 門屋達郎     | 前田康成            |
| 3月13日  | 534  | ほらふき天狗         | こはなわためお     | 沖島勲         | 小関俊之     | 吉田利喜            |
| 3月13日  | 535  | おけさねこ           | 高沢孫一           | 沖島勲         | 西村邦子     | 高沢孫一            |
| 4月3日   | 536  | 納豆                 | 森川信英           | 境のぶひろ     | 小出英男     | 森川信英            |
| 4月3日   | 537  | おしどり塚           | 芝山努             | 境のぶひろ     | 門野真理子   | 芝山努              |
| 4月10日  | 538  | 矢があたった大黒さま | 白梅進             | 境のぶひろ     | 青木稔       | 白梅進              |
| 4月17日  | 539  | 磯右ヱ門             | 堀口忠彦           | 境のぶひろ     | あかばんてん | 堀口忠彦            |
| 4月17日  | 540  | 七ツ石               | 前田康成           | 境のぶひろ     | 門屋達郎     | 前田康成            |
| 4月24日  | 541  | タライ田             | やすみ哲夫         | 境のぶひろ     | あかばんてん | 岩崎治彦            |
| 5月1日   | 542  | 手出し峠             | フクハラ・ヒロカズ | 境のぶひろ     | 小出英男     | フクハラ・ヒロカズ  |
| 5月1日   | 543  | 節句のたんぼすき     | なべしまよしつぐ   | 境のぶひろ     | 門屋達郎     | なべしまよしつぐ    |
| 5月8日   | 544  | 大黒さま白ねずみ     | 若林常夫           | 境のぶひろ     | 西村邦子     | 若林常夫            |
| 5月15日  | 545  | そうめん地蔵         | こはなわためお     | 沖島勲         | 横瀬直人     | 小堤一明            |
| 5月15日  | 546  | 首ひねり             | 泉真一             | 沖島勲         | 青木稔       | 関口まゆみ          |
| 5月22日  | 547  | けちんぼ女房         | 殿河内勝           | 久貴千賀子     | しもゆきこ   | 殿河内勝            |
| 5月29日  | 548  | きつねのボッケ       | 杉井ギサブロー     | 杉井ギサブロー | 馬郡美保子   | 馬郡美保子          |
| 5月29日  | 549  | 意地くらべ           | 河内日出夫         | 沖島勲         | 海野竜一     | 後藤真砂子          |
| 6月5日   | 550  | 天狗のたたり         | 小林治             | 沖島勲         | 折芝千草     | 須田裕美子          |
| 6月12日  | 551  | シシとり太郎         | 平松達也           | 沖島勲         | 青木稔       | 小堤一明            |
| 6月12日  | 552  | ちごちごの花         | 前田康成           | 沖島勲         | 小関俊之     | 前田康成            |
| 6月19日  | 553  | 蛤石                 | 細谷秋夫           | 久貴千賀子     | 阿部幸次     | 細谷秋夫            |
| 6月26日  | 554  | ねねこ河童           | 芝山努             | 沖島勲         | 門野真理子   | 芝山努              |
| 6月26日  | 555  | 牛池                 | しもゆきこ         | 境のぶひろ     | しもゆきこ   | 今村春美            |
| 7月3日   | 556  | きつねがわらった     | 池原昭治           | 沖島勲         | 池原昭治     | 池原昭治            |
| 7月3日   | 557  | 幽霊祭               | 泉真一             | 沖島勲         | 西村邦子     | 若林常夫            |
| 7月10日  | 558  | おかげ参り           | 森川信英           | 沖島勲         | 小出英男     | 森川信英            |
| 7月17日  | 559  | やってきた二つの島   | やすみ哲夫         | 境のぶひろ     | あかばんてん | 岩崎治彦            |
| 7月17日  | 560  | 鷺宮                 | 大竹伸一           | 沖島勲         | 高松良己     | 大竹伸一            |
| 7月24日  | 561  | 御酒観音             | フクハラ・ヒロカズ | 沖島勲         | 門屋達郎     | フクハラ・ヒロカズ  |
| 7月31日  | 562  | カケスと百姓         | 殿河内勝           | 沖島勲         | 阿部幸次     | 殿河内勝            |
| 7月31日  | 563  | 牛の宮               | 前田康成           | 久貴千賀子     | 西村邦子     | 前田康成            |
| 8月7日   | 564  | 蚊帳沼               | 上口照人           | 沖島勲         | 小出英男     | 大竹伸一            |
| 8月14日  | 565  | 大平さまの矢         | 白梅進             | 沖島勲         | 小関俊之     | 白梅進              |
| 8月14日  | 566  | おらが淵             | 泉真一             | 沖島勲         | 青木稔       | 上口照人            |
| 8月21日  | 567  | 雷様の病気           | こはなわためお     | 沖島勲         | 西村邦子     | 塚田洋子            |
| 8月28日  | 568  | 千駄塚               | 若林常夫           | 沖島勲         | 門屋達郎     | 若林常夫            |
| 8月28日  | 569  | 飛ぶ木               | 小林治             | 沖島勲         | 工藤美由紀   | 須田裕美子          |
| 9月4日   | 570  | おさん狐             | 杉井ギサブロー     | 杉井ギサブロー | 馬郡美保子   | 細谷秋夫            |
| 9月11日  | 571  | 青と赤の天狗さん     | 杉井ギサブロー     | 杉井ギサブロー | 馬郡美保子   | 杉井ギサブロー      |
| 9月11日  | 572  | 白蛇のたたり         | なべしまよしつぐ   | 沖島勲         | 小関俊之     | なべしまよしつぐ    |
| 9月18日  | 573  | 沼薬師如来           | 吉良敬三           | 沖島勲         | 阿部幸次     | 吉良敬三            |
| 9月25日  | 574  | 太郎、二郎、三郎     | 堀口忠彦           | 沖島勲         | あかばんてん | 堀口忠彦            |
| 9月25日  | 575  | 鼻かけ天狗           | 前田康成           | 沖島勲         | 門屋達郎     | 前田康成            |
| 10月2日  | 576  | やせうま             | 芝山努             | 沖島勲         | 門野真理子   | 芝山努              |
| 10月2日  | 577  | 飯が仕事をしてくれる | フクハラ・ヒロカズ | 沖島勲         | 小出英男     | フクハラ・ヒロカズ  |
| 10月9日  | 578  | 鳥になった傘屋       | 山田みちしろ       | 境のぶひろ     | 吉田陽子     | 山田みちしろ        |
| 10月16日 | 579  | 善兵衛ばなし         | 森川信英           | 沖島勲         | 青木稔       | 森川信英            |
| 10月16日 | 580  | ききょう物語         | しもゆきこ         | 境のぶひろ     | しもゆきこ   | しもゆきこ          |
| 10月23日 | 581  | 牛んなったタロ       | こはなわためお     | 沖島勲         | 西村邦子     | 小堤一明            |
| 10月30日 | 582  | 天王寺かぶ           | 若林常夫           | 沖島勲         | 門屋達郎     | 若林常夫            |
| 10月30日 | 583  | 尊仏の雷さま         | 池原昭治           | 境のぶひろ     | 池原昭治     | 今村春美            |
| 11月6日  | 584  | 地獄めぐり           | 杉井ギサブロー     | 杉井ギサブロー | 馬郡美保子   | 馬郡美保子          |
| 11月13日 | 585  | 山の鯨・海のいのしし | 小林治             | 沖島勲         | 折芝千草     | 石井文子            |
| 11月13日 | 586  | 霊妙乳鉱泉           | 河内日出夫         | 沖島勲         | 海野竜一     | 河内日出夫          |
| 11月20日 | 587  | 長者ヶ平             | 白梅進             | 沖島勲         | 西村邦子     | 白梅進              |
| 11月27日 | 588  | 田代川の鬼           | こはなわためお     | 沖島勲         | 青木稔       | 塚田洋子            |
| 11月27日 | 589  | 日滝の笛             | 泉真一             | 沖島勲         | 関口良雄     | 上口照人            |
| 12月4日  | 590  | 四十八豆と大黒天     | 三善和彦           | 沖島勲         | 阿部幸次     | 三善和彦            |
| 12月11日 | 591  | 二度なりの栗         | 大竹伸一           | 平見修二       | 門屋達郎     | 大竹伸一            |
| 12月11日 | 592  | かみつき岩           | なべしまよしつぐ   | 沖島勲         | 横瀬直人     | なべしまよしつぐ    |
| 12月18日 | 593  | 雪の娘               | 小林治             | 沖島勲         | なかちか東   | 石井文子 加藤鏡子   |
| 12月25日 | 594  | 雪のなかのゆうれい   | 吉良敬三           | 沖島勲         | 関口良雄     | 吉良敬三            |
| 12月25日 | 595  | 力ばあさま           | 芝山努             | 沖島勲         | 門野真理子   | 佐藤真人 洞沢由美子 |

| 放送日   | 話数 | サブタイトル           | 演出               | 文芸           | 美術             | 作画                |
| -------- | ---- | ---------------------- | ------------------ | -------------- | ---------------- | ------------------- |
| 1月2日   | 596  | どぶろくの尻           | やすみ哲夫         | 平見修二       | あかばんてん     | 岩崎治彦            |
| 1月2日   | 597  | 大晦日の麦飯           | 前田康成           | 沖島勲         | 阿部幸次         | 前田康成            |
| 1月8日   | 598  | 五助の小便             | 若林常夫           | 沖島勲         | 青木稔           | 若林常夫            |
| 1月15日  | 599  | あてのない旅           | 山田みちしろ       | 沖島勲         | 折芝千草         | 後藤真砂子          |
| 1月15日  | 600  | 子育てのいずみ         | 泉真一             | 沖島勲         | 西村邦子         | 上口照人            |
| 1月22日  | 601  | 鳩は豆がすき           | しもゆきこ         | 平見修二       | しもゆきこ       | 今村春美            |
| 1月29日  | 602  | 節分の鬼               | こはなわためお     | 沖島勲         | 小関俊之         | 塚田洋子            |
| 1月29日  | 603  | 豆コ話                 | フクハラ・ヒロカズ | 沖島勲         | 青木稔           | フクハラ・ヒロカズ  |
| 2月5日   | 604  | いたちとねずみの粟畑   | 森川信英           | 沖島勲         | 阿部幸次         | 森川信英            |
| 2月12日  | 605  | 子好き地蔵さま         | 池原昭治           | 沖島勲         | 池原昭治         | 池原昭治            |
| 2月12日  | 606  | 金馬                   | 前田康成           | 沖島勲         | 門屋達郎         | 前田康成            |
| 2月19日  | 607  | 二ツ池の龍             | 小林治             | 沖島勲         | なかちか東       | 須田裕美子          |
| 2月26日  | 608  | じじばば岩             | 河内日出夫         | 沖島勲         | 折芝千草         | 河内日出夫          |
| 2月26日  | 609  | 美作のあまんじゃく     | 馬郡美保子         | 杉井ギサブロー | 馬郡美保子       | 今村春美            |
| 3月5日   | 610  | おにのたまご           | 若林常夫           | 沖島勲         | 阿部幸次         | 若林常夫            |
| 3月12日  | 611  | かくれんぼ             | 杉井ギサブロー     | 杉井ギサブロー | 青木稔           | 上口照人            |
| 3月12日  | 612  | まぬけ泥棒             | 小堤一明           | 平見修二       | 水野尾純一       | 小堤一明            |
| 3月19日  | 613  | 一目千両               | 芝山努             | 沖島勲         | 門野真理子       | 石井文子 後藤真砂子 |
| 3月26日  | 614  | 楽坊かなしや           | 白梅進             | 沖島勲         | 門屋達郎         | 白梅進              |
| 3月26日  | 615  | 山姥と西の長者         | 泉真一             | 沖島勲         | 小関俊之         | 塚田洋子            |
| 4月2日   | 616  | がっと嫁入り           | しもゆきこ         | 沖島勲         | しもゆきこ       | しもゆきこ          |
| 4月2日   | 617  | 東光寺のケヤキ         | 小林治             | 沖島勲         | 折柴千草         | 須田裕美子          |
| 4月9日   | 618  | のう                   | こはなわためお     | 沖島勲         | 小関俊之         | こはなわためお      |
| 4月16日  | 619  | どんどこの阿弥陀様     | 前田康成           | 沖島勲         | 西村邦子         | 前田康成            |
| 4月16日  | 620  | 空を飛んだ黒駒         | 三輪孝輝           | 沖島勲         | 三輪孝輝         | 三輪孝輝            |
| 4月23日  | 621  | 狐鞍                   | 森川信英           | 沖島勲         | 門屋達郎         | 森川信英            |
| 4月30日  | 622  | トーツポテンの化け物   | 吉良敬三           | 沖島勲         | 青木稔           | 吉良敬三            |
| 4月30日  | 623  | 不思議なつぼ           | 三善和彦           | 沖島勲         | 阿部幸次         | 三善和彦            |
| 5月7日   | 624  | アリの宮城             | フクハラ・ヒロカズ | 沖島勲         | 西村邦子         | フクハラ・ヒロカズ  |
| 5月14日  | 625  | とっくりじいさん       | 小林三男           | 沖島勲         | 関口良雄         | 上口照人            |
| 5月14日  | 626  | 辰子姫物語             | 杉井ギサブロー     | 杉井ギサブロー | 馬郡美保子       | 馬郡美保子          |
| 5月21日  | 627  | カメになった爺さん     | 芝山努             | 沖島勲         | 門野真理子       | 芝山努              |
| 5月28日  | 628  | はっちむどんのきつね   | やすみ哲夫         | 平見修二       | あかばんてん     | 岩崎治彦            |
| 5月28日  | 629  | テイテイコブシ         | 池原昭治           | 沖島勲         | 池原昭治         | 池原昭治            |
| 6月4日   | 630  | おくびょうな勇士       | 山田みちしろ       | 沖島勲         | 折芝千草         | 本多敏行 洞沢由美子 |
| 6月11日  | 631  | ものぐさどうし         | 若林常夫           | 沖島勲         | 門屋達郎         | 若林常夫            |
| 6月11日  | 632  | 人だまのはなし         | 平松達也           | 平見修二       | 阿部幸次         | なべしまよしつぐ    |
| 6月18日  | 633  | 真珠の夜光             | 小林治             | 沖島勲         | 大野広司         | 加藤鏡子 辻久子     |
| 6月25日  | 634  | 宝のひょうたん         | 杉井ギサブロー     | 杉井ギサブロー | 馬郡美保子       | 上口照人            |
| 6月25日  | 635  | かえるのなかない池     | 前田康成           | 平見修二       | 青木稔           | 前田康成            |
| 7月2日   | 636  | さるやの石             | 河内日出夫         | 沖島勲         | 海野竜一         | 河内日出夫          |
| 7月2日   | 637  | 天人の嫁さま           | 大竹伸一           | 沖島勲         | 大竹伸一         | 大竹伸一            |
| 7月9日   | 638  | ねこの盆踊り           | 芝山努             | 平見修二       | 門野真理子       | 芝山努              |
| 7月16日  | 639  | むしまつり峠           | こはなわためお     | 平見修二       | 小関俊之         | こはなわためお      |
| 7月16日  | 640  | ぼんさんのお礼         | しもゆきこ         | 沖島勲         | しもゆきこ       | 今村春美            |
| 7月23日  | 641  | 神上の夕立             | 若林常夫           | 沖島勲         | 青木稔           | 若林常夫            |
| 7月30日  | 642  | 雪姫・紅葉姫           | 芝山努             | 沖島勲         | 門野真理子       | 芝山努              |
| 7月30日  | 643  | かせぎめ               | 三輪孝輝           | 沖島勲         | 三輪孝輝         | 三輪孝輝            |
| 8月6日   | 644  | 魂を取る亡者           | 小林治             | 沖島勲         | 星野靖高         | 洞沢由美子          |
| 8月13日  | 645  | 天狗と留さん           | フクハラ・ヒロカズ | 沖島勲         | 西村邦子         | フクハラ・ヒロカズ  |
| 8月13日  | 646  | みみずの涙             | 三善和彦           | 沖島勲         | 門屋達郎         | 三善和彦            |
| 8月20日  | 647  | はちとあり             | 森川信英           | 沖島勲         | 門屋達郎         | 森川信英            |
| 8月27日  | 648  | 又部の弁天さん         | 吉良敬三           | 沖島勲         | 西村邦子         | 吉良敬三            |
| 8月27日  | 649  | 角のある子馬           | 池原昭治           | 沖島勲         | 池原昭治         | 今村春美            |
| 9月3日   | 650  | ばあさん包み           | 白梅進             | 沖島勲         | 阿部幸次         | 白梅進              |
| 9月10日  | 651  | 石仏の怪               | やすみ哲夫         | 沖島勲         | あかばんてん     | 岩崎治彦            |
| 9月10日  | 652  | 瓜生島とえびすさま     | 前田康成           | 沖島勲         | 小関俊之         | 前田康成            |
| 9月17日  | 653  | 海じじい               | なべしまよしつぐ   | 沖島勲         | なべしまよしつぐ | なべしまよしつぐ    |
| 9月24日  | 654  | 兎と太郎               | 細谷秋夫           | 沖島勲         | 渡辺由美         | 細谷秋夫            |
| 9月24日  | 655  | 百物語                 | 杉井ギサブロー     | 杉井ギサブロー | 馬郡美保子       | 江口摩吏介          |
| 10月1日  | 656  | うさぎとかめ           | 児玉喬夫           | 沖島勲         | 青木稔           | 上口照人            |
| 10月1日  | 657  | 月へ行った子           | 阿部幸次           | 沖島勲         | 阿部幸次         | 阿部幸次            |
| 10月8日  | 658  | 神さまとみかんの木     | しもゆきこ         | 沖島勲         | しもゆきこ       | しもゆきこ          |
| 10月15日 | 659  | 浅瀬ばなし             | こはなわためお     | 沖島勲         | 小関俊之         | 柏木郷子            |
| 10月15日 | 660  | ネズミ観音さま         | 赤羽太郎           | 沖島勲         | 吉田陽子         | 吉本桂子            |
| 10月22日 | 661  | からいもと盗人         | 芝山努             | 沖島勲         | 門野真理子       | 芝山努              |
| 10月29日 | 662  | こんにゃく坊           | 大竹伸一           | 沖島勲         | 西村邦子         | 大竹伸一            |
| 10月29日 | 663  | 酒田のから堤           | 前田康成           | 沖島勲         | 青木稔           | 前田康成            |
| 11月5日  | 664  | 大泉寺のころがり石     | 森川信英           | 沖島勲         | 青木稔           | 森川信英            |
| 11月12日 | 665  | モッケキョウホウ       | フクハラ・ヒロカズ | 沖島勲         | 門屋達郎         | フクハラ・ヒロカズ  |
| 11月12日 | 666  | 稲むらの火             | 三輪孝輝           | 沖島勲         | 三輪孝輝         | 三輪孝輝            |
| 11月19日 | 667  | 住吉のこい             | 片岡千恵           | 沖島勲         | 福井のり子       | 片岡千恵            |
| 11月26日 | 668  | 開かずの箱             | 若林常夫           | 沖島勲         | 小関俊之         | 若林常夫            |
| 11月26日 | 669  | ケシこい、クロクチこい | 前田康成           | 沖島勲         | 門屋達郎         | 前田康成            |
| 12月3日  | 670  | 十六人谷               | 小林治             | 沖島勲         | 星野靖高         | 加藤鏡子            |
| 12月10日 | 671  | ソバと小麦             | やすみ哲夫         | 沖島勲         | あかばんてん     | 金海由美子          |
| 12月10日 | 672  | 地獄穴の話             | 古辺光治           | 沖島勲         | 阿部幸次         | 上口照人            |
| 12月17日 | 673  | 紺屋とゼニガメ         | 三善和彦           | 沖島勲         | 関口良雄         | 三善和彦            |
| 12月24日 | 674  | 狐塚                   | 池原昭治           | 沖島勲         | 池原昭治         | 三輪孝輝            |
| 12月24日 | 675  | 河童のきず薬           | 上口照人           | 沖島勲         | 青木稔           | 朝倉隆              |

| 放送日   | 話数 | サブタイトル                   | 演出               | 文芸           | 美術 （背景）         | 作画               |
| -------- | ---- | ------------------------------ | ------------------ | -------------- | --------------------- | ------------------ |
| 1月2日   | 676  | はまぐりひめコ                 | なべしまよしつぐ   | 沖島勲         | なべしまよしつぐ      | なべしまよしつぐ   |
| 1月2日   | 677  | 海の底の蛇の目傘               | 山本孝一           | 沖島勲         | 門屋達郎              | 柏木郷子           |
| 1月7日   | 678  | とんびとカラス                 | 前田康成           | 沖島勲         | 古宇田由紀子          | 前田康成           |
| 1月7日   | 679  | 爺さん、おるかい               | 芝山努             | 沖島勲         | 門野真理子            | 飯口悦子           |
| 1月14日  | 680  | 十五夜のぬすみだんご           | しもゆきこ         | 沖島勲         | しもゆきこ            | 今村春美           |
| 1月21日  | 681  | とっつくひっつく               | フクハラ・ヒロカズ | 沖島勲         | 福井のり子            | フクハラ・ヒロカズ |
| 1月21日  | 682  | 狐の柿の木                     | 岩崎治彦           | 沖島勲         | 西村邦子              | 岩崎治彦           |
| 1月28日  | 683  | あにょどんのデコンじる         | 古辺光治           | 沖島勲         | 阿部幸次 （渡辺由美） | 柏木郷子           |
| 2月4日   | 684  | 源エ門ボット                   | 森川信英           | 沖島勲         | 西村邦子              | 森川信英           |
| 2月4日   | 685  | 雪月夜のお産                   | 三輪孝輝           | 沖島勲         | 三輪孝輝              | 三輪孝輝           |
| 2月11日  | 686  | 山姫さまと兄妹                 | 馬郡美保子         | 杉井ギサブロー | 馬郡美保子            | 平尾光子           |
| 2月18日  | 687  | セミとカマキリの夫婦           | 吉良敬三           | 沖島勲         | 青木稔                | 又野龍也           |
| 2月18日  | 688  | 江差のとっくり岩               | 大竹伸一           | 沖島勲         | 門屋達郎              | 大竹伸一           |
| 2月25日  | 689  | 夜なきうどん                   | 前田康成           | 沖島勲         | 福井のり子            | 前田康成           |
| 3月3日   | 690  | 飯ぬすっと                     | 若林常夫           | 沖島勲         | 門屋達郎              | 若林常夫           |
| 3月3日   | 691  | 壱岐のあまんしゃぐめ           | 樋口雅一           | 沖島勲         | 小関俊之              | 樋口雅一           |
| 3月10日  | 692  | 六助稲荷                       | 三善和彦           | 沖島勲         | 渡辺由美              | 柏木郷子           |
| 3月17日  | 693  | あぶないあぶない               | 杉井ギサブロー     | 杉井ギサブロー | 阿部幸次              | 上口照人           |
| 3月17日  | 694  | 雪むすめ                       | 芝山努             | 沖島勲         | 木葉井悦子            | 加藤鏡子           |
| 3月24日  | 695  | 大ダコさまのぼうし             | 山田みちしろ       | 沖島勲         | 吉田陽子              | 加藤鏡子           |
| 3月31日  | 696  | 石の中の話し声                 | 古辺光治           | 沖島勲         | 阿部幸次              | 上口照人           |
| 3月31日  | 697  | 松尾のせどさく                 | 小林治             | 沖島勲         | 星野靖高              | 片岡千恵           |
| 4月7日   | 698  | 鬼の面                         | フクハラ・ヒロカズ | 沖島勲         | 西村邦子              | フクハラ・ヒロカズ |
| 4月7日   | 699  | サレコウベと長者               | 若林常夫           | 沖島勲         | 青木稔                | 若林常夫           |
| 4月14日  | 700  | ちんちんこばかま               | しもゆきこ         | 沖島勲         | しもゆきこ            | 今村春美           |
| 4月21日  | 701  | 春日様の握り飯                 | 森川信英           | 沖島勲         | 門屋達郎              | 森川信英           |
| 4月21日  | 702  | あやしい牛                     | 三輪孝輝           | 沖島勲         | 三輪孝輝              | 三輪孝輝           |
| 4月28日  | 703  | 蜘蛛女                         | 杉井ギサブロー     | 杉井ギサブロー | 馬郡美保子            | 上口照人           |
| 5月5日   | 704  | 千年大蛇と爺さん               | やすみ哲夫         | 沖島勲         | あかばんてん          | 金海由美子         |
| 5月5日   | 705  | 八橋                           | 前田康成           | 沖島勲         | 門屋達郎              | 前田康成           |
| 5月12日  | 706  | 貧乏神                         | 山内昇寿郎         | 沖島勲         | 青木稔                | 山内昇寿郎         |
| 5月19日  | 707  | 仙人のおしえ                   | 岩崎治彦           | 沖島勲         | 小関俊之              | 岩崎治彦           |
| 5月19日  | 708  | 二十原の椿                     | なべしまよしつぐ   | 沖島勲         | なべしまよしつぐ      | なべしまよしつぐ   |
| 5月26日  | 709  | ケラ売りじっちゃ               | こはなわためお     | 沖島勲         | 西村邦子              | 塚田洋子           |
| 6月2日   | 710  | 朝六橋                         | 芝山努             | 沖島勲         | 安藤洋美              | 飯口悦子           |
| 6月2日   | 711  | オドテさま                     | 池原昭治           | 沖島勲         | 池原昭治              | 池原昭治           |
| 6月9日   | 712  | 寝てて食われる話               | 又野龍也           | 沖島勲         | 青木稔                | 又野龍也           |
| 6月16日  | 713  | 鉢の鯉                         | 大竹伸一           | 沖島勲         | 大竹伸一              | 大竹伸一           |
| 6月16日  | 714  | かっぱ地蔵                     | 前田康成           | 沖島勲         | 西村邦子              | 前田康成           |
| 6月23日  | 715  | たましいのいれかえ             | 三善和彦           | 沖島勲         | 関口良雄              | 三善和彦           |
| 6月30日  | 716  | 極楽もどり                     | 若林常夫           | 沖島勲         | 渡辺由美              | 若林常夫           |
| 6月30日  | 717  | 石楠花                         | 古川雅士           | 沖島勲         | 下道一範              | 前田庸生           |
| 7月7日   | 718  | 石の下のちゃわん               | 小林治             | 沖島勲         | なかちか東            | 加藤鏡子           |
| 7月7日   | 719  | まばたき達磨                   | 古辺光治           | 沖島勲         | 阿部幸次              | 上口照人           |
| 7月14日  | 720  | いじわるじじい・せっこぎばばあ | 樋口雅一           | 沖島勲         | 門屋達郎              | 樋口雅一           |
| 7月21日  | 721  | 厄病神                         | 山田みちしろ       | 沖島勲         | 海野竜一              | 山田みちしろ       |
| 7月21日  | 722  | ぼたんの花と若者               | 馬郡美保子         | 杉井ギサブロー | 馬郡美保子            | 平尾光子           |
| 7月28日  | 723  | 山犬女房                       | 芝山努             | 沖島勲         | 大野広司              | 後藤真砂子         |
| 8月4日   | 724  | 地獄の鬼                       | フクハラ・ヒロカズ | 沖島勲         | 小出英男              | フクハラ・ヒロカズ |
| 8月4日   | 725  | 亡者道                         | 小林治             | 沖島勲         | 石川山子              | 加藤鏡子           |
| 8月11日  | 726  | おんたけ池とお殿様             | しもゆきこ         | 沖島勲         | しもゆきこ            | 今村春美           |
| 8月18日  | 727  | とうふ地蔵                     | 小堤一明           | 沖島勲         | 門屋達郎              | 小堤一明           |
| 8月18日  | 728  | 木魚のもと                     | 細谷秋夫           | 沖島勲         | 青木稔                | 細谷秋夫           |
| 8月25日  | 729  | 片ひたのわらじ                 | 大竹伸一           | 沖島勲         | 大竹伸一              | 大竹伸一           |
| 9月1日   | 730  | 田の神さあと吉蔵どん           | 森川信英           | 沖島勲         | 青木稔                | 森川信英           |
| 9月1日   | 731  | せなかの赤いカニ               | 三輪孝輝           | 沖島勲         | 三輪孝輝              | 三輪孝輝           |
| 9月8日   | 732  | 雨乞いの阿か池                 | やすみ哲夫         | 沖島勲         | あかばんてん          | 金海由美子         |
| 9月15日  | 733  | おかめの面がケラケラ笑う       | 山田みちしろ       | 沖島勲         | 下谷美恵子            | 山田みちしろ       |
| 9月15日  | 734  | 出べそあらため                 | 塚田洋子           | 沖島勲         | 青木稔                | 塚田洋子           |
| 9月22日  | 735  | サルの仲裁                     | 三善和彦           | 沖島勲         | 関口良雄              | 三善和彦           |
| 9月29日  | 736  | かせかけミミズ                 | こはなわためお     | 沖島勲         | 西村邦子              | 小堤一明           |
| 9月29日  | 737  | 神さまの年定め                 | 若林常夫           | 沖島勲         | 若林常夫 （渡辺由美） | 若林常夫           |
| 10月6日  | 738  | たこの足                       | 白梅進             | 沖島勲         | 阿部幸次              | 白梅進             |
| 10月6日  | 739  | 鮒女房                         | 前田康成           | 沖島勲         | 門屋達郎              | 前田康成           |
| 10月13日 | 740  | 三人兄妹                       | フクハラ・ヒロカズ | 沖島勲         | 渡辺由美              | フクハラ・ヒロカズ |
| 10月20日 | 741  | 仏さまの鼻の穴                 | こはなわためお     | 沖島勲         | 西村邦子              | こはなわためお     |
| 10月20日 | 742  | 米つぶ三つぶ黄金三つぶ         | 池原昭治           | 沖島勲         | 池原昭治              | 今村春美           |
| 10月27日 | 743  | 子持杉                         | 古辺光治           | 沖島勲         | 阿部幸次              | 上口照人           |
| 11月3日  | 744  | むこのきもだめし               | 又野龍也           | 沖島勲         | 門屋達郎              | 又野龍也           |
| 11月3日  | 745  | 箸蔵山の赤い火                 | 三輪孝輝           | 沖島勲         | 三輪孝輝              | 三輪孝輝           |
| 11月10日 | 746  | 横塚の庄蔵                     | 芝山努             | 沖島勲         | 大野広司              | 吉本桂子           |
| 11月17日 | 747  | 家宝の皿                       | 小林治             | 沖島勲         | 水谷利春              | 片岡千恵           |
| 11月17日 | 748  | 二十三夜さま                   | 三善和彦           | 沖島勲         | 長尾仁                | 三善和彦           |
| 11月24日 | 749  | 一モッコ山の由来               | 若林常夫           | 沖島勲         | 西村邦子              | 若林常夫           |
| 12月1日  | 750  | 馬のねがい                     | 岩崎治彦           | 沖島勲         | 渡辺安芸夫            | 岩崎治彦           |
| 12月1日  | 751  | ちっちの木                     | しもゆきこ         | 沖島勲         | しもゆきこ            | しもゆきこ         |
| 12月8日  | 752  | シジミの恩返し                 | 森川信英           | 沖島勲         | 渡辺由美              | 森川信英           |
| 12月15日 | 753  | 油のでる山                     | 大竹伸一           | 沖島勲         | 大竹伸一              | 大竹伸一           |
| 12月15日 | 754  | 姉川と妹川                     | 三輪孝輝           | 平見修二       | 三輪孝輝              | 三輪孝輝           |
| 12月22日 | 755  | 白ごろもの坊さま               | 若林常夫           | 沖島勲         | 青木稔                | 若林常夫           |
| 12月29日 | 756  | かがしの神さん                 | こはなわためお     | 沖島勲         | 阿部幸次              | 塚田洋子           |
| 12月29日 | 757  | イモ正月                       | 芝山努             | 沖島勲         | 亀谷三良              | 後藤真砂子         |

| 放送日   | 話数 | サブタイトル             | 演出               | 文芸       | 美術             | 作画               |
| -------- | ---- | ------------------------ | ------------------ | ---------- | ---------------- | ------------------ |
| 1月2日   | 758  | 狼と虎                   | 上口照人           | 沖島勲     | 渡辺由美         | 細谷秋夫           |
| 1月2日   | 759  | 白べん黒べん             | 山田みちしろ       | 沖島勲     | 水谷利春         | 吉本桂子           |
| 1月5日   | 760  | 馬のしりにかけじく       | 前田康成           | 沖島勲     | 青木稔           | 前田康成           |
| 1月5日   | 761  | 鏡沼                     | 上口照人           | 沖島勲     | 渡辺由美         | 上口照人           |
| 1月12日  | 762  | 大坂のかわず京のかわず   | 小堤一明           | 沖島勲     | 池原昭治         | 小堤一明           |
| 1月19日  | 763  | 七日七夜飛びつづけたタマ | 河内日出夫         | 沖島勲     | 吉田陽子         | 加藤鏡子           |
| 1月19日  | 764  | 豆腐の病気               | しもゆきこ         | 沖島勲     | しもゆきこ       | 今村春美           |
| 1月26日  | 765  | 蛸屋加左ヱ門             | やすみ哲夫         | 沖島勲     | やすみ哲夫       | やすみ哲夫         |
| 2月2日   | 766  | 海ぼうず                 | こはなわためお     | 沖島勲     | 渡辺由美         | 小堤一明           |
| 2月2日   | 767  | ささやき橋               | なべしまよしつぐ   | 沖島勲     | なべしまよしつぐ | なべしまよしつぐ   |
| 2月9日   | 768  | 干し柿と塩びき           | 森川信英           | 沖島勲     | 安藤ひろみ       | 森川信英           |
| 2月16日  | 769  | テゴイネどん             | フクハラ・ヒロカズ | 沖島勲     | 小出英男         | フクハラ・ヒロカズ |
| 2月16日  | 770  | 十六日桜                 | 古辺光治           | 沖島勲     | 阿部幸次         | 上口照人           |
| 2月23日  | 771  | こわしみず               | 岡田誠司           | 沖島勲     | 西村邦子         | 岡田誠司           |
| 3月2日   | 772  | もぐさのききめ           | 古辺光治           | 沖島勲     | 阿部幸次         | 上口照人           |
| 3月2日   | 773  | かねっこおり女房         | 小林治             | 沖島勲     | 宮川一男         | 片岡千恵           |
| 3月9日   | 774  | 味噌をつけた長者どん     | 山田みちしろ       | 沖島勲     | 吉田陽子         | 荒川真嗣           |
| 3月16日  | 775  | 金色の卵                 | 光延博愛           | 沖島勲     | 西村邦子         | 東雅之             |
| 3月16日  | 776  | 雪太郎                   | こはなわためお     | 沖島勲     | 安藤ひろみ       | 柏木郷子           |
| 3月23日  | 777  | ずいたん地蔵             | 三善和彦           | 沖島勲     | 長尾仁           | 三善和彦           |
| 3月30日  | 778  | たぬき舟                 | 岩崎治彦           | 沖島勲     | 西村邦子         | 岩崎治彦           |
| 3月30日  | 779  | 雲雀むかし               | 古辺光治           | 沖島勲     | 阿部幸次         | 上口照人           |
| 4月6日   | 780  | 垣ごしの花と鼻           | 若林常夫           | 沖島勲     | 吉田陽子         | 若林常夫           |
| 4月6日   | 781  | 森吉山の山おじ           | 三輪孝輝           | 沖島勲     | 三輪孝輝         | 三輪孝輝           |
| 4月13日  | 782  | 幽霊になったヘビ         | 又野龍也           | 沖島勲     | 小出英男         | 又野龍也           |
| 4月20日  | 783  | 極楽にいった小僧さん     | 石井文子           | 沖島勲     | 亀谷三良         | 片岡千恵           |
| 4月20日  | 784  | 赤い椀                   | しもゆきこ         | 沖島勲     | しもゆきこ       | 今村春美           |
| 4月27日  | 785  | 沢女                     | 芝山努             | 沖島勲     | 門野真理子       | 飯口悦子           |
| 5月4日   | 786  | てんぐ飛び               | 森川信英           | 沖島勲     | 安藤ひろみ       | 森川信英           |
| 5月4日   | 787  | またじろ物語             | 白梅進             | 沖島勲     | 水野博           | 白梅進             |
| 5月11日  | 788  | 梅津の長者               | フクハラ・ヒロカズ | 沖島勲     | 小出英男         | フクハラ・ヒロカズ |
| 5月18日  | 789  | 天へ上りそこねた亀       | 山田みちしろ       | 沖島勲     | 星野靖高         | 山田みちしろ       |
| 5月18日  | 790  | 孝行猿                   | 上口照人           | 沖島勲     | 関口良雄         | 上口照人           |
| 5月25日  | 791  | ビキと荷車               | やすみ哲夫         | 沖島勲     | やすみ哲夫       | 金海由美子         |
| 6月1日   | 792  | みそすり地蔵             | 小堤一明           | 沖島勲     | 阿部幸次         | 小堤一明           |
| 6月1日   | 793  | 田植え鬼                 | 小林治             | 沖島勲     | なかちか東       | 片岡千恵           |
| 6月8日   | 794  | 消えた頭巾               | 若林常夫           | 沖島勲     | 門屋達郎         | 若林常夫           |
| 6月15日  | 795  | 赤牛に乗った仙人         | こはなわためお     | 沖島勲     | 西村邦子         | 塚田洋子           |
| 6月15日  | 796  | 鷹と大蛇                 | 三輪孝輝           | 沖島勲     | 三輪孝輝         | 三輪孝輝           |
| 6月22日  | 797  | エビとカラス             | 三善和彦           | 沖島勲     | 長尾仁           | 三善和彦           |
| 6月29日  | 798  | 弥じゃァどんの首         | 若林常夫           | 沖島勲     | 安藤ひろみ       | 柏木郷子           |
| 6月29日  | 799  | 青花の紙                 | なべしまよしつぐ   | 沖島勲     | なべしまよしつぐ | なべしまよしつぐ   |
| 7月6日   | 800  | きつねの花嫁             | 池原昭治           | 沖島勲     | 池原昭治         | 塚田洋子           |
| 7月6日   | 801  | 霧茂谷の岩魚             | 大竹伸一           | 沖島勲     | 門屋達郎         | 関本典孝           |
| 7月13日  | 802  | 鯨の夫婦                 | 上口照人           | 沖島勲     | 小出英男         | 小堤一明           |
| 7月20日  | 803  | 麦わら大蛇               | フクハラ・ヒロカズ | 沖島勲     | 安藤ひろみ       | フクハラ・ヒロカズ |
| 7月20日  | 804  | 三つの願い               | 多賀深美           | 平見修二   | 長尾仁           | 多賀深美           |
| 7月27日  | 805  | お舟にもうし             | 前田康成           | 沖島勲     | 西村邦子         | 前田康成           |
| 8月3日   | 806  | 権兵衛峠                 | 森川信英           | 沖島勲     | 門屋達郎         | 森川信英           |
| 8月3日   | 807  | むすめ杉                 | なべしまよしつぐ   | 沖島勲     | なべしまよしつぐ | なべしまよしつぐ   |
| 8月10日  | 808  | 幽霊にもらった力こぶ     | 光延博愛           | 沖島勲     | 岡田和夫         | 吉田恵久子         |
| 8月17日  | 809  | 大豆の神様               | 又野龍也           | 沖島勲     | 西村邦子         | 又野龍也           |
| 8月17日  | 810  | エンネ橋                 | 三輪孝輝           | 沖島勲     | 三輪孝輝         | 三輪孝輝           |
| 8月24日  | 811  | 娘の寿命延ばし           | 芝山努             | 沖島勲     | 門野真理子       | 宍戸久美子         |
| 8月31日  | 812  | お花と勘五郎             | しもゆきこ         | 沖島勲     | しもゆきこ       | 堀田篤子           |
| 8月31日  | 813  | 万吉や首はずせ           | 若林常夫           | 沖島勲     | 長尾仁           | 若林常夫           |
| 9月7日   | 814  | 豆の木だいこ             | 山田みちしろ       | 沖島勲     | 小山哲生         | 宍戸久美子         |
| 9月14日  | 815  | えびすさんと鶏           | やすみ哲夫         | 沖島勲     | あかばんてん     | 金海由美子         |
| 9月14日  | 816  | 三合めし四合だご         | 前田康成           | 沖島勲     | 門屋達郎         | 前田康成           |
| 9月21日  | 817  | 相撲稲荷                 | こはなわためお     | 沖島勲     | 小出英男         | 柏木郷子           |
| 9月28日  | 818  | 姑と鏡と悪者揃い         | 岩崎治彦           | 沖島勲     | 安藤ひろみ       | 岩崎治彦           |
| 9月28日  | 819  | 松山の洞窟               | 古辺光治           | 沖島勲     | 阿部幸次         | 上口照人           |
| 10月5日  | 820  | 犬の足                   | 殿河内勝           | 沖島勲     | 西村邦子         | 上口照人           |
| 10月5日  | 821  | もちの白鳥               | 三善和彦           | 沖島勲     | 阿部幸次         | 志村芳子           |
| 10月12日 | 822  | おんまさんは力もち       | 小林治             | 沖島勲     | 亀谷三良         | 片岡千恵           |
| 10月19日 | 823  | 竜神が授けた妙薬         | こはなわためお     | 沖島勲     | 小出英男         | 柏木郷子           |
| 10月19日 | 824  | 丈六地蔵                 | 小林三男           | 沖島勲     | 関口良雄         | 上口照人           |
| 10月26日 | 825  | 神さまの縁結び           | 若林常夫           | 平見修二   | 安藤ひろみ       | 若林常夫           |
| 11月2日  | 826  | 大根むかし               | しもゆきこ         | 久貴千賀子 | しもゆきこ       | 堀田篤子           |
| 11月2日  | 827  | 鯨石                     | 三輪孝輝           | 平見修二   | 三輪孝輝         | 三輪孝輝           |
| 11月9日  | 828  | 寿命のロウソク           | 芝山努             | 平見修二   | 門野真理子       | 吉本桂子           |
| 11月16日 | 829  | 天沼の耳ドジョウ         | 小堤一明           | 平見修二   | 長尾仁           | 小堤一明           |
| 11月16日 | 830  | 黄金のみかん             | 森川信英           | 沖島勲     | 小出英男         | 森川信英           |
| 11月23日 | 831  | 狼のまゆ毛               | 白梅進             | 沖島勲     | 門屋達郎         | 小原秀一           |
| 11月30日 | 832  | 万年寺の御好し狸         | フクハラ・ヒロカズ | 沖島勲     | 門屋達郎         | フクハラ・ヒロカズ |
| 11月30日 | 833  | しば栗                   | 池原昭治           | 平見修二   | 池原昭治         | 上口照人           |
| 12月7日  | 834  | 鳥と獣の戦い             | 前田康成           | 平見修二   | 吉田陽子         | 前田康成           |
| 12月14日 | 835  | 宝化け物                 | 又野龍也           | 久貴千賀子 | 西村邦子         | 又野龍也           |
| 12月14日 | 836  | 刑部姫                   | なべしまよしつぐ   | 沖島勲     | なべしまよしつぐ | なべしまよしつぐ   |
| 12月21日 | 837  | 力もちと大入道           | 古辺光治           | 沖島勲     | 阿部幸次         | 柏木郷子           |
| 12月28日 | 838  | 夫婦のむかし             | こはなわためお     | 沖島勲     | 西村邦子         | 小堤一明           |
| 12月28日 | 839  | 年の晩と貧乏神           | 小林治             | 沖島勲     | 星野靖高         | 須田裕美子         |

| 放送日   | 話数 | サブタイトル           | 演出               | 文芸   | 美術             | 作画               |
| -------- | ---- | ---------------------- | ------------------ | ------ | ---------------- | ------------------ |
| 1月2日   | 840  | 柳大明神               | 三輪孝輝           | 沖島勲 | 三輪孝輝         | 三輪孝輝           |
| 1月2日   | 841  | 鬼娘                   | 高橋良輔           | 沖島勲 | 中村和子         | 金海由美子         |
| 1月4日   | 842  | 酒買い小僧             | 若林常夫           | 沖島勲 | 小出英男         | 若林常夫           |
| 1月4日   | 843  | 人形の嫁               | 塚田洋子           | 沖島勲 | 安藤ひろみ       | 塚田洋子           |
| 1月11日  | 844  | 道楽をなおす医者       | フクハラ・ヒロカズ | 沖島勲 | 吉田陽子         | フクハラ・ヒロカズ |
| 1月18日  | 845  | うさぎ・亀・ふくろう   | 三善和彦           | 沖島勲 | 濱地百合子       | 三善和彦           |
| 1月18日  | 846  | 桜大明神               | 前田康成           | 沖島勲 | 門屋達郎         | 前田康成           |
| 1月25日  | 847  | 三途の川の婆さ後家入り | 殿河内勝           | 沖島勲 | 安藤ひろみ       | 殿河内勝           |
| 2月1日   | 848  | ずれっ子の子蛙         | やすみ哲夫         | 沖島勲 | あかばんてん     | 金海由美子         |
| 2月1日   | 849  | くぬぎの精といり豆     | 前田康成           | 沖島勲 | 門屋達郎         | 前田康成           |
| 2月8日   | 850  | 釣瓶の戒め             | 大竹伸一           | 沖島勲 | 大竹伸一         | 大竹伸一           |
| 2月15日  | 851  | 芋の月見               | 芝山努             | 沖島勲 | 門野真理子       | 児山昌弘           |
| 2月15日  | 852  | 宝の川                 | 古辺光治           | 沖島勲 | 阿部幸次         | 上口照人           |
| 2月22日  | 853  | 白狐の恩返し           | 岩崎治彦           | 沖島勲 | 西村邦子         | 岩崎治彦           |
| 3月1日   | 854  | 見るなの座敷           | 芝山努             | 沖島勲 | 門野真理子       | 林一哉             |
| 3月1日   | 855  | 幽霊街道               | 小林治             | 沖島勲 | 星野靖高         | 須田裕美子         |
| 3月8日   | 856  | 船形山の権現さま       | 山田みちしろ       | 沖島勲 | 亀谷三良         | 荒川真嗣           |
| 3月15日  | 857  | 釜妖神                 | 森川信英           | 沖島勲 | 西村邦子         | 森川信英           |
| 3月15日  | 858  | ひねくれ婆と明神様     | 若林常夫           | 沖島勲 | 安藤ひろみ       | 若林常夫           |
| 3月22日  | 859  | 草かり亀               | こはなわためお     | 沖島勲 | 小出英男         | 柏木郷子           |
| 3月29日  | 860  | 猿亀合戦               | フクハラ・ヒロカズ | 沖島勲 | 吉田陽子         | フクハラ・ヒロカズ |
| 3月29日  | 861  | 水とめの桃             | しもゆきこ         | 沖島勲 | しもゆきこ       | 堀田篤子           |
| 4月5日   | 862  | 匂いの返し             | 殿河内勝           | 沖島勲 | 阿部幸次         | 殿河内勝           |
| 4月5日   | 863  | わらび長者             | 前田康成           | 沖島勲 | 門屋達郎         | 前田康成           |
| 4月12日  | 864  | よくばり和尚           | 又野龍也           | 沖島勲 | 小出英男         | 又野龍也           |
| 4月19日  | 865  | お天とさまとひばり     | 小堤一明           | 沖島勲 | 青木稔           | 小堤一明           |
| 4月19日  | 866  | 大蛇嵓の怪女           | 三輪孝輝           | 沖島勲 | 三輪孝輝         | 三輪孝輝           |
| 4月26日  | 867  | 猫山の話               | 塚田洋子           | 沖島勲 | 安藤ひろみ       | 塚田洋子           |
| 5月3日   | 868  | 山のぬしと煮た笹の葉   | 玉井司             | 沖島勲 | 玉井司           | 堀田篤子           |
| 5月3日   | 869  | 鳶の長者               | 三善和彦           | 沖島勲 | 西村邦子         | 三善和彦           |
| 5月10日  | 870  | 背振山の石楠花         | こはなわためお     | 沖島勲 | 小出英男         | 柏木郷子           |
| 5月17日  | 871  | 影ワニ                 | 白梅進             | 沖島勲 | 門屋達郎         | 白梅進             |
| 5月17日  | 872  | 見かえりの松           | 前田康成           | 沖島勲 | 門屋達郎         | 前田康成           |
| 5月24日  | 873  | みたらし地蔵           | 大竹伸一           | 沖島勲 | 内田好之         | 大竹伸一           |
| 5月31日  | 874  | 芸の助け               | 前田康成           | 沖島勲 | 長尾仁           | 前田康成           |
| 5月31日  | 875  | お萬の火               | 阿部幸次           | 沖島勲 | 阿部幸次         | 上口照人           |
| 6月7日   | 876  | 宝満山のタヌキ         | しもゆきこ         | 沖島勲 | しもゆきこ       | 堀田篤子           |
| 6月14日  | 877  | 失せもの占い           | やすみ哲夫         | 沖島勲 | あかばんてん     | 金海由美子         |
| 6月14日  | 878  | 衣文の里               | 近藤英輔           | 沖島勲 | 西村邦子         | 小沼克介           |
| 6月21日  | 879  | ちょかめん             | 多賀深美           | 沖島勲 | 小出英男         | 多賀深美           |
| 6月28日  | 880  | 塩には負けた世界一     | 斉藤起巳           | 沖島勲 | 青木稔           | 斉藤起巳           |
| 6月28日  | 881  | 白馬岳の魔神           | 小林治             | 沖島勲 | 星野靖高         | 荒川真嗣           |
| 7月5日   | 882  | へか神さん             | 山田みちしろ       | 沖島勲 | 亀谷三良         | 駒場浩             |
| 7月12日  | 883  | 若いのが好きな婆さま   | 塚田洋子           | 沖島勲 | 田中静恵         | 塚田洋子           |
| 7月12日  | 884  | 鳥の巣裁き             | 芝山努             | 沖島勲 | 門野真理子       | 後藤真砂子         |
| 7月19日  | 885  | 立岩狐                 | 森川信英           | 沖島勲 | 小出英男         | 森川信英           |
| 7月26日  | 886  | きえた西瓜             | 上口照人           | 沖島勲 | 田中静恵         | 上口照人           |
| 7月26日  | 887  | 娘のねがい             | なべしまよしつぐ   | 沖島勲 | なべしまよしつぐ | なべしまよしつぐ   |
| 8月2日   | 888  | 血泥が池の善左衛門     | 小堤一明           | 沖島勲 | 安藤ひろみ       | 小堤一明           |
| 8月2日   | 889  | 戸倉山の大鷲           | 阿部幸次           | 沖島勲 | 阿部幸次         | 上口照人           |
| 8月9日   | 890  | 川を流れた月見草       | 三善和彦           | 沖島勲 | 安藤ひろみ       | 三善和彦           |
| 8月16日  | 891  | そば好きの虫           | 若林常夫           | 沖島勲 | 長尾仁           | 若林常夫           |
| 8月16日  | 892  | 鯛の恩返し             | 大竹伸一           | 沖島勲 | 小出英男         | 塚田洋子           |
| 8月23日  | 893  | まどうと山犬さま       | フクハラ・ヒロカズ | 沖島勲 | 門屋達郎         | フクハラ・ヒロカズ |
| 8月30日  | 894  | 釣川の長太郎河童       | こはなわためお     | 沖島勲 | 西村邦子         | 遊佐和重           |
| 8月30日  | 895  | さぎしょっぱらの狸     | 若林常夫           | 沖島勲 | 安藤ひろみ       | 若林常夫           |
| 9月6日   | 896  | 赤松坊                 | 山田みちしろ       | 沖島勲 | 水谷利春         | 飯岡真理子         |
| 9月13日  | 897  | 烏とたにし             | 殿河内勝           | 沖島勲 | 青木稔           | 殿河内勝           |
| 9月13日  | 898  | 化け猫と二十三夜さま   | 上口照人           | 沖島勲 | 門屋達郎         | 柏木郷子           |
| 9月20日  | 899  | 立花六角堂             | 又野龍也           | 沖島勲 | 田中静恵         | 又野龍也           |
| 9月27日  | 900  | 円海長者と牛どん       | 三輪孝輝           | 沖島勲 | 三輪孝輝         | 三輪孝輝           |
| 9月27日  | 901  | 嘘吹き兎               | 前田康成           | 沖島勲 | 門屋達郎         | 前田康成           |
| 10月4日  | 902  | 徳利亀屋               | こはなわためお     | 沖島勲 | 安藤ひろみ       | 小堤一明           |
| 10月4日  | 903  | きつねの嫁入り         | 阿部幸次           | 沖島勲 | 阿部幸次         | 柏木郷子           |
| 10月11日 | 904  | 老人とえんま大王       | 前田康成           | 沖島勲 | 西村邦子         | 前田康成           |
| 10月18日 | 905  | ぼた餅地蔵             | 岩崎治彦           | 沖島勲 | 田中静恵         | 岩崎治彦           |
| 10月18日 | 906  | 水神さまと虹の橋       | 大橋六郎           | 沖島勲 | 渡辺由美         | 上口照人           |
| 10月25日 | 907  | 雑仕橋                 | 三輪孝輝           | 沖島勲 | 三輪孝輝         | 柏木郷子           |
| 11月1日  | 908  | 大根お化け             | やすみ哲夫         | 沖島勲 | あかばんてん     | 金海由美子         |
| 11月1日  | 909  | 大智禅師と猿           | 前田康成           | 沖島勲 | 門屋達郎         | 前田康成           |
| 11月8日  | 910  | 九升坊                 | 若林常夫           | 沖島勲 | 門屋達郎         | 若林常夫           |
| 11月15日 | 911  | 天狗のちょうちん       | 三輪孝輝           | 沖島勲 | 三輪孝輝         | 三輪孝輝           |
| 11月15日 | 912  | 狩人と妻               | 芝山努             | 沖島勲 | 門野真理子       | 飯田ひろよし       |
| 11月22日 | 913  | ひよりみどん           | 細谷秋夫           | 沖島勲 | 小出英男         | 細谷秋夫           |
| 11月29日 | 914  | 怪しい虫               | 大塚伸治           | 沖島勲 | 西村邦子         | 大塚伸治           |
| 11月29日 | 915  | 杓島                   | なべしまよしつぐ   | 沖島勲 | なべしまよしつぐ | なべしまよしつぐ   |
| 12月6日  | 916  | 大黒様と股大根         | しもゆきこ         | 沖島勲 | しもゆきこ       | 堀田篤子           |
| 12月13日 | 917  | 夢と財宝               | 又野龍也           | 沖島勲 | 安藤ひろみ       | 又野龍也           |
| 12月13日 | 918  | ごひん様               | 多賀深美           | 沖島勲 | 青木稔           | 多賀深美           |
| 12月20日 | 919  | 一本道の石神さま       | 森川信英           | 沖島勲 | 安藤ひろみ       | 森川信英           |
| 12月27日 | 920  | 井戸に小判             | 白梅進             | 沖島勲 | 青木稔           | 篠崎俊克           |
| 12月27日 | 921  | としがみさま           | 堀田篤子           | 沖島勲 | しもゆきこ       | 堀田篤子           |

| 放送日   | 話数 | サブタイトル               | 演出               | 文芸   | 美術             | 作画               |
| -------- | ---- | -------------------------- | ------------------ | ------ | ---------------- | ------------------ |
| 1月2日   | 922  | 三角の夢                   | 芝山努             | 沖島勲 | 門野真理子       | 志村宣子           |
| 1月2日   | 923  | 囲碁のうでまえ             | 須田裕美子         | 沖島勲 | 門屋達郎         | 吉本桂子           |
| 1月10日  | 924  | 富士山をささえた話         | 若林常夫           | 沖島勲 | 青木稔           | 若林常夫           |
| 1月17日  | 925  | としくらべ                 | こはなわためお     | 沖島勲 | 西村邦子         | 柏木郷子           |
| 1月17日  | 926  | 三吉と小女郎               | フクハラ・ヒロカズ | 沖島勲 | 小出英男         | フクハラ・ヒロカズ |
| 1月24日  | 927  | えんこう経文               | 小原秀一           | 沖島勲 | 田中静恵         | 小原秀一           |
| 1月31日  | 928  | あの鬼こわい               | 小林治             | 沖島勲 | 蒼竜窟           | 須田裕美子         |
| 1月31日  | 929  | 藁の元結                   | 大竹伸一           | 沖島勲 | 渋谷幸子         | 大竹伸一           |
| 2月7日   | 930  | 掛け波やっさ               | 山田みちしろ       | 沖島勲 | 亀谷三良         | 山崎鏡子           |
| 2月14日  | 931  | 追いつかれたお月さま       | こはなわためお     | 沖島勲 | 安藤ひろみ       | 柏木郷子           |
| 2月14日  | 932  | お不動さま                 | 三輪孝輝           | 沖島勲 | 三輪孝輝         | 三輪孝輝           |
| 2月21日  | 933  | 梨山の大蛇                 | 白梅進             | 沖島勲 | 小出英男         | 白梅進             |
| 2月28日  | 934  | きんちゃくひろったにわとり | 三善和彦           | 沖島勲 | 濱地百合子       | 塚田洋子           |
| 2月28日  | 935  | 穴ほげ地蔵                 | 若林常夫           | 沖島勲 | 西村邦子         | 若林常夫           |
| 3月7日   | 936  | お石さま                   | しもゆきこ         | 沖島勲 | しもゆきこ       | 堀田篤子           |
| 3月14日  | 937  | なまけ者太郎               | 高橋良輔           | 沖島勲 | 中村和子         | 金海由美子         |
| 3月14日  | 938  | 白山さまの淵               | 若林忠生           | 沖島勲 | 門屋達郎         | 若林忠生           |
| 3月21日  | 939  | 子投げ潮                   | 前田康成           | 沖島勲 | 門屋達郎         | 前田康成           |
| 3月28日  | 940  | みそ五郎どん               | 森川信英           | 沖島勲 | 田中静恵         | 森川信英           |
| 3月28日  | 941  | 椿の海                     | 三輪孝輝           | 沖島勲 | 三輪孝輝         | 三輪孝輝           |
| 4月4日   | 942  | 大からす                   | 上口照人           | 沖島勲 | 青木稔           | 上口照人           |
| 4月4日   | 943  | 地獄の人参                 | 前田康成           | 沖島勲 | 安藤ひろみ       | 前田康成           |
| 4月11日  | 944  | 鯖くされ石                 | こはなわためお     | 沖島勲 | 田中静恵         | 柏木郷子           |
| 4月18日  | 945  | お杉とお柳                 | しもゆきこ         | 沖島勲 | しもゆきこ       | 堀田篤子           |
| 4月18日  | 946  | 七駄田                     | 阿部幸次           | 沖島勲 | 阿部幸次         | 上口照人           |
| 4月25日  | 947  | 鬼婆の糸つむぎ             | 小林三男           | 沖島勲 | 井上由美         | 若林常夫           |
| 5月2日   | 948  | 傘屋の婆さん               | 又野龍也           | 沖島勲 | 西村邦子         | 又野龍也           |
| 5月2日   | 949  | 三色ツツジ                 | 大竹伸一           | 沖島勲 | 渋谷幸子         | 大竹伸一           |
| 5月9日   | 950  | 座敷童子                   | 阿部幸次           | 沖島勲 | 阿部幸次         | 上口照人           |
| 5月16日  | 951  | 蛇と蛙                     | フクハラ・ヒロカズ | 沖島勲 | 小出英男         | フクハラ・ヒロカズ |
| 5月16日  | 952  | 出口がない                 | 前田康成           | 沖島勲 | 安藤ひろみ       | 前田康成           |
| 5月23日  | 953  | ねこおどり                 | 山田みちしろ       | 沖島勲 | 大野広司         | 山田みちしろ       |
| 5月30日  | 954  | 赤ん坊になった爺さま       | 多賀深美           | 沖島勲 | 門屋達郎         | 多賀深美           |
| 5月30日  | 955  | 深んぼのすげがさ           | こはなわためお     | 沖島勲 | 青木稔           | 柏木郷子           |
| 6月6日   | 956  | 田の神と風の神             | 塚田洋子           | 沖島勲 | 西村邦子         | 塚田洋子           |
| 6月13日  | 957  | 馬をかつぐ                 | 若林忠生           | 沖島勲 | 阿部幸次         | 久保田彰三         |
| 6月13日  | 958  | お伊勢物語                 | 大橋六郎           | 沖島勲 | なべしまよしつぐ | なべしまよしつぐ   |
| 6月20日  | 959  | かじやと大工               | 白梅進             | 沖島勲 | 安藤ひろみ       | 白梅進             |
| 6月27日  | 960  | うさぎとくま               | 森川信英           | 沖島勲 | 小出英男         | 森川信英           |
| 6月27日  | 961  | ゆうれいつぼ               | 三輪孝輝           | 沖島勲 | 三輪孝輝         | 三輪孝輝           |
| 7月4日   | 962  | 火の鳥                     | 玉井司             | 沖島勲 | 玉井司           | 堀田篤子           |
| 7月11日  | 963  | 天の石笛                   | 岩崎治彦           | 沖島勲 | 青木稔           | 岩崎治彦           |
| 7月11日  | 964  | 見沼弁天                   | 芝山努             | 沖島勲 | 蒼竜窟           | 重国勇二           |
| 7月18日  | 965  | 三本足のからす             | 又野龍也           | 沖島勲 | 長尾仁           | 又野龍也           |
| 8月1日   | 966  | 雷さんのドンチャン騒ぎ     | 三善和彦           | 沖島勲 | 渋谷幸子         | 三善和彦           |
| 8月1日   | 967  | まるかの人星               | 前田康成           | 沖島勲 | 安藤ひろみ       | 前田康成           |
| 8月8日   | 968  | 嫁入り竜女の忘れもの       | 小林治             | 沖島勲 | 水谷利春         | 飯田ひろよし       |
| 8月15日  | 969  | キツネのちょうちん         | しもゆきこ         | 沖島勲 | しもゆきこ       | 堀田篤子           |
| 8月15日  | 970  | 月ガ瀬                     | 上口照人           | 沖島勲 | 阿部幸次         | 上口照人           |
| 8月22日  | 971  | 逃げる怪火                 | 山田みちしろ       | 沖島勲 | 門野真理子       | 山田みちしろ       |
| 8月29日  | 972  | 酒が足らんさけ             | 若林常夫           | 沖島勲 | 門屋達郎         | 若林常夫           |
| 8月29日  | 973  | トド鳥                     | やすみ哲夫         | 沖島勲 | あかばんてん     | 岩崎治彦           |
| 9月5日   | 974  | 榎木の僧正                 | フクハラ・ヒロカズ | 沖島勲 | 田中静恵         | フクハラ・ヒロカズ |
| 9月12日  | 975  | イキアキとブンバイ         | 三輪孝輝           | 沖島勲 | 安藤ひろみ       | 三輪孝輝           |
| 9月12日  | 976  | お浪草                     | 三善和彦           | 沖島勲 | 三善和彦         | 三善和彦           |
| 9月19日  | 977  | 雷と悪者                   | 若林常夫           | 沖島勲 | 西村邦子         | 若林常夫           |
| 9月26日  | 978  | とんぼのやどり木           | 芝山努             | 沖島勲 | 亀谷三良         | 内田けいこ         |
| 9月26日  | 979  | 亀割石                     | 阿部幸次           | 沖島勲 | 阿部幸次         | 上口照人           |
| 10月3日  | 980  | おぼう力                   | こはなわためお     | 沖島勲 | 小出英男         | 柏木郷子           |
| 10月3日  | 981  | 念仏の鼻                   | 前田康成           | 沖島勲 | 青木稔           | 前田康成           |
| 10月10日 | 982  | わらびの恩                 | 森川信英           | 沖島勲 | 小出英男         | 森川信英           |
| 10月17日 | 983  | 狐と鶏                     | やすみ哲夫         | 沖島勲 | あかばんてん     | 金海由美子         |
| 10月17日 | 984  | 両足八足大足二足           | 三輪孝輝           | 沖島勲 | 三輪孝輝         | 三輪孝輝           |
| 10月24日 | 985  | 茸の化け                   | 塚田洋子           | 沖島勲 | 安藤ひろみ       | 塚田洋子           |
| 10月31日 | 986  | おかま風                   | 小林三男           | 沖島勲 | 青木稔           | 柏木郷子           |
| 10月31日 | 987  | 姫と白蛇                   | 山田みちしろ       | 沖島勲 | 亀谷三良         | 山田みちしろ       |
| 11月7日  | 988  | おろちのやけど             | しもゆきこ         | 沖島勲 | しもゆきこ       | 堀田篤子           |
| 11月14日 | 989  | 大豆とそばと小豆           | 殿河内勝           | 沖島勲 | 田中静恵         | 殿河内勝           |
| 11月14日 | 990  | 虎子淵                     | なべしまよしつぐ   | 沖島勲 | なべしまよしつぐ | なべしまよしつぐ   |
| 11月21日 | 991  | 金魚のうた                 | 前田康成           | 沖島勲 | 門屋達郎         | 前田康成           |
| 11月28日 | 992  | 惚れぐすり                 | こはなわためお     | 沖島勲 | 西村邦子         | 塚田洋子           |
| 11月28日 | 993  | 仏島                       | 白梅進             | 沖島勲 | 門屋達郎         | 白梅進             |
| 12月5日  | 994  | 村のネズミと町のネズミ     | 上口照人           | 沖島勲 | 西村邦子         | 斉藤起己           |
| 12月12日 | 995  | 咥内坂                     | 若林忠生           | 沖島勲 | 安藤ひろみ       | 若林忠生           |
| 12月12日 | 996  | 息子の供養                 | 又野龍也           | 沖島勲 | 西村邦子         | 又野龍也           |
| 12月19日 | 997  | ものは思いよう             | 若林常夫           | 沖島勲 | 吉田陽子         | 若林常夫           |
| 12月26日 | 998  | 綿帽子をかぶったお地蔵さん | 三善和彦           | 沖島勲 | 安藤ひろみ       | 三善和彦           |
| 12月26日 | 999  | 大歳のおどし               | 芝山努             | 沖島勲 | 亀谷三良         | 児山昌弘           |

| 放送日   | 話数 | サブタイトル             | 演出               | 文芸           | 美術             | 作画               |
| -------- | ---- | ------------------------ | ------------------ | -------------- | ---------------- | ------------------ |
| 1月2日   | 1000 | 山の神と山こ             | こはなわためお     | 沖島勲         | 田中静恵         | 塚田洋子           |
| 1月2日   | 1001 | ぬけない指               | 白梅進             | 沖島勲         | 阿部幸次         | 白梅進             |
| 1月9日   | 1002 | 卵とたどん               | 前田康成           | 沖島勲         | 安藤ひろみ       | 前田康成           |
| 1月16日  | 1003 | 夢占い                   | 又野龍也           | 沖島勲         | 阿部幸次         | 又野龍也           |
| 1月16日  | 1004 | 海に消えた鐘             | 河内日出夫         | 沖島勲         | 板倉佐賀子       | 荒川真嗣           |
| 1月23日  | 1005 | 猿とどんびき             | 三輪孝輝           | 沖島勲         | 三輪孝輝         | 三輪孝輝           |
| 1月30日  | 1006 | 節分の福鬼               | 森川信英           | 沖島勲         | 内田好之         | 森川信英           |
| 1月30日  | 1007 | 雪の夜泊り               | 山田みちしろ       | 沖島勲         | 板倉佐賀子       | 山田みちしろ       |
| 2月6日   | 1008 | 三人のくせ               | 若林忠生           | 沖島勲         | 西村邦子         | 久保田彰三         |
| 2月13日  | 1009 | こしん坊                 | こはなわためお     | 沖島勲         | 青木稔           | 塚田洋子           |
| 2月13日  | 1010 | クジラとモグラ           | 玉井司             | 沖島勲         | 玉井司           | 堀田篤子           |
| 2月20日  | 1011 | キツネ水                 | 岩崎治彦           | 沖島勲         | 門屋達郎         | 岩崎治彦           |
| 2月27日  | 1012 | 親を買う話               | フクハラ・ヒロカズ | 沖島勲         | 吉田陽子         | フクハラ・ヒロカズ |
| 2月27日  | 1013 | 坊主石                   | なべしまよしつぐ   | 沖島勲         | なべしまよしつぐ | なべしまよしつぐ   |
| 3月5日   | 1014 | 縁起かつぎの吉平さん     | 若林常夫           | 沖島勲         | 田中静恵         | 若林常夫           |
| 3月12日  | 1015 | 弁天さまと飯盛山         | 辻伸一             | 沖島勲         | 安藤ひろみ       | 辻伸一             |
| 3月12日  | 1016 | 爺婆かぼちゃ             | しもゆきこ         | 沖島勲         | しもゆきこ       | 堀田篤子           |
| 3月19日  | 1017 | 大寝いりの寝兵衛         | 上口照人           | 沖島勲         | 青木稔           | 上口照人           |
| 3月26日  | 1018 | 若返りの薬               | こはなわためお     | 沖島勲         | 小出英男         | 柏木郷子           |
| 3月26日  | 1019 | みそ豆ばなし             | 小林治             | 沖島勲         | 大野広司         | 重国勇二           |
| 4月2日   | 1020 | ほそごし                 | 又野龍也           | 沖島勲         | 安藤ひろみ       | 又野龍也           |
| 4月2日   | 1021 | 甲斐の湖                 | 三輪孝輝           | 沖島勲         | 三輪孝輝         | 三輪孝輝           |
| 4月9日   | 1022 | 小僧がま                 | 若林常夫           | 沖島勲         | 渡辺由美         | 若林常夫           |
| 4月16日  | 1023 | 北が森のドンコ           | 細谷秋夫           | 沖島勲         | なべしまよしつぐ | 細谷秋夫           |
| 4月16日  | 1024 | 兄弟とぼたもち           | 三善和彦           | 沖島勲         | 阿部幸次         | 三善和彦           |
| 4月23日  | 1025 | 山の神とかしき           | フクハラ・ヒロカズ | 沖島勲         | 門屋達郎         | フクハラ・ヒロカズ |
| 4月30日  | 1026 | 鬼と長イモ               | こはなわためお     | 沖島勲         | 渡辺由美         | 塚田洋子           |
| 4月30日  | 1027 | おみよし松               | 前田康成           | 沖島勲         | 門屋達郎         | 前田康成           |
| 5月7日   | 1028 | 仲よし夫婦               | 殿河内勝           | 沖島勲         | 門屋達郎         | 殿河内勝           |
| 5月14日  | 1029 | 人が見たらカエルになれ   | 前田康成           | 沖島勲         | 西村邦子         | 前田康成           |
| 5月14日  | 1030 | 夢地蔵                   | 小林治             | 沖島勲         | 板倉佐賀子       | 重国勇二           |
| 5月21日  | 1031 | 日高峠の大きな手         | 小原秀一           | 沖島勲         | 阿部幸次         | 小原秀一           |
| 5月28日  | 1032 | シャバとメイドの境       | 森川信英           | 沖島勲         | 内田好之         | 森川信英           |
| 5月28日  | 1033 | 金の鳥居                 | 若林忠生           | 沖島勲         | 西村邦子         | 若林忠生           |
| 6月4日   | 1034 | 大根のびっくりぎょうてん | やすみ哲夫         | 沖島勲         | やすみ哲夫       | 古宇田文男         |
| 6月11日  | 1035 | カエルとネズミ           | 辻伸一             | 沖島勲         | 田中静恵         | 辻伸一             |
| 6月11日  | 1036 | 白狐の湯                 | 山田みちしろ       | 沖島勲         | 板倉佐賀子       | 山田みちしろ       |
| 6月18日  | 1037 | にげたおかま             | 若林常夫           | 沖島勲         | 井上由美         | 若林常夫           |
| 6月25日  | 1038 | うどんと殿さま           | 三善和彦           | 沖島勲         | 内田好之         | 三善和彦           |
| 6月25日  | 1039 | 川田の鯰神               | 芝山努             | 沖島勲         | 亀谷三良         | 後藤真砂子         |
| 7月2日   | 1040 | 白いスズメ               | 白梅進             | 沖島勲         | 安藤ひろみ       | 白梅進             |
| 7月2日   | 1041 | わらしことネムの花       | 上口照人           | 沖島勲         | 渡辺由美         | 千田幸也           |
| 7月9日   | 1042 | 男滝の龍                 | 三輪孝輝           | 沖島勲         | 三輪孝輝         | 三輪孝輝           |
| 7月16日  | 1043 | カラスの行水             | 辻伸一             | 沖島勲         | 青木稔           | 辻伸一             |
| 7月16日  | 1044 | カンタの枕               | 又野龍也           | 沖島勲         | 安藤ひろみ       | 又野龍也           |
| 7月23日  | 1045 | おらびぐら               | しもゆきこ         | 沖島勲         | しもゆきこ       | 大西治子           |
| 7月30日  | 1046 | 山伏ごんだゆう           | こはなわためお     | 沖島勲         | 小出英男         | 柏木郷子           |
| 7月30日  | 1047 | かんざし燈ろう           | 泉真一             | 沖島勲         | 門屋達郎         | 上口照人           |
| 8月6日   | 1048 | うずになったたいこ       | 塚田洋子           | 沖島勲         | 門屋達郎         | 塚田洋子           |
| 8月13日  | 1049 | のんき者                 | フクハラ・ヒロカズ | 沖島勲         | 渡辺由美         | フクハラ・ヒロカズ |
| 8月13日  | 1050 | 子取り                   | 芝山努             | 沖島勲         | 亀谷三良         | 山崎隆             |
| 8月20日  | 1051 | 雷と月と日               | 吉良敬三           | 沖島勲         | 青木稔           | スリー・ディ       |
| 8月27日  | 1052 | おタヌキ力士             | こはなわためお     | 沖島勲         | 青木稔           | 小堤一明           |
| 8月27日  | 1053 | 月見草の嫁               | 前田康成           | 沖島勲         | 阿部幸次         | 前田康成           |
| 9月3日   | 1054 | あばれ鹿                 | 河内日出夫         | 沖島勲         | 西澤恵美子       | 河内日出夫         |
| 9月10日  | 1055 | 元のさや                 | 若林常夫           | 沖島勲         | 安藤ひろみ       | 若林常夫           |
| 9月10日  | 1056 | カッパのわび状           | 若林忠生           | 沖島勲         | 田中静恵         | 久保田彰三         |
| 9月17日  | 1057 | 足長手長                 | 玉井司             | 沖島勲         | 玉井司           | 大西治子           |
| 9月24日  | 1058 | マンジロク               | 森川信英           | 沖島勲         | 小出英男         | 森川信英           |
| 9月24日  | 1059 | 恩田の初連               | 白梅進             | 沖島勲         | 西村邦子         | 白梅進             |
| 10月1日  | 1060 | 竹ぼうきと粟めし         | 小原秀一           | 沖島勲         | 安藤ひろみ       | 小原秀一           |
| 10月1日  | 1061 | 金の椎の実               | 柏木郷子           | 沖島勲         | 安藤ひろみ       | 柏木郷子           |
| 10月8日  | 1062 | カサカサとコラマタ       | 細谷秋夫           | 沖島勲         | 門屋達郎         | 細谷秋夫           |
| 10月15日 | 1063 | 坊さんの手伝い           | 泉真一             | 沖島勲         | 田中静恵         | 上口照人           |
| 10月15日 | 1064 | 琴塚                     | 三善和彦           | 沖島勲         | 阿部幸次         | 三善和彦           |
| 10月22日 | 1065 | 柿の精                   | しもゆきこ         | 沖島勲         | しもゆきこ       | 大西治子           |
| 10月29日 | 1066 | くだギツネ               | 辻伸一             | 沖島勲         | 内田好之         | 辻伸一             |
| 10月29日 | 1067 | 吉作落とし               | 山田みちしろ       | 沖島勲         | 水谷利春         | 重国勇二           |
| 11月5日  | 1068 | 山の神と海の神           | 小林治             | 沖島勲         | 板倉佐賀子       | 柳田義明           |
| 11月12日 | 1069 | 名刀の切れあじ           | 又野龍也           | 沖島勲         | 渡辺由美         | 又野龍也           |
| 11月12日 | 1070 | 赤城のへっぷり鬼         | 馬郡美保子         | 沖島勲         | 馬郡美保子       | 大西治子           |
| 11月19日 | 1071 | ムカデの使い             | 森川信英           | 沖島勲         | 内田好之         | 森川信英           |
| 11月26日 | 1072 | 障子のあな               | こはなわためお     | 沖島勲         | 小出英男         | 柏木郷子           |
| 11月26日 | 1073 | おとみーさん             | 杉井ギサブロー     | 杉井ギサブロー | 青木稔           | 上口照人           |
| 12月3日  | 1074 | 鬼をおがんだおばあさん   | 上口照人           | 沖島勲         | 阿部幸次         | 塚田洋子           |
| 12月10日 | 1075 | 大ヘビと大ダコ           | やすみ哲夫         | 沖島勲         | あかばんてん     | 古宇田文男         |
| 12月10日 | 1076 | やろか水                 | 小林治             | 沖島勲         | 金箱良成         | 児山昌弘           |
| 12月17日 | 1077 | くしがき仙人             | フクハラ・ヒロカズ | 沖島勲         | 門屋達郎         | フクハラ・ヒロカズ |
| 12月24日 | 1078 | たいことキツネ           | 若林忠生           | 沖島勲         | 西村邦子         | 若林忠生           |
| 12月24日 | 1079 | 夢の売り買い             | 芝山努             | 沖島勲         | 亀谷三良         | 林桂子             |

| 放送日   | 話数 | サブタイトル             | 演出               | 文芸           | 美術         | 作画               |
| -------- | ---- | ------------------------ | ------------------ | -------------- | ------------ | ------------------ |
| 1月2日   | 1080 | ひょう徳さま             | こはなわためお     | 沖島勲         | 門屋達郎     | 小堤一明           |
| 1月2日   | 1081 | はきだせ蛙               | 若林常夫           | 沖島勲         | 門屋達郎     | 若林常夫           |
| 1月14日  | 1082 | ほおずきとしっぱご       | 若林常夫           | 沖島勲         | 田中静恵     | 若林常夫           |
| 1月14日  | 1083 | 雪女郎                   | 辻伸一             | 沖島勲         | 安藤ひろみ   | 辻伸一             |
| 1月21日  | 1084 | 箸墓                     | 又野龍也           | 沖島勲         | 小出英男     | 又野龍也           |
| 1月28日  | 1085 | 魂のいれかわり           | 三輪孝輝           | 沖島勲         | 三輪孝輝     | 三輪孝輝           |
| 1月28日  | 1086 | 布曳滝                   | あがわさち         | 沖島勲         | 阿部幸次     | 上口照人           |
| 2月4日   | 1087 | 茶わんころがし           | しもゆきこ         | 沖島勲         | しもゆきこ   | 大西治子           |
| 2月11日  | 1088 | 馬比べ                   | 小林治             | 沖島勲         | 千葉秀雄     | 生野裕子           |
| 2月11日  | 1089 | 雪むかし                 | 小原秀一           | 沖島勲         | 青木稔       | 小原秀一           |
| 2月18日  | 1090 | 鴨のごちそう             | 山田みちしろ       | 沖島勲         | 水谷利春     | 山田みちしろ       |
| 2月25日  | 1091 | 消えたかぶら矢           | 杉井ギサブロー     | 杉井ギサブロー | 安藤ひろみ   | 江口摩吏介         |
| 2月25日  | 1092 | 三合ばば                 | 白梅進             | 沖島勲         | 小出英男     | 白梅進             |
| 3月4日   | 1093 | 神さまとカラス           | 岩崎治彦           | 沖島勲         | 門屋達郎     | 岩崎治彦           |
| 3月11日  | 1094 | 鏡岩                     | 若林常夫           | 沖島勲         | 田中静恵     | 若林常夫           |
| 3月11日  | 1095 | あの世のいりぐち         | 辻伸一             | 沖島勲         | 西村邦子     | 辻伸一             |
| 3月18日  | 1096 | 轟の滝の鰻               | 杉井ギサブロー     | 杉井ギサブロー | 阿部幸次     | 上口照人           |
| 3月25日  | 1097 | 仁王か                   | 森川信英           | 沖島勲         | 安藤ひろみ   | 森川信英           |
| 3月25日  | 1098 | 子育てイチョウ           | 河内日出夫         | 沖島勲         | 山口俊和     | 河内日出夫         |
| 4月8日   | 1099 | 帯よし笠よし身なりわるし | 堀口忠彦           | 沖島勲         | 堀口忠彦     | とこいった         |
| 4月8日   | 1100 | せんがりの田             | 若林忠生           | 沖島勲         | 小出英男     | 久保田彰三         |
| 4月15日  | 1101 | 山の背くらべ             | フクハラ・ヒロカズ | 沖島勲         | 門屋達郎     | フクハラ・ヒロカズ |
| 4月22日  | 1102 | 狐とハマグリ             | こはなわためお     | 沖島勲         | 西村邦子     | 柏木郷子           |
| 4月22日  | 1103 | 渡廊下の寄附             | あがわさち         | 沖島勲         | 阿部幸次     | 塚田洋子           |
| 4月29日  | 1104 | わらび山                 | 若林常夫           | 沖島勲         | 内田好之     | 若林常夫           |
| 5月6日   | 1105 | カワウソと甚平さん       | 三善和彦           | 沖島勲         | 青木稔       | 小堤一明           |
| 5月6日   | 1106 | フカ地蔵                 | 辻伸一             | 沖島勲         | 安藤ひろみ   | 辻伸一             |
| 5月13日  | 1107 | 馬の恩返し               | 殿河内勝           | 沖島勲         | 西村邦子     | 殿河内勝           |
| 5月20日  | 1108 | しょうぜんどん           | こはなわためお     | 沖島勲         | 青木稔       | 遊佐和重           |
| 5月20日  | 1109 | 牛鬼                     | 芝山努             | 沖島勲         | 亀谷三良     | 海谷敏久           |
| 5月27日  | 1110 | 力じまん与左衛門         | 三輪孝輝           | 沖島勲         | 三輪孝輝     | 三輪孝輝           |
| 6月3日   | 1111 | なまけ坊主               | 又野龍也           | 沖島勲         | 田中静恵     | 又野龍也           |
| 6月3日   | 1112 | ぶよの一時三年           | しもゆきこ         | 沖島勲         | しもゆきこ   | 大西治子           |
| 6月10日  | 1113 | 夫婦岩                   | 小林治             | 沖島勲         | 古宇田由紀子 | 船越英之           |
| 6月17日  | 1114 | すりと勘兵衛             | 杉井ギサブロー     | 杉井ギサブロー | 安藤ひろみ   | 上口照人           |
| 6月17日  | 1115 | むすめづる               | 馬郡美保子         | 沖島勲         | 馬郡美保子   | 大西治子           |
| 6月24日  | 1116 | 橋のお地蔵さん           | 殿河内勝           | 沖島勲         | 石川山子     | 殿河内勝           |
| 7月1日   | 1117 | 天狗のシカ笛             | こはなわためお     | 沖島勲         | 西村邦子     | 柏木郷子           |
| 7月1日   | 1118 | 七本ひのき               | 三輪孝輝           | 沖島勲         | 三輪孝輝     | 三輪孝輝           |
| 7月8日   | 1119 | 恐山のおどり鬼           | 三善和彦           | 沖島勲         | 安藤ひろみ   | 三善和彦           |
| 7月8日   | 1120 | 岩如来                   | 山田みちしろ       | 沖島勲         | 山口俊和     | 山田みちしろ       |
| 7月15日  | 1121 | 茂吉の猫                 | 辻伸一             | 沖島勲         | 門屋達郎     | 辻伸一             |
| 7月22日  | 1122 | 東光山の笑い男           | 玉井司             | 沖島勲         | 玉井司       | 大西治子           |
| 7月22日  | 1123 | 禅師河童                 | 又野龍也           | 沖島勲         | 青木稔       | 又野龍也           |
| 7月29日  | 1124 | ねずみの伊勢参り         | やすみ哲夫         | 沖島勲         | やすみ哲夫   | 片岡恵美子         |
| 8月5日   | 1125 | 矢柄の笛ふき             | 若林常夫           | 沖島勲         | 門屋達郎     | 若林常夫           |
| 8月5日   | 1126 | アズバタの木             | 阿部幸次           | 沖島勲         | 阿部幸次     | 上口照人           |
| 8月12日  | 1127 | おけ屋とお地蔵さま       | 藤原万秀           | 沖島勲         | 西村邦子     | 藤原万秀           |
| 8月19日  | 1128 | 三道山のキツネ           | フクハラ・ヒロカズ | 沖島勲         | 吉田陽子     | フクハラ・ヒロカズ |
| 8月19日  | 1129 | つらしくらし             | 芝山努             | 沖島勲         | 亀谷三良     | 林桂子             |
| 8月26日  | 1130 | やまんばァ               | 殿河内勝           | 沖島勲         | 青木稔       | 殿河内勝           |
| 9月2日   | 1131 | めぐみの泉               | 森川信英           | 沖島勲         | スタジオ冬馬 | 森川信英           |
| 9月2日   | 1132 | 袖切り化け物             | 若林忠生           | 沖島勲         | 渡辺由美     | 若林忠生           |
| 9月9日   | 1133 | ふろ屋の福の神           | 小原秀一           | 沖島勲         | 渡辺由美     | 小原秀一           |
| 9月16日  | 1134 | 食いしん坊               | こはなわためお     | 沖島勲         | 田中静恵     | 荒木英樹           |
| 9月16日  | 1135 | 浮田の大蛇               | 三輪孝輝           | 沖島勲         | 三輪孝輝     | 三輪孝輝           |
| 9月23日  | 1136 | すりばちをなめた猫       | 白梅進             | 沖島勲         | 内田好之     | 上口照人           |
| 9月30日  | 1137 | 峠のまご六               | 杉井ギサブロー     | 杉井ギサブロー | 西村邦子     | 柏木郷子           |
| 9月30日  | 1138 | 伊豆いこう               | 辻伸一             | 沖島勲         | 青木稔       | 辻伸一             |
| 10月7日  | 1139 | 死神                     | 吉良敬三           | 沖島勲         | 落合由美子   | 木村光宏           |
| 10月7日  | 1140 | 念仏天狗                 | 岩崎治彦           | 沖島勲         | 福井のり子   | 岩崎治彦           |
| 10月14日 | 1141 | 蛇とみみず               | しもゆきこ         | 沖島勲         | しもゆきこ   | 大西治子           |
| 10月21日 | 1142 | 旦願寺の狸和尚           | 又野龍也           | 沖島勲         | 門屋達郎     | 又野龍也           |
| 10月21日 | 1143 | 石の肥やし               | 上口照人           | 沖島勲         | 安藤ひろみ   | 塚田洋子           |
| 10月28日 | 1144 | 山姥と旅役者             | こはなわためお     | 沖島勲         | 安藤ひろみ   | 塚田洋子           |
| 11月4日  | 1145 | ウズラの夫婦             | 山田みちしろ       | 沖島勲         | 千葉秀雄     | 山田みちしろ       |
| 11月4日  | 1146 | 浄蓮の滝の女郎ぐも       | 若林常夫           | 沖島勲         | 門屋達郎     | 若林常夫           |
| 11月11日 | 1147 | 一里島                   | 青野昌             | 沖島勲         | 渡辺由美     | 吉田利喜           |
| 11月18日 | 1148 | ぞろりんがったん         | フクハラ・ヒロカズ | 沖島勲         | 田中静恵     | フクハラ・ヒロカズ |
| 11月18日 | 1149 | 加茂湖の主               | 小林治             | 沖島勲         | 千葉秀雄     | 亜細亜堂           |
| 11月25日 | 1150 | 天から食い物             | 又野龍也           | 沖島勲         | 門屋達郎     | 又野龍也           |
| 12月2日  | 1151 | サルと池                 | 森川信英           | 沖島勲         | 西村邦子     | 森川信英           |
| 12月2日  | 1152 | 十勝岳の山男             | 芝山努             | 沖島勲         | 亀谷三良     | 須田裕美子         |
| 12月9日  | 1153 | 鬼の手がた岩             | 小原秀一           | 沖島勲         | 田中静恵     | 小原秀一           |
| 12月16日 | 1154 | どうもこうも             | 白梅進             | 沖島勲         | 青木稔       | 白梅進             |
| 12月16日 | 1155 | 夜中のおとむらい         | 三善和彦           | 沖島勲         | 三善和彦     | 三善和彦           |
| 12月23日 | 1156 | こやしの息               | 若林常夫           | 沖島勲         | 門屋達郎     | 若林常夫           |

| 放送日   | 話数 | サブタイトル           | 演出               | 文芸           | 美術         | 作画               |
| -------- | ---- | ---------------------- | ------------------ | -------------- | ------------ | ------------------ |
| 1月2日   | 1157 | いばった雄鶏           | しもゆきこ         | 沖島勲         | しもゆきこ   | 大西治子           |
| 1月2日   | 1158 | 八百比丘尼             | 河内日出夫         | 沖島勲         | 古宇田由紀子 | 林桂子             |
| 1月6日   | 1159 | 桃太郎                 | こはなわためお     | 沖島勲         | 西村邦子     | 柏木郷子           |
| 1月6日   | 1160 | 火の神の火玉           | 辻伸一             | 沖島勲         | 安藤ひろみ   | 辻伸一             |
| 1月13日  | 1161 | ふぐとひらめ           | 三輪孝輝           | 沖島勲         | 三輪孝輝     | 三輪孝輝           |
| 1月20日  | 1162 | 分福茶釜               | 又野龍也           | 沖島勲         | 門屋達郎     | 又野龍也           |
| 1月20日  | 1163 | 雪の夜ばなし           | 小林治             | 沖島勲         | 千葉秀雄     | 亜細亜堂           |
| 1月27日  | 1164 | 万年寺のつり鐘         | こはなわためお     | 沖島勲         | 福井のり子   | 塚田洋子           |
| 2月3日   | 1165 | 三枚のお札             | 杉井ギサブロー     | 杉井ギサブロー | 青木稔       | 上口照人           |
| 2月3日   | 1166 | 赤子坂                 | 阿部幸次           | 沖島勲         | 阿部幸次     | 上口照人           |
| 2月10日  | 1167 | 鬼の角                 | 前田康成           | 沖島勲         | 前田康成     | 前田康成           |
| 2月17日  | 1168 | さるかに合戦           | 芝山努             | 沖島勲         | 門野真理子   | 海谷敏久           |
| 2月17日  | 1169 | 切られ地蔵             | 若林常夫           | 沖島勲         | 小出英男     | 若林常夫           |
| 2月24日  | 1170 | 椎の木のうろ           | 辻伸一             | 沖島勲         | 阿部幸次     | 辻伸一             |
| 3月3日   | 1171 | 花咲か爺さん           | 森川信英           | 沖島勲         | 安藤ひろみ   | 森川信英           |
| 3月3日   | 1172 | のた坊主               | 藤原万秀           | 沖島勲         | 渡辺由美     | 藤原万秀           |
| 3月10日  | 1173 | 土間か座敷か米俵       | 山田みちしろ       | 沖島勲         | 門野真理子   | 山田みちしろ       |
| 3月17日  | 1174 | 浦島太郎               | 小林治             | 沖島勲         | 千葉秀雄     | 朝倉隆             |
| 3月17日  | 1175 | 鳥の海の開拓           | 玉井司             | 沖島勲         | 玉井司       | 大西治子           |
| 3月24日  | 1176 | 筆捨ての松             | 三輪孝輝           | 沖島勲         | 安藤ひろみ   | 吉田利喜           |
| 3月31日  | 1177 | 天の橋立               | 辻伸一             | 沖島勲         | 西村邦子     | 辻伸一             |
| 3月31日  | 1178 | 峠のかしの木           | 大竹伸一           | 沖島勲         | 田中静恵     | 大竹伸一           |
| 4月14日  | 1179 | おむすびころりん       | フクハラ・ヒロカズ | 沖島勲         | 阿部幸次     | フクハラ・ヒロカズ |
| 4月14日  | 1180 | んばろんの話           | 前田康成           | 沖島勲         | 前田康成     | 前田康成           |
| 4月21日  | 1181 | エンコのお侍           | 三善和彦           | 沖島勲         | 渡辺由美     | 小堤一明           |
| 4月28日  | 1182 | 上り岩                 | こはなわためお     | 沖島勲         | 門屋達郎     | 前田実             |
| 4月28日  | 1183 | 子守きつね             | 若林常夫           | 沖島勲         | 安藤ひろみ   | 朝倉隆             |
| 5月5日   | 1184 | 金太郎                 | 三輪孝輝           | 沖島勲         | 三輪孝輝     | 三輪孝輝           |
| 5月12日  | 1185 | ナマズの使い           | 岩崎治彦           | 沖島勲         | 阿部幸次     | 岩崎治彦           |
| 5月12日  | 1186 | 五郎右衛門の猫         | 若林忠生           | 沖島勲         | 門屋達郎     | 久保田彰三         |
| 5月19日  | 1187 | 蛙の子は蛙             | 大竹伸一           | 沖島勲         | 大竹伸一     | 大竹伸一           |
| 5月26日  | 1188 | チン念とボク念         | やすみ哲夫         | 沖島勲         | 古宇田由紀子 | 古宇田文男         |
| 5月26日  | 1189 | 産女の幽霊             | 又野龍也           | 沖島勲         | 青木稔       | 又野龍也           |
| 6月2日   | 1190 | 舌切り雀               | 児玉喬夫           | 沖島勲         | 渡辺由美     | 上口照人           |
| 6月9日   | 1191 | 餅ばばあ               | こはなわためお     | 沖島勲         | 田中静恵     | 柏木郷子           |
| 6月9日   | 1192 | 山姫                   | 河内日出夫         | 沖島勲         | 小倉宏昌     | 河内日出夫         |
| 6月16日  | 1193 | かわやの神さま         | 小原秀一           | 沖島勲         | 福井のり子   | 小原秀一           |
| 6月23日  | 1194 | 狼と狐                 | 塚田洋子           | 沖島勲         | 西村邦子     | 塚田洋子           |
| 6月23日  | 1195 | なばの泣きぜき         | 小林治             | 沖島勲         | 千葉秀雄     | 藤森雅也           |
| 6月30日  | 1196 | 汗かき地蔵さま         | 又野龍也           | 沖島勲         | 門屋達郎     | 又野龍也           |
| 7月7日   | 1197 | 七夕さま               | 辻伸一             | 沖島勲         | 安藤ひろみ   | 辻伸一             |
| 7月7日   | 1198 | 清滝山の赤ぼうれ       | 江口摩吏介         | 沖島勲         | 青木稔       | 江口摩吏介         |
| 7月14日  | 1199 | 子供の好きな神様       | 前田こうせい       | 沖島勲         | 前田こうせい | 前田こうせい       |
| 7月21日  | 1200 | 五郎のおきあがり小法師 | 出崎統             | 沖島勲         | くーや       | くーや             |
| 7月21日  | 1201 | 水の種徳利             | 白梅進             | 沖島勲         | 渡辺由美     | 白梅進             |
| 7月28日  | 1202 | 夕顔婿                 | 若林常夫           | 沖島勲         | 福井のり子   | 若林常夫           |
| 8月4日   | 1203 | 塩ふきうす             | 前田こうせい       | 沖島勲         | 阿部幸次     | 前田こうせい       |
| 8月4日   | 1204 | 親子星                 | しもゆきこ         | 沖島勲         | しもゆきこ   | 大西治子           |
| 8月11日  | 1205 | 幽霊飴                 | 三輪孝輝           | 沖島勲         | 三輪孝輝     | 三輪孝輝           |
| 8月18日  | 1206 | なまけもんの馬         | 山田みちしろ       | 沖島勲         | 海老原一男   | 山田みちしろ       |
| 8月18日  | 1207 | ごんぞう虫             | 三善和彦           | 沖島勲         | 三善和彦     | 三善和彦           |
| 8月25日  | 1208 | 徳善淵の大ナマズ       | こはなわためお     | 沖島勲         | 西村邦子     | 遊佐和重           |
| 9月1日   | 1209 | 一寸法師               | 若林常夫           | 沖島勲         | 青木稔       | 若林常夫           |
| 9月1日   | 1210 | 犬娘                   | 芝山努             | 沖島勲         | 石橋修一     | 玉川真人           |
| 9月8日   | 1211 | ほらふき和尚           | 小原秀一           | 沖島勲         | 松岡聡       | 小原秀一           |
| 9月15日  | 1212 | 山ぶしとたんじゃく棒   | フクハラ・ヒロカズ | 沖島勲         | 西村邦子     | フクハラ・ヒロカズ |
| 9月15日  | 1213 | 日金山奇縁             | 阿部幸次           | 沖島勲         | 阿部幸次     | 細谷秋夫           |
| 9月22日  | 1214 | 上半分下半分           | 森川信英           | 沖島勲         | 門屋達郎     | 森川信英           |
| 10月6日  | 1215 | はなたれ小僧さま       | しもゆきこ         | 沖島勲         | しもゆきこ   | 大西治子           |
| 10月6日  | 1216 | 死人とめおと           | 又野龍也           | 沖島勲         | 青木稔       | 又野龍也           |
| 10月13日 | 1217 | 愛宕さんの火縄         | 上口照人           | 沖島勲         | 門屋達郎     | 江口摩吏介         |
| 10月20日 | 1218 | のんべえの頭の柿の木   | 辻伸一             | 沖島勲         | 西村邦子     | 辻伸一             |
| 10月20日 | 1219 | 峠の山犬               | 大竹伸一           | 沖島勲         | 松岡聡       | 大竹伸一           |
| 10月27日 | 1220 | イモほり藤五郎         | 小堤一明           | 沖島勲         | 松岡聡       | 小堤一明           |
| 11月3日  | 1221 | 猿地蔵                 | こはなわためお     | 沖島勲         | 渡辺由美     | 柏木郷子           |
| 11月3日  | 1222 | 蟹淵                   | 山田みちしろ       | 沖島勲         | 海老沢一男   | 山田みちしろ       |
| 11月10日 | 1223 | 七色の橋               | 玉井司             | 沖島勲         | 玉井司       | 上口照人           |
| 11月17日 | 1224 | めどなしの夜           | 吉良敬三           | 沖島勲         | 落合由美子   | スリー・ディ       |
| 11月17日 | 1225 | 貧乏神と小判           | 小林治             | 沖島勲         | 千葉秀雄     | 小林治             |
| 11月24日 | 1226 | たいしこ団子           | 三輪孝輝           | 沖島勲         | 安藤ひろみ   | 三輪孝輝           |
| 12月15日 | 1227 | 婆さまとキツネ         | 若林常夫           | 沖島勲         | 門屋達郎     | 若林常夫           |
| 12月15日 | 1228 | 綿帽子かぶった姥       | 芝山努             | 沖島勲         | 門野真理子   | 林桂子             |
| 12月22日 | 1229 | 大年の客               | 児玉喬夫           | 沖島勲         | 阿部幸次     | 上口照人           |

| 放送日   | 話数 | サブタイトル           | 演出               | 文芸   | 美術         | 作画               |
| -------- | ---- | ---------------------- | ------------------ | ------ | ------------ | ------------------ |
| 1月2日   | 1230 | 猫とねずみ             | 高橋信也           | 沖島勲 | 松岡聡       | 高橋信也           |
| 1月2日   | 1231 | 死んだ爺やん           | 青木久利           | 沖島勲 | 田中静恵     | 青木久利           |
| 1月5日   | 1232 | 木仏長者               | 小原秀一           | 沖島勲 | 安藤ひろみ   | 小原秀一           |
| 1月5日   | 1233 | 三段御作               | 辻伸一             | 沖島勲 | なかちか東   | 辻伸一             |
| 1月12日  | 1234 | 酒を買いに来た河童     | 前田こうせい       | 沖島勲 | 前田こうせい | 前田こうせい       |
| 1月19日  | 1235 | 怠け亭主にガミガミ女房 | こはなわためお     | 沖島勲 | 門屋達郎     | 塚田洋子           |
| 1月19日  | 1236 | 赤猫                   | 小林治             | 沖島勲 | 千葉秀雄     | 細谷秋夫           |
| 1月26日  | 1237 | 姥皮                   | フクハラ・ヒロカズ | 沖島勲 | 安藤ひろみ   | フクハラ・ヒロカズ |
| 2月2日   | 1238 | 雪女                   | 阿部幸次           | 沖島勲 | 阿部幸次     | 上口照人           |
| 2月2日   | 1239 | むりどん               | 河内日出夫         | 沖島勲 | 千葉秀雄     | 河内日出夫         |
| 2月9日   | 1240 | さば売りと山うば       | 三善和彦           | 沖島勲 | 三善和彦     | 朝倉隆             |
| 2月16日  | 1241 | 猫の恩返し             | 白梅進             | 沖島勲 | 門屋達郎     | 白梅進             |
| 2月16日  | 1242 | チロリン橋             | 又野龍也           | 沖島勲 | 青木稔       | 又野龍也           |
| 2月23日  | 1243 | 瓶に頭                 | 若林忠生           | 沖島勲 | 渡辺由美     | 若林忠生           |
| 3月2日   | 1244 | うぐいす長者           | 前田こうせい       | 沖島勲 | 門屋達郎     | 前田こうせい       |
| 3月2日   | 1245 | 七ツ山                 | 三輪孝輝           | 沖島勲 | 三輪孝輝     | 三輪孝輝           |
| 3月9日   | 1246 | すずめ酒屋             | 岩崎治彦           | 沖島勲 | 西村邦子     | 岩崎治彦           |
| 3月16日  | 1247 | 旅小僧                 | こはなわためお     | 沖島勲 | 田中静恵     | 柏木郷子           |
| 3月16日  | 1248 | からすの長さん         | 高橋良輔           | 沖島勲 | 古宇田由紀子 | 倉橋達治           |
| 3月23日  | 1249 | 肩掛地蔵さま           | 森川信英           | 沖島勲 | 青木稔       | 森川信英           |
| 3月30日  | 1250 | ドジョウ取り爺さん     | 若林常夫           | 沖島勲 | 小出英男     | 新田敏夫           |
| 3月30日  | 1251 | 魔神の刀かじ           | 小林治             | 沖島勲 | 千葉秀雄     | 山崎隆             |
| 4月13日  | 1252 | カチカチ山             | 児玉喬夫           | 沖島勲 | 児玉喬夫     | 上口照人           |
| 4月13日  | 1253 | せいずのたいら         | しもゆきこ         | 沖島勲 | しもゆきこ   | 大西治子           |
| 4月20日  | 1254 | 赤鬼からもらった力     | 出崎統             | 沖島勲 | 西村邦子     | くーや             |
| 4月27日  | 1255 | かわらけ売り           | こはなわためお     | 沖島勲 | 福井のり子   | 朝倉隆             |
| 4月27日  | 1256 | 狼ばしご               | 前田こうせい       | 沖島勲 | なかちか東   | 前田こうせい       |
| 5月4日   | 1257 | くわず女房             | 三輪孝輝           | 沖島勲 | 三輪孝輝     | 三輪孝輝           |
| 5月11日  | 1258 | はなとり地蔵           | 森川信英           | 沖島勲 | 門屋達郎     | 森川信英           |
| 5月11日  | 1259 | サルの生き肝           | 青木久利           | 沖島勲 | 安藤ひろみ   | 青木久利           |
| 5月18日  | 1260 | 小倉のカワズ           | 若林常夫           | 沖島勲 | 若林常夫     | 若林常夫           |
| 5月25日  | 1261 | とけてしもうて蕎麦団子 | フクハラ・ヒロカズ | 沖島勲 | 小出英男     | フクハラ・ヒロカズ |
| 5月25日  | 1262 | テンジと山番           | 細谷秋夫           | 沖島勲 | なかちか東   | 細谷秋夫           |
| 6月1日   | 1263 | おいてけ堀             | 前田こうせい       | 沖島勲 | 門屋達郎     | 前田こうせい       |
| 6月8日   | 1264 | 沖の海坊主             | こはなわためお     | 沖島勲 | 田中静恵     | 朝倉隆             |
| 6月8日   | 1265 | 阿古耶の松             | 阿部幸次           | 沖島勲 | 阿部幸次     | 上口照人           |
| 6月15日  | 1266 | 雀ひょうたん           | 又野龍也           | 沖島勲 | 西村邦子     | 又野龍也           |
| 6月22日  | 1267 | かぶろ様と天狗         | 細谷秋夫           | 沖島勲 | 阿部幸次     | 細谷秋夫           |
| 6月22日  | 1268 | 高坂ぎつね             | 山田みちしろ       | 沖島勲 | 千葉秀雄     | 山田みちしろ       |
| 6月29日  | 1269 | 田べそ                 | 三輪孝輝           | 沖島勲 | 三輪孝輝     | 三輪孝輝           |
| 7月6日   | 1270 | みそ買い橋             | 芝山努             | 沖島勲 | 千葉秀雄     | 海谷敏久           |
| 7月6日   | 1271 | 人形峠                 | 塚田洋子           | 沖島勲 | 安藤ひろみ   | 塚田洋子           |
| 7月13日  | 1272 | 茗荷と女房             | こはなわためお     | 沖島勲 | 福井のり子   | 大島利恵           |
| 7月20日  | 1273 | ヒバリのぞうり         | 江口摩吏介         | 沖島勲 | 門屋達郎     | 江口摩吏介         |
| 7月20日  | 1274 | 江の島弁天             | 若林忠生           | 沖島勲 | なかちか東   | 久保田彰三         |
| 7月27日  | 1275 | ねずみ石               | 岩崎治彦           | 沖島勲 | 小出英男     | 岩崎治彦           |
| 8月3日   | 1276 | だんだらぼっち         | こはなわためお     | 沖島勲 | 安藤ひろみ   | 大島利恵           |
| 8月3日   | 1277 | るすが岩               | 小林治             | 沖島勲 | 千葉秀雄     | 柳田義明           |
| 8月10日  | 1278 | 鰻沢                   | 白梅進             | 沖島勲 | 阿部幸次     | 朝倉隆             |
| 8月17日  | 1279 | 市右衛門と河童         | 高橋良輔           | 沖島勲 | 西田稔       | 金海由美子         |
| 8月17日  | 1280 | テンの神と女神         | 馬郡美保子         | 沖島勲 | 馬郡美保子   | そらのはるか       |
| 8月24日  | 1281 | カレイとヒラメ         | やすみ哲夫         | 沖島勲 | 古宇田由紀子 | 古宇田文男         |
| 8月31日  | 1282 | 宮島さんの小石         | 若林常夫           | 沖島勲 | 小出英男     | 若林常夫           |
| 8月31日  | 1283 | 三本枝のかみそり狐     | 小原秀一           | 沖島勲 | 小原秀一     | 小原秀一           |
| 9月7日   | 1284 | ノミとシラミの京参り   | しもゆきこ         | 沖島勲 | しもゆきこ   | 大西治子           |
| 9月14日  | 1285 | うばすて山             | 上口照人           | 沖島勲 | 小出英男     | 上口照人           |
| 9月14日  | 1286 | 九重の楓               | 若林常夫           | 沖島勲 | 青木稔       | 若林常夫           |
| 9月21日  | 1287 | 絵ねことねずみ         | 前田こうせい       | 沖島勲 | 前田こうせい | 前田こうせい       |
| 9月28日  | 1288 | 鼻きき源助             | こはなわためお     | 沖島勲 | 福井のり子   | 柏木郷子           |
| 9月28日  | 1289 | 笛吹沼と蛇喰見         | 小林治             | 沖島勲 | 黒田聡       | 市来剛             |
| 10月12日 | 1290 | 養老の滝               | フクハラ・ヒロカズ | 沖島勲 | 門屋達郎     | フクハラ・ヒロカズ |
| 10月12日 | 1291 | きつねの恩返し         | 細谷秋夫           | 沖島勲 | なかちか東   | 細谷秋夫           |
| 10月19日 | 1292 | 笠羅漢                 | 白梅進             | 沖島勲 | 本間薫       | 白梅進             |
| 10月26日 | 1293 | 猪と月                 | 森川信英           | 沖島勲 | 安藤ひろみ   | 森川信英           |
| 10月26日 | 1294 | おしのと火童子         | しもゆきこ         | 沖島勲 | しもゆきこ   | 大西治子           |
| 11月2日  | 1295 | 宝しゃもじ             | 児玉喬夫           | 沖島勲 | 児玉喬夫     | 江口摩吏介         |
| 11月2日  | 1296 | 蟹淵の化け蟹           | 芝山努             | 沖島勲 | 亀谷三良     | 佐野哲郎           |
| 11月9日  | 1297 | むじな和尚             | こはなわためお     | 沖島勲 | 西村邦子     | 小田利明           |
| 11月9日  | 1298 | かしき長者             | 前田こうせい       | 沖島勲 | 前田こうせい | 前田こうせい       |
| 11月16日 | 1299 | すもう小天狗           | 原田益次           | 沖島勲 | 渡辺由美     | 野村誠司           |
| 11月16日 | 1300 | 対馬の赤牛             | 三輪孝輝           | 沖島勲 | 三輪孝輝     | 三輪孝輝           |
| 11月23日 | 1301 | 仲よしの妙薬           | 三善和彦           | 沖島勲 | 三善和彦     | 三善和彦           |
| 11月23日 | 1302 | 赤城と日光の戦い       | 玉井司             | 沖島勲 | 玉井司       | 大西治子           |
| 11月30日 | 1303 | 鼻ののびる筆           | 細谷秋夫           | 沖島勲 | 門屋達郎     | 細谷秋夫           |
| 11月30日 | 1304 | 長者が森               | 青木久利           | 沖島勲 | 安藤ひろみ   | 青木久利           |
| 12月7日  | 1305 | きつね女房             | 芝山努             | 沖島勲 | 千葉秀雄     | 小岩正美           |
| 12月14日 | 1306 | 南風と北風             | 児玉喬夫           | 沖島勲 | 渡辺由美     | 野村誠司           |
| 12月14日 | 1307 | 主人も猫も鶏も同じ年   | 小熊公晴           | 沖島勲 | 下道一範     | 朝倉隆             |
| 12月21日 | 1308 | 片羽千里               | こはなわためお     | 沖島勲 | 安藤ひろみ   | 古宇田文男         |
| 12月21日 | 1309 | おおかみ長者           | 小林治             | 沖島勲 | 荒井和浩     | 海谷敏久           |

| 放送日   | 話数 | サブタイトル         | 演出               | 文芸   | 美術         | 作画               |
| -------- | ---- | -------------------- | ------------------ | ------ | ------------ | ------------------ |
| 1月11日  | 1310 | おいだせ貧乏神       | 若林常夫           | 沖島勲 | なかちか東   | 若林常夫           |
| 1月18日  | 1311 | かっぱのかめ         | 白梅進             | 沖島勲 | 小出英男     | 高橋信也           |
| 1月25日  | 1312 | 雪女郎の涙           | 三輪孝輝           | 沖島勲 | 三輪孝輝     | 三輪孝輝           |
| 2月8日   | 1313 | くせえと狐           | 原田益次           | 沖島勲 | 安藤ひろみ   | 柏木郷子           |
| 2月15日  | 1314 | 笹無山               | 小林三男           | 沖島勲 | 阿部幸次     | 上口照人           |
| 2月22日  | 1315 | 寝太郎ものがたり     | しもゆきこ         | 沖島勲 | しもゆきこ   | 今村春美           |
| 2月29日  | 1316 | 天狗杉のたたり       | 若林常夫           | 沖島勲 | 田中静恵     | 若林常夫           |
| 3月7日   | 1317 | 茶つぼ               | 小林治             | 沖島勲 | 千葉秀雄     | 原博               |
| 3月14日  | 1318 | 魚籃の観音           | 前田こうせい       | 沖島勲 | 前田こうせい | 前田こうせい       |
| 3月21日  | 1319 | ねこ岳の怪           | 又野龍也           | 沖島勲 | 青木稔       | 又野龍也           |
| 3月28日  | 1320 | 力もち六兵衛         | 森川信英           | 沖島勲 | 門屋達郎     | 森川信英           |
| 3月28日  | 1321 | まよい家             | 阿部幸次           | 沖島勲 | 阿部幸次     | 上口照人           |
| 4月11日  | 1322 | クジラとイノシシ     | 三輪孝輝           | 沖島勲 | 三輪孝輝     | 三輪孝輝           |
| 4月11日  | 1323 | 蜘蛛の綾織           | 若林忠生           | 沖島勲 | 門屋達郎     | 若林忠生           |
| 4月18日  | 1324 | ゴマまんじゅう       | こはなわためお     | 沖島勲 | なかちか東   | 坂本英明           |
| 4月25日  | 1325 | 豆ン蜂長者           | 前田こうせい       | 沖島勲 | 前田こうせい | 前田こうせい       |
| 4月25日  | 1326 | 真菰が池のおしどり   | あがわさち         | 沖島勲 | 阿部幸次     | 上口照人           |
| 5月2日   | 1327 | 人間無情             | 細谷秋夫           | 沖島勲 | 小出英男     | 細谷秋夫           |
| 5月9日   | 1328 | 千貫目太郎           | 児玉喬夫           | 沖島勲 | 児玉喬夫     | 高橋信也           |
| 5月9日   | 1329 | 海女と大あわび       | 小林治             | 沖島勲 | 千葉秀雄     | 原博               |
| 5月16日  | 1330 | お坊さんとタコ       | 若林常夫           | 沖島勲 | 門屋達郎     | 若林常夫           |
| 5月23日  | 1331 | 伊右衛門だぬき       | フクハラ・ヒロカズ | 沖島勲 | 福井のり子   | フクハラ・ヒロカズ |
| 5月23日  | 1332 | よきとぎ地蔵         | 小熊公晴           | 沖島勲 | 阿部幸次     | 新田敏夫           |
| 5月30日  | 1333 | 山んばの錦           | こはなわためお     | 沖島勲 | 下道一範     | こはなわためお     |
| 6月6日   | 1334 | 飛ぶ鳥喜八           | 青野昌             | 沖島勲 | 小出英男     | 大西治子           |
| 6月6日   | 1335 | 播磨のめっかい       | 白梅進             | 沖島勲 | 白梅進       | 白梅進             |
| 6月13日  | 1336 | さかなの神様         | しもゆきこ         | 沖島勲 | しもゆきこ   | 今村春美           |
| 6月20日  | 1337 | 粉ひき臼の神         | こはなわためお     | 沖島勲 | 門屋達郎     | 柏木郷子           |
| 6月20日  | 1338 | 子を呼ぶフア鳥       | 前田真宏           | 沖島勲 | 門屋達郎     | 前田真宏           |
| 6月27日  | 1339 | 初成りのウリ         | 細谷秋夫           | 沖島勲 | 島峰一彰     | 細谷秋夫           |
| 7月4日   | 1340 | 月夜の果報者         | 三善和彦           | 沖島勲 | 三善和彦     | 三善和彦           |
| 7月4日   | 1341 | 波よけ観音           | 前田こうせい       | 沖島勲 | 前田こうせい | 前田こうせい       |
| 7月11日  | 1342 | 大蔵と天狗どん       | 青木久利           | 沖島勲 | 小出英男     | 青木久利           |
| 7月18日  | 1343 | 鏡騒動               | 高橋良輔           | 沖島勲 | 西田稔       | 秋穂範子           |
| 7月18日  | 1344 | 出流原弁天池         | 若林忠生           | 沖島勲 | 吉崎正樹     | 久保田彰三         |
| 7月25日  | 1345 | 鬼怒沼の機織姫       | 小林治             | 沖島勲 | 千葉秀雄     | 大森幸夫           |
| 8月1日   | 1346 | 小豆とぎとぎ         | こはなわためお     | 沖島勲 | 青木稔       | 柏木郷子           |
| 8月1日   | 1347 | 墓場の犬             | 三輪孝輝           | 沖島勲 | 三輪孝輝     | 三輪孝輝           |
| 8月8日   | 1348 | 善右衛門と人魂       | 辻伸一             | 沖島勲 | 西村邦子     | 辻伸一             |
| 8月15日  | 1349 | 密僧坊               | フクハラ・ヒロカズ | 沖島勲 | 田中静恵     | フクハラ・ヒロカズ |
| 8月15日  | 1350 | 女郎ぐもの話         | 前田こうせい       | 沖島勲 | 前田こうせい | 前田こうせい       |
| 8月22日  | 1351 | 宝のおお釜           | やすみ哲夫         | 沖島勲 | やすみ哲夫   | 片岡恵美子         |
| 8月29日  | 1352 | 人まねじいさん       | こはなわためお     | 沖島勲 | 安藤ひろみ   | 大島利恵           |
| 8月29日  | 1353 | ねがいの戒名         | 原田益次           | 沖島勲 | 青木稔       | 後藤孝宏           |
| 9月5日   | 1354 | 鈴と観音様           | 若林常夫           | 沖島勲 | 門屋達郎     | 若林常夫           |
| 9月12日  | 1355 | どじょうの嫁さがし   | 森川信英           | 沖島勲 | 小出英男     | 森川信英           |
| 9月12日  | 1356 | 神社の絵馬           | 河内日出夫         | 沖島勲 | 板倉佐賀子   | 遠藤靖裕           |
| 9月19日  | 1357 | 橋立小女郎           | 小林治             | 沖島勲 | 千葉秀雄     | 大森幸夫           |
| 9月26日  | 1358 | 犬と猫と狼           | 小原秀一           | 沖島勲 | 安藤ひろみ   | 小原秀一           |
| 9月26日  | 1359 | もの言わぬお菊       | あがわさち         | 沖島勲 | 阿部幸次     | 上口照人           |
| 10月17日 | 1360 | 天の神と竜宮の神     | 小林三男           | 沖島勲 | 青木稔       | 上口照人           |
| 10月17日 | 1361 | 池月                 | 芝山努             | 沖島勲 | 千葉秀雄     | 藤森雅也           |
| 10月24日 | 1362 | 種なしの柿           | 白梅進             | 沖島勲 | 安藤ひろみ   | 白梅進             |
| 10月31日 | 1363 | 馬方と弁天さま       | こはなわためお     | 沖島勲 | 田中静恵     | こはなわためお     |
| 10月31日 | 1364 | 栗の木坂のきつね     | 三善和彦           | 沖島勲 | 小出英男     | 大島利恵           |
| 11月7日  | 1365 | ぼたもちとだいこん   | しもゆきこ         | 沖島勲 | しもゆきこ   | 大西治子           |
| 11月21日 | 1366 | お化けしめじ         | 前田こうせい       | 沖島勲 | 門屋達郎     | 前田こうせい       |
| 11月21日 | 1367 | 蛇の仲だち           | 辻伸一             | 沖島勲 | 山崎弥生     | 辻伸一             |
| 11月28日 | 1368 | かっぱにもらった宝物 | 玉井司             | 沖島勲 | 玉井司       | 大西治子           |
| 12月5日  | 1369 | 人まねダヌキ         | 若林常夫           | 沖島勲 | 吉崎正樹     | 坂本英明           |
| 12月12日 | 1370 | 戸板かつぎ           | 白梅進             | 沖島勲 | 田中静恵     | 坂本英明           |
| 12月12日 | 1371 | 赤うで               | 三輪孝輝           | 沖島勲 | 西村邦子     | 三輪孝輝           |
| 12月19日 | 1372 | 泣いたびんぼう神     | 三輪孝輝           | 沖島勲 | 伊藤攻洋     | 三輪孝輝           |

| 放送日   | 話数 | サブタイトル             | 演出               | 文芸 （脚本）         | 美術         | 作画               |
| -------- | ---- | ------------------------ | ------------------ | --------------------- | ------------ | ------------------ |
| 1月9日   | 1373 | 世間知らずの伊勢参り     | 小原秀一           | 沖島勲                | 安藤ひろみ   | 小原秀一           |
| 1月9日   | 1374 | 化けくらべ               | あがわさち         | 沖島勲                | 阿部幸次     | 上口照人           |
| 1月16日  | 1375 | たわしの神さま           | こはなわためお     | 沖島勲                | 安藤ひろみ   | 柏木郷子           |
| 1月23日  | 1376 | ねこのて                 | 若林常夫           | 沖島勲                | 門屋達郎     | 若林常夫           |
| 1月23日  | 1377 | くっついた欲の皮         | 前田こうせい       | 沖島勲                | 前田こうせい | 前田こうせい       |
| 1月30日  | 1378 | 鼻高つづみ               | 小林治             | 沖島勲                | 千葉秀雄     | 関根昌之           |
| 2月6日   | 1379 | だほ者                   | こはなわためお     | 沖島勲                | 田中静恵     | 栗原玲子           |
| 2月6日   | 1380 | いたずら狐のぺちゃんこ鼻 | 辻伸一             | 沖島勲                | 西村邦子     | 辻伸一             |
| 2月13日  | 1381 | しおうり石               | 若林忠生           | 沖島勲                | 吉崎正樹     | 若林忠生           |
| 2月20日  | 1382 | カサ売りお花             | 前田こうせい       | 沖島勲                | 前田こうせい | 前田こうせい       |
| 2月20日  | 1383 | 木ぼりのニワトリ         | あがわさち         | 沖島勲                | 阿部幸次     | 坂本英明           |
| 2月27日  | 1384 | ドンドケ池の竜           | 玉井司             | 沖島勲                | 玉井司       | 上口照人           |
| 3月6日   | 1385 | 暗闇から牛               | 芝山努             | 沖島勲                | 千葉秀雄     | 柳田義明           |
| 3月6日   | 1386 | 豊吉とアオ               | 細谷秋夫           | 沖島勲                | 門屋達郎     | 細谷秋夫           |
| 3月13日  | 1387 | はたらく赤鬼             | こはなわためお     | 沖島勲                | 門屋達郎     | こはなわためお     |
| 3月20日  | 1388 | 犬切り不動               | 三輪孝輝           | 西川つかさ            | 三輪孝輝     | 三輪孝輝           |
| 3月20日  | 1389 | 嫁さんのみやげ           | フクハラ・ヒロカズ | 沖島勲                | 小出英男     | フクハラ・ヒロカズ |
| 3月27日  | 1390 | 虹の渡し舟               | しもゆきこ         | 沖島勲                | しもゆきこ   | 大西治子           |
| 4月17日  | 1391 | 雁と亀                   | 小林治             | 沖島勲                | 千葉秀雄     | 須田裕美子         |
| 4月17日  | 1392 | 島をはこんだ黒鬼         | 古宇田文男         | 沖島勲 （平柳益実）   | 安藤ひろみ   | 古宇田文男         |
| 4月24日  | 1393 | あまんじゃくの星とり     | 児玉喬夫           | 沖島勲                | 阿部幸次     | 坂本英明           |
| 5月1日   | 1394 | タニシ                   | 前田こうせい       | 沖島勲                | 門屋達郎     | 前田こうせい       |
| 5月1日   | 1395 | 牛と遊んだ子狐           | 大竹伸一           | 沖島勲                | 西村邦子     | 大竹伸一           |
| 5月8日   | 1396 | ばけものさわぎ           | 森川信英           | 沖島勲                | 古宮陽子     | 森川信英           |
| 5月15日  | 1397 | ドボンガボン             | 若林常夫           | 沖島勲                | 小出英男     | 若林常夫           |
| 5月15日  | 1398 | カワランベー             | 辻伸一             | 沖島勲                | 阿部幸次     | 辻伸一             |
| 5月22日  | 1399 | ほていさん               | こはなわためお     | 沖島勲                | 小出英男     | 大島利恵           |
| 5月29日  | 1400 | かっと石                 | 小林三男           | 沖島勲 （西川つかさ） | 青木稔       | 朝倉隆             |
| 5月29日  | 1401 | 言うなの地蔵             | 高橋良輔           | 沖島勲                | 西田稔       | 金海由美子         |
| 6月12日  | 1402 | ねずみの嫁               | 前田こうせい       | 沖島勲                | 青木稔       | 前田こうせい       |
| 6月19日  | 1403 | 山んばのひょうたん       | しもゆきこ         | 沖島勲                | しもゆきこ   | 上口照人           |
| 6月19日  | 1404 | 欲はこかれん             | 青木久利           | 沖島勲                | 島峰一彰     | 青木久利           |
| 6月26日  | 1405 | トンビになる             | 三輪孝輝           | 沖島勲                | 三輪孝輝     | 三輪孝輝           |
| 7月3日   | 1406 | 地蔵さまと鬼             | フクハラ・ヒロカズ | 沖島勲                | 古宮陽子     | フクハラ・ヒロカズ |
| 7月3日   | 1407 | よこね峠の古狸           | 小熊公晴           | 沖島勲                | 安藤ひろみ   | 大西治子           |
| 7月10日  | 1408 | 鬼婆の仲人               | 白梅進             | 沖島勲                | 門屋達郎     | 白梅進             |
| 7月17日  | 1409 | スズメとツバメ           | 細谷秋夫           | 沖島勲                | 小出英男     | 細谷秋夫           |
| 7月17日  | 1410 | 道しるべの松             | 玉川真人           | 沖島勲 （平柳益実）   | 板倉佐賀子   | 中村裕之           |
| 7月31日  | 1411 | くさがくしのうど         | 川元康史           | 沖島勲                | 吉崎正樹     | 坂本英明           |
| 7月31日  | 1412 | 鼻たらし地蔵             | 辻伸一             | 沖島勲                | 西村邦子     | 辻伸一             |
| 8月7日   | 1413 | 小さな猟犬               | 吉田利喜           | 沖島勲                | 安藤ひろみ   | 吉田利喜           |
| 8月14日  | 1414 | 江戸ン父っつあん         | 前田こうせい       | 沖島勲                | 松岡聡       | 前田こうせい       |
| 8月14日  | 1415 | 竹やぶから化けもの       | 木村哲             | 沖島勲 （平柳益実）   | 古宮陽子     | 数井浩子           |
| 8月21日  | 1416 | 風呂に入るお地蔵さん     | 殿河内勝           | 沖島勲                | 上久保義博   | 殿河内勝           |
| 8月28日  | 1417 | 石神さま                 | 前田こうせい       | 沖島勲                | 門屋達郎     | 前田こうせい       |
| 8月28日  | 1418 | 古寺の化けもの           | 若林忠生           | 沖島勲                | 松岡聡       | 久保田彰三         |
| 9月4日   | 1419 | 三ヶ根観音               | 小熊公晴           | 沖島勲                | 安藤ひろみ   | 坂本英明           |
| 9月11日  | 1420 | 三つの山                 | こはなわためお     | 沖島勲                | 古宮陽子     | こはなわためお     |
| 9月18日  | 1421 | お三ギツネと甚べえ       | 小林治             | 沖島勲                | 板倉佐賀子   | 大森幸夫           |
| 9月18日  | 1422 | へび息子                 | 野村誠司           | 沖島勲                | 馬郡美保子   | 野村誠司           |
| 9月25日  | 1423 | クジラのお礼まいり       | 山田みちしろ       | 沖島勲                | 千葉秀雄     | 山田みちしろ       |
| 10月16日 | 1424 | 大仏の食いにげ           | 白梅進             | 沖島勲                | 安藤ひろみ   | 坂本英明           |
| 10月23日 | 1425 | すべて金                 | こはなわためお     | 沖島勲                | 西村邦子     | 遊佐和重           |
| 10月30日 | 1426 | 大じゃと大むかで         | 三輪孝輝           | 沖島勲                | 筒井典子     | 三輪孝輝           |
| 11月6日  | 1427 | なら梨とり               | 森川信英           | 沖島勲                | 小出英男     | 森川信英           |
| 11月20日 | 1428 | 阿波の水                 | 若林常夫           | 沖島勲                | 門屋達郎     | 若林常夫           |
| 11月27日 | 1429 | おこぜのトゲ             | やすみ哲夫         | 沖島勲                | 柴田千佳子   | 古宇田文男         |
| 12月4日  | 1430 | はらつづみの怪           | 辻伸一             | 沖島勲                | 小出英男     | 辻伸一             |
| 12月11日 | 1431 | 三十五日目の山参り       | 若林常夫           | 沖島勲                | 古宮陽子     | 若林常夫           |
| 12月18日 | 1432 | 鬼のつめ                 | 小林治             | 沖島勲                | 千葉秀雄     | 大森幸夫           |
| 12月25日 | 1433 | ねことねずみ             | 馬郡美保子         | 沖島勲                | 馬郡美保子   | 大島りえ           |

| 放送日        | 話数 | サブタイトル           | 演出               | 文芸 （脚本）       | 美術           | 作画               |
| ------------- | ---- | ---------------------- | ------------------ | ------------------- | -------------- | ------------------ |
| 1994年 1月8日 | 1434 | 寿命ののびる石         | 前田こうせい       | 沖島勲              | 青木稔         | 前田こうせい       |
| 1月15日       | 1435 | 天狗の大うちわ         | 三輪孝輝           | 沖島勲              | 伊藤佐由里     | 三輪孝輝           |
| 1月22日       | 1436 | 姥清水                 | 小林三男           | 沖島勲              | 阿部幸次       | 江口摩吏介         |
| 1月29日       | 1437 | イナズマを切った童子   | こはなわためお     | 沖島勲              | 吉崎正樹       | 栗原玲子           |
| 2月5日        | 1438 | 雨入道                 | しもゆきこ         | 沖島勲              | しもゆきこ     | 今村春美           |
| 2月12日       | 1439 | めいしん秘密の法       | 杉井ギサブロー     | 杉井ギサブロー      | 阿部幸次       | 上口照人           |
| 2月19日       | 1440 | どろぼうたち           | 辻伸一             | 沖島勲              | 古宮陽子       | 辻伸一             |
| 2月26日       | 1441 | 酒買地蔵               | 若林常夫           | 沖島勲              | 田中静恵       | 若林常夫           |
| 3月5日        | 1442 | お殿様と餅             | しもゆきこ         | 沖島勲              | しもゆきこ     | 大西治子           |
| 3月12日       | 1443 | 岩井のおかねさん       | 玉井司             | 沖島勲              | 玉井司         | 大西治子           |
| 3月19日       | 1444 | お地蔵さんの首         | 若林忠生           | 沖島勲              | 安藤ひろみ     | 若林忠生           |
| 3月26日       | 1445 | 狐べら                 | 江口摩吏介         | 沖島勲              | 阿部幸次       | 江口摩吏介         |
| 4月9日        | 1446 | ふしぎなひょうたん     | 三善和彦           | 沖島勲              | 三善和彦       | 三善和彦           |
| 4月16日       | 1447 | 桶屋の夢               | 三輪孝輝           | 沖島勲              | 三輪孝輝       | 三輪孝輝           |
| 4月23日       | 1448 | 竜王ばあさん           | 野村誠司           | 沖島勲              | 野村誠司       | 野村誠司           |
| 4月30日       | 1449 | 湯侍とあんま           | 玉川真人           | 沖島勲              | 千葉秀雄       | 大森幸夫           |
| 5月7日        | 1450 | 千里の靴               | 吉田利喜           | 沖島勲              | 田中静恵       | 吉田利喜           |
| 5月14日       | 1451 | だんまり作左           | こはなわためお     | 沖島勲              | 門屋達郎       | 柏木郷子           |
| 5月21日       | 1452 | 尻ぬき河童             | 森川信英           | 沖島勲              | 西村邦子       | 森川信英           |
| 5月28日       | 1453 | デッカンブー           | 佐藤卓哉           | 沖島勲              | 門屋達郎       | 佐藤卓哉           |
| 6月4日        | 1454 | しゅのばん             | 若林常夫           | 沖島勲 （大久保新） | 門屋達郎       | 若林常夫           |
| 6月11日       | 1455 | ちえくらべ             | 武藤裕治           | 沖島勲              | 安藤ひろみ     | 武藤裕治           |
| 6月18日       | 1456 | ねずみの嫁さん         | 小林三男           | 沖島勲              | 小出英男       | 上口照人           |
| 6月25日       | 1457 | 乳の薬師さま           | 河内日出夫         | 沖島勲              | 千葉秀雄       | 河内日出夫         |
| 7月2日        | 1458 | くもが坂               | 西村緋禄司         | 沖島勲              | 松岡聡         | 西村緋禄司         |
| 7月9日        | 1459 | 猫と犬                 | フクハラ・ヒロカズ | 沖島勲              | 小出英男       | フクハラ・ヒロカズ |
| 7月16日       | 1460 | 死ぬが一ツ生きるが一ツ | 大島りえ           | 沖島勲              | 門屋達郎       | 大島りえ           |
| 7月23日       | 1461 | 夕顔長者               | 辻伸一             | 沖島勲              | 門屋達郎       | 辻伸一             |
| 7月30日       | 1462 | 天狗と赤かぶら         | 出崎統             | 沖島勲              | でざきこうよき | でざきこうよき     |
| 8月6日        | 1463 | 山わろ                 | あがわさち         | 沖島勲              | 阿部幸次       | 上口照人           |
| 8月13日       | 1464 | カラス売り             | 白梅進             | 沖島勲              | 阿部幸次       | 坂本英明           |
| 8月20日       | 1465 | 葛城仙人               | 前田こうせい       | 沖島勲              | 小出英男       | 前田こうせい       |
| 8月27日       | 1466 | 飯降山                 | いがらしみきお     | いがらしみきお      | 小出英男       | 柏木郷子           |
| 1995年 1月2日 | 1467 | 岩戸の神々             | こはなわためお     | 三島響子            | 安藤ひろみ     | 柏木郷子           |
| 1995年 1月2日 | 1468 | 出雲のおろち           | 白梅進             | 三島響子            | 青木稔         | 江口摩吏介         |
| 1995年 1月2日 | 1469 | いなばの白うさぎ       | 児玉喬夫           | 三島響子            | 阿部幸次       | 上口照人           |
| 1995年 1月2日 | 1470 | 海彦と山彦             | 小林治             | -                   | 千葉秀雄       | 市来剛             |

## 放送局

### 第1期
ネット局参照：『毎日新聞』1975年1月7日付朝刊18面、本作新番組広告より。
| 放送対象地域 | 放送局                  | 系列                                        | 放送日時           | 備考                  |
| ------------ | ----------------------- | ------------------------------------------- | ------------------ | --------------------- |
| 近畿広域圏   | 毎日放送（MBS）         | NETテレビ系列                               | 火曜 19:00 - 19:30 | 制作局                |
| 関東広域圏   | NETテレビ（NET）        | NETテレビ系列                               | 火曜 19:00 - 19:30 | 現：テレビ朝日        |
| 北海道       | 北海道テレビ（HTB）     | NETテレビ系列                               | 火曜 19:00 - 19:30 |                       |
| 福島県       | 福島中央テレビ（FCT）   | 日本テレビ系列 NETテレビ系列                | 金曜 19:00 - 19:30 |                       |
| 新潟県       | 新潟総合テレビ（NST）   | フジテレビ系列 日本テレビ系列 NETテレビ系列 |                    | 現：NST新潟総合テレビ |
| 中京広域圏   | 名古屋テレビ（NBN）     | NETテレビ系列                               | 火曜 19:00 - 19:30 |                       |
| 岡山県       | 岡山放送（OHK）         | フジテレビ系列 NETテレビ系列                | 金曜 19:00 - 19:30 |                       |
| 香川県       | 瀬戸内海放送            | NETテレビ系列                               | 火曜 19:00 - 19:30 |                       |
| 広島県       | 広島ホームテレビ（UHT） | NETテレビ系列                               | 火曜 19:00 - 19:30 |                       |
| 福岡県       | 九州朝日放送（KBC）     | NETテレビ系列                               | 火曜 19:00 - 19:30 |                       |
| 鹿児島県     | 鹿児島テレビ（KTS）     | 日本テレビ系列 フジテレビ系列 NETテレビ系列 | 火曜 19:00 - 19:30 |                       |

### 第2期
系列は終了当時のもの
| 放送対象地域   | 放送局                    | 系列                          | 放送日時 | 備考 |
| -------------- | ------------------------- | ----------------------------- | --- | --- |
| 近畿広域圏     | 毎日放送（MBS）           | TBS系列                       | 土曜 19:00 - 19:30 | 制作局 |
| 関東広域圏     | 東京放送（TBS）           | TBS系列                       | 土曜 19:00 - 19:30 | 現：TBSテレビ |
| 北海道         | 北海道放送（HBC）         | TBS系列                       | 土曜 19:00 - 19:30（1976年1月3日 - 1994年3月26日） → （中断） → 日曜 6:15 - 6:45（1994年10月2日 - 1995年1月22日） → 土曜 16:55 - 17:25（1995年1月28日 - 1997年3月29日） | |
| 青森県         | 青森テレビ（ATV）         | TBS系列                       | 土曜 19:00 - 19:30（1976年1月3日 - 1994年3月26日） → 金曜 16:30 - 17:00(1995年11月時点) | |
| 岩手県         | 岩手放送（IBC）           | TBS系列                       | 土曜 19:00 - 19:30（1976年1月3日 - 1994年3月26日） → 土曜 7:00 - 7:30(1995年11月時点) | 現IBC岩手放送 |
| 秋田県         | 秋田放送（ABS）           | 日本テレビ系列                | 月曜 17:00 - 17:30（1978年9月中旬 - 10月上旬時点）→ 月曜 17:30 - 18:00（1979年9月中旬 - 10月上旬時点）→ 月曜 16:55 - 17:25(1995年11月時点) | |
| 山形県         | 山形放送（YBC）           | 日本テレビ系列 テレビ朝日系列 | 金曜 17:30 - 18:00（1976年1月開始時点）→ 月曜 17:30 - 18:00（1978年9月中旬 - 10月上旬時点）→ 月曜 17:00 - 17:30（1981年3月中旬 - 4月上旬時点）→ 月曜 16:30 - 17:00（1984年5月中旬 - 6月上旬時点）→ 水曜 19:00 - 19:30（1984年11月中旬 - 12月上旬時点）→ 金曜 19:00 - 19:30（1986年8月中旬 - 9月上旬時点）→ 月曜 19:00 - 19:30（1987年9月中旬 - 10月上旬時点）→ 土曜 17:30 - 18:00（1989年9月時点） | 1989年9月まで 1980年3月までと1993年4月以降は日本テレビ系列単独加盟局                                                                                        |
| 山形県         | テレビユー山形（TUY）     | TBS系列                       | 土曜 19:00 - 19:30)→ 日曜 6:00 - 6:30(1995年11月時点) | 1989年10月開局から |
| 宮城県         | 東北放送（TBC）           | TBS系列                       | 土曜 19:00 - 19:30 → 土曜 7:00 - 7:30 | |
| 福島県         | 福島テレビ（FTV）         | フジテレビ系列                | 木曜 19:00 - 19:30 | 1983年9月まで 1983年3月まではTBS系列とのクロスネット局 |
| 福島県         | テレビユー福島（TUF）     | TBS系列                       | 土曜 19:00 - 19:30→ 土曜 17:30 - 18:00 | 1983年12月3日のサービス放送から 開局は翌日の12月4日 |
| 新潟県         | 新潟放送（BSN）           | TBS系列                       | 土曜 19:00 - 19:30 | |
| 山梨県         | テレビ山梨（UTY）         | TBS系列                       | 土曜 19:00 - 19:30→ 火曜 16:25 - 16:55 | 1976年5月8日から放送。 |
| 長野県         | 信越放送（SBC）           | TBS系列                       | 土曜 19:00 - 19:30 | |
| 静岡県         | 静岡放送（SBS）           | TBS系列                       | 土曜 19:00 - 19:30 | |
| 富山県         | 北日本放送（KNB）         | 日本テレビ系列                | 火曜 17:20 - 17:50（1976年7月20日から9月28日まで）→ 火曜 17:00 - 17:30（1976年10月5日から1986年3月25日まで）→ 月曜 19:00 - 19:30（1986年3月31日 から1988年3月28日まで）→ 火曜 17:00 - 17:30（1988年4月5日から1990年9月25日まで） | 1976年7月20日 から1990年9月25日までまで |
| 富山県         | チューリップテレビ（TUT） | TBS系列                       | 土曜 19:00 - 19:30（1990年10月6日時点） →金曜 16:00 - 16:27（1994年8月26日時点） →水曜 16:27 - 16:55（1996年10月2日時点） | 開局後の1990年10月6日から |
| 石川県         | 北陸放送（MRO）           | TBS系列                       | 土曜 19:00 - 19:30 | |
| 福井県         | 福井放送（FBC）           | 日本テレビ系列 テレビ朝日系列 | 土曜 17:20 - 17:50（1976年10月2日 - 1978年10月上旬時点）→ 火曜 18:00 - 18:30（1980年7月中旬 - 8月上旬時点）→ 火曜 17:30 - 18:00（1984年5月中旬 - 6月上旬時点） | 1989年3月までは日本テレビ系列単独加盟局 |
| 中京広域圏     | 中部日本放送（CBC）       | TBS系列                       | 土曜 19:00 - 19:30 | 現：CBCテレビ |
| 鳥取県・島根県 | 山陰放送（BSS）           | TBS系列                       | 土曜 19:00 - 19:30 | |
| 岡山県・香川県 | 山陽放送（RSK）           | TBS系列                       | 土曜 19:00 - 19:30 | 現：RSK山陽放送 1976年1月から 当初の放送免許エリアは岡山県のみで 1979年4月以降は香川県も免許エリアとなる                                                    |
| 広島県         | 中国放送（RCC）           | TBS系列                       | 土曜 19:00 - 19:30 | 1990年代初期までは『まんが日本昔ばなし大会』などの枠名で 学校の長期休暇期間中の午前10時台に集中再放送も実施 （NETテレビ・広島ホームテレビでの放送分を含む） |
| 山口県         | テレビ山口（TYS）         | TBS系列                       | 火曜 19:30 - 20:00（1978年9月中旬 - 10月上旬時点）→ 土曜 17:00 - 17:30（1980年3月中旬 - 4月上旬時点）→ 土曜 16:30 - 17:00（1982年3月中旬 - 4月上旬時点）→ 水曜 17:00 - 17:30（1985年12月中旬 - 1986年1月上旬時点） | 1978年9月まではNETテレビ→テレビ朝日系列との、 1987年9月まではフジテレビ系列とのクロスネット局                                                               |
| 徳島県         | 四国放送（JRT）           | 日本テレビ系列                | 土曜 18:00 - 18:30（1978年9月中旬 - 10月上旬時点）→ 土曜 17:30 - 18:00（1982年12月中旬 - 1983年1月上旬時点） | |
| 愛媛県         | 南海放送（RNB）           | 日本テレビ系列                | 木曜 17:25 - 17:55（1978年9月中旬 - 10月上旬時点）→ 金曜 17:25 - 17:55（1979年10月上旬時点）→ 月曜 19:00 - 19:30（1984年5月中旬 - 6月上旬時点）→ 日曜 10:30 - 11:00（1988年9月中旬 - 10月上旬時点）→ 金曜 16:00 - 16:30（1990年9月中旬 - 10月上旬時点）→ 金曜 16:55 - 17:25（1992年5月中旬 - 6月上旬時点）                                                                                         | 1992年9月まで |
| 愛媛県         | あいテレビ（ITV）         | TBS系列                       | 土曜 19:00 - 19:30 | 1992年10月開局から |
| 高知県         | テレビ高知（KUTV）        | TBS系列                       | 木曜 19:00 - 19:30（1978年9月中旬 - 10月上旬時点）→ 日曜 17:00 - 17:30（1984年11月中旬 - 12月上旬時点）→ 日曜 11:00 - 11:30（1987年9月中旬 - 10月上旬時点） | |
| 福岡県         | RKB毎日放送（RKB）        | TBS系列                       | 土曜 19:00 - 19:30 | |
| 長崎県         | 長崎放送（NBC）           | TBS系列                       | 土曜 19:00 - 19:30（1978年9月中旬 - 10月上旬時点）→ 日曜 18:00 - 18:30（1981年11月中旬 - 12月上旬時点）→ 日曜 17:00 - 17:30（1982年12月中旬 - 1983年1月上旬時点）→ 土曜 19:00 - 19:30（1984年5月中旬 - 6月上旬時点） | 1979年4月 - 1984年3月は遅れネットで放送された |
| 熊本県         | 熊本放送（RKK）           | TBS系列                       | 土曜 19:00 - 19:30 | |
| 大分県         | 大分放送（OBS）           | TBS系列                       | 土曜 19:00 - 19:30 | |
| 宮崎県         | 宮崎放送（MRT）           | TBS系列                       | 土曜 19:00 - 19:30 | |
| 鹿児島県       | 南日本放送（MBC）         | TBS系列                       | 土曜 19:00 - 19:30 | |
| 沖縄県         | 琉球放送（RBC）           | TBS系列                       | 土曜 19:00 - 19:30 | |

## 最高視聴率
- TBS 1981年1月10日放送の33.6%（ビデオリサーチ調べ、関東地区・世帯・リアルタイム）。
- 毎日放送 1980年10月4日放送の39.6%（ビデオリサーチ調べ、関西地区・世帯・リアルタイム）。

## 受賞歴
- 昭和50年度、厚生省児童福祉文化賞[注 27]
- 昭和51年度、放送批評懇談会第36回期間選奨
- 昭和51年度、ギャラクシー賞期間選奨
- 昭和51年度、JNNネットワーク協議会賞（本賞と特別賞を受賞）
- 昭和52年度、第4回放送文化基金賞
- 昭和60年度、第7回アニメージュ・アニメグランプリ賞
- 昭和63年度、JNNネットワーク協議会賞・特別賞
- 平成5年度、児童福祉文化賞　特別部門
- 平成7年度、第30回モービル児童文化賞
- 昭和52～平成1年度、文化庁・こども向けテレビ用優秀映画
- 平成2～5年度、第1～4回文化庁優秀映画作品賞（こども向けテレビ用映画部門）

## 映画
テレビエピソードから、『東宝チャンピオンまつり』枠で、1977年3月19日に『桃太郎』、1978年3月18日に『かぐや姫』が劇場公開、『東映まんがまつり』枠で1982年3月13日に『ほらふき天狗』、『おけさねこ』の2編が劇場公開されている。

## ラジオ番組
1978年10月からラジオドラマ版の『日本昔ばなし』（にほんむかしばなし）がMBSラジオ、TBSラジオ、静岡放送他にて毎週土曜18:30 - 19:00、中部日本放送（現：CBCラジオ）では毎週土曜19:30 - 20:00に放送された。制作はMBSとグループ・タック。出演はテレビと同様、常田・市原の2人。

## 朗読会
語りを担当した市原悦子の死後に『SHIBUYAエンタメカルチャー公演』として「市原悦子を偲んで 追悼朗読会『まんが日本昔ばなし』～美しい日本語とこころの琴線にふれる、情感豊かな語りの風景の世界～」の名称で、2020年1月25日・26日にセルリアンタワー能楽堂にて、市原がライフワークとして取り組んできた日本昔ばなしの朗読や、それにまつわるトークを披露する公演を行われた。公演では朗読のほかにも、市原と親交が深かったさまざまな文化人をゲストに招き、未公開の朗読アニメーションを紹介した。
市原悦子を偲んで 追悼朗読会『まんが日本昔ばなし』～美しい日本語とこころの琴線にふれる、情感豊かな語りの風景の世界～
- 2020年1月25日

司会：内藤裕子
演奏：本多ゆき恵
第一部出演者：三橋とら、札内萌花、山内隼鷹、岩崎聡子、優志
第二部ゲスト：石井めぐみ、川上麻衣子、清水美那
- 2020年1月26日

司会：寺田理恵子
演奏：鎌田雅人
第一部出演者：宮苑晶子、真木綾音、中西伶郎、波多野和俊、さえちゃん
第二部ゲスト：あめくみちこ、生島ヒロシ、石井めぐみ、黒田こらん、佐藤B作
- 2020年1月26日

司会：寺田理恵子
演奏：鎌田雅人
第一部出演者：人見奈緒子、松岡隆徳、上山裕子、姫地実加、相川由里
第二部ゲスト：あめくみちこ、生島ヒロシ、石井めぐみ、黒田こらん、佐藤B作
その後、今度は『SHIBUYAエンタメカルチャー 第2回公演』として「震災復興支援朗読会『まんが日本昔ばなし』」の名称で、2020年3月8日から11日にかけてセルリアンタワー能楽堂にて、チケット収益の一部は復興支援のために寄付される名目で再び公演予定だったが、新型コロナウイルスの流行の影響で2020年3月8日から10日までは中止になった（11日は公演された）。多彩なゲストや有志の参加者による日本昔ばなしの朗読や、分身ロボット・OriHimeを介した、気仙沼の人々とのトークライブも行われた。
震災復興支援朗読会『まんが日本昔ばなし』
- 2020年3月11日（他の日程・出演者は中止）

総合ナビゲーター：生島ヒロシ
司会：宮脇美咲
キーボード：鎌田雅人
ギター：タマ伸也
出演者：安寿ミラ、福士申樹（ジャニーズJr.）、桜咲彩花、川谷修士（二丁拳銃）、生島ヒロシ、黒田こらん
また、『SHIBUYA エンタメカルチャー 第3回公演』として「震災復興支援朗読会『まんが日本昔ばなし』震災復興10周年メモリアル」名称で、2021年3月11日にセルリアンタワー能楽堂にて、日本昔ばなしなどが朗読されるほか、被災地となる宮城・気仙沼と会場をつないだトークライブが展開された。
震災復興支援朗読会『まんが日本昔ばなし』震災復興10周年メモリアル
- 2021年3月11日

総合ナビゲーター：生島ヒロシ
出演者：高島礼子、室龍太（関西ジャニーズJr.）、安寿ミラ、黒田こらん、杉浦琴乃、桜咲彩花、寺田理恵子、生島ヒロシ

## 舞台

### 2022年公演
「舞台「日本昔ばなし」 貧乏神と福の神〜つるの恩返し〜」の題名で公演。主演は小出恵介。2022年10月に事故で死去した仲本工事が貧乏神役で出演する予定であった。
日程・会場
2022年11月17日 - 27日（東京芸術劇場 シアターウエスト）
出演
- 寝太郎/碧空村 百姓：小出恵介
- つる/庄屋の娘：中村ゆりか
- 俵屋長兵衛/碧空村の庄屋：丹羽貞仁
- お徳/庄屋の内儀：黒田こらん
- 新之介/町の豪商 白木屋：大倉空人
- 甚左衛門/碧空村の村長：中西良太
- 千羽鶴/鶴の妖精：原日出子
- はる/寝太郎の母：安寿ミラ
- 貧乏神（日替わり出演[85]）：星田英利、片岡鶴太郎、生島ヒロシ
- お笑い福の神（日替わり出演）：肥後克広（ダチョウ俱楽部）、星田英利、レギュラー、コロコロチキチキペッパーズ、ひょっこりはん、かなで（3時のヒロイン）、彦摩呂

### 2023年公演
「まんが日本昔ばなし 舞台版『伝説・桃太郎～鬼の絆～』」の題名で公演。主演は和田優希。
日程・会場
2023年6月7日 - 11日（ヒューリックホール東京）
出演
- 吉備の国 桃太郎：和田優希（SpeciaL / ジャニーズJr.）
- 鬼子母神＜阿曽母＞：大和悠河
- 吉備の国 犬次郎＜犬飼健＞：小西貴大
- 吉備の国 猿吉＜猿楽森彦＞：花園直道
- 吉備の国 キジ姫＜留玉臣＞：小越春花（NGT48）
- 赤鬼：田代大悟
- 青鬼：石井智也
- 妖っ子 カスミ：谷田ラナ
- イザナミの巫女 みやび＜黄泉醜女＞：黒田こらん
- 鬼＜温羅＞：門戸竜二
- おばあさん/女の神 イザナミノ尊：松原智恵子
- おじいさん/男の神 イザナギノ尊：片岡鶴太郎

### 2024年公演
『日本昔ばなし 太宰治原作 御伽草子より舞台版「舌切雀」』の題名で公演。主演は内博貴。
日程・会場
2024年2月9日 - 18日（ヒューリックホール東京）
出演
- 太宰治：内博貴
- 藤原一郎太（藤原家当主）：松本幸大
- 但馬俊（一郎太の旧友）/小山清（太宰の書生）：辻本祐樹
- めぐみ（一郎太の妻）：吉川友
- 藤原仁一郎（一郎太の弟）：田中雅功（さくらしめじ）・髙田彪我（さくらしめじ）※Ｗキャスト
- みやび（雀の子）：菅原りこ
- 鈴の介（雀のお宿 下男）：石井智也
- 小梅（雀のお宿 雀の子）：吉岡麻由子
- 小春（雀のお宿 雀の子）：小川莉央
- お照（雀のお宿主人）：黒田こらん
- 柿崎仁左衛門（めぐみの父）：門戸竜二
- おばあさん：萬田久子（特別出演）
- おじいさん：片岡鶴太郎（特別出演）

テーマ曲
『LIFE』（作詞：西寺郷太、作曲：鎌田雅人、歌唱：島津亜矢）

### 主なスタッフ（舞台）
- 原作協力
  - 「まんが日本昔ばなし」川内彩友美（愛企画センター）（2022年・監修も担当）
  - 『まんが日本昔ばなし』（愛企画センター）（2023年）
- 脚本：モトイキシゲキ（2022年 - 2024年（2023年は上演台本の表記。2024年は作の表記））
- 演出
  - モトイキシゲキ（2022年 - 2023年）
  - 手代木梓（トーキョースタイル）（2024年）
- 音楽：鎌田雅人
- 美術：加藤ちか
- 照明：柏倉淳一
- 音響・効果：戸田雄樹（2024年は音響のみの表記）
- 映像：手代木梓
- 衣裳デザイン：大西理子（2024年は衣裳プランの表記）
- 振付：林希（2024年）
- ヘアメイク：中原雅子（2024年はヘアメイクプランの表記）
- 主催
  - 舞台「日本昔ばなし」製作実行委員会（プロデュースNOTE／リズメディア）（2022年）
  - 舞台『まんが日本昔ばなし』製作実行委員会（エイベックス・エンタテインメント／プロデュースNOTE）（2023年）
  - 舞台「日本昔ばなし」製作実行委員会(エイベックス・ライヴ・クリエイティヴ／プロデュースNOTE)（2024年）
- 制作
  - プロデュースNOTE／アオイスタジオ（2022年）
  - プロデュースNOTE／N2TOKYO（2023年）

## ラッピング電車

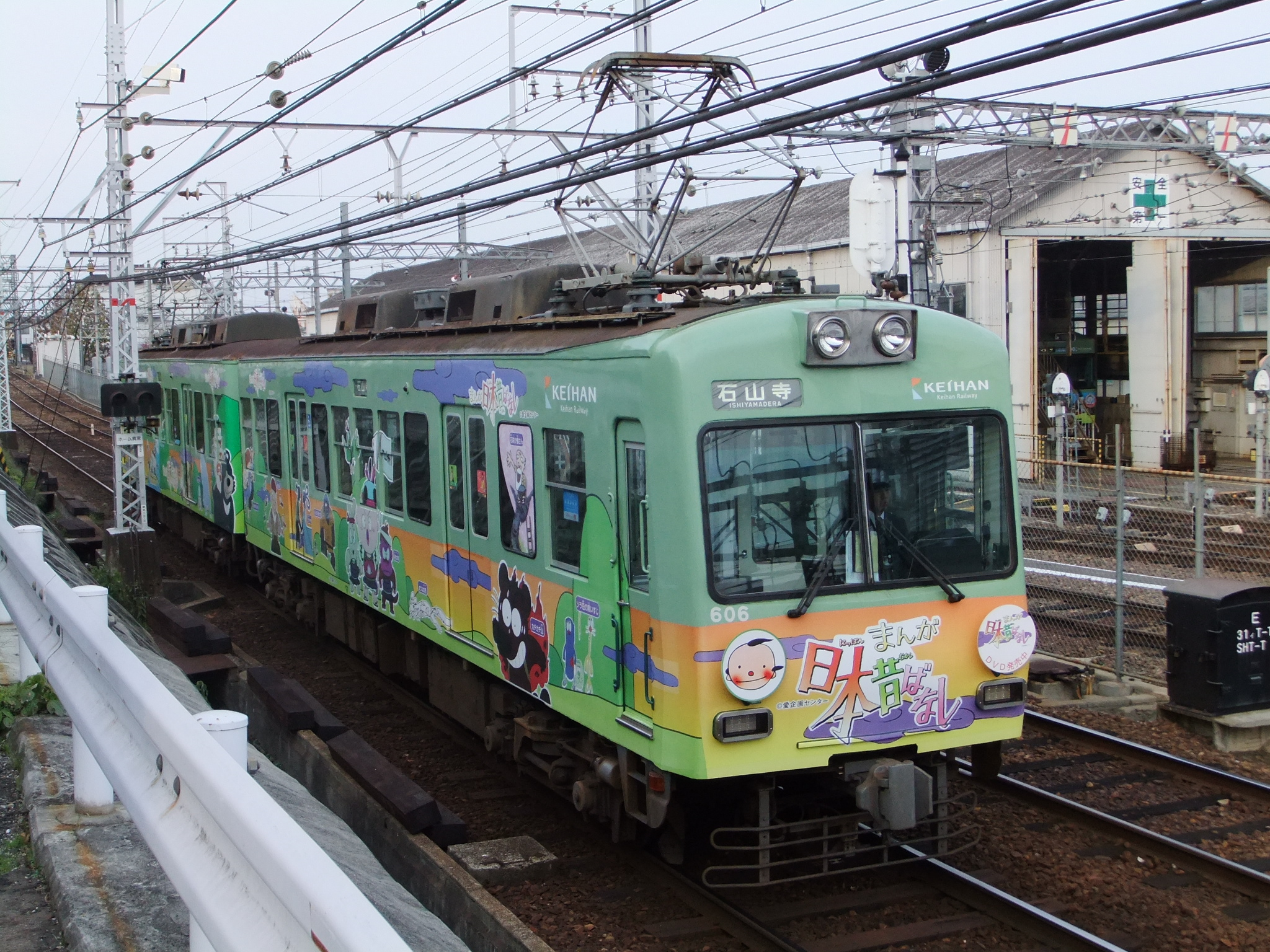
京阪605Fラッピング電車

- 西日本旅客鉄道（JR西日本）大阪環状線にて、201系KM203編成が2011年にラッピング電車が運用されていた。
- 京阪石山坂本線にて、600形605Fが2011年6月6日 - 2013年3月31日の日程でラッピング電車となった。

## その他
- この番組には時代と共に絵の差し替えや台詞の変更をして放送されている話があるため、同じ話でも微妙に異なるバージョンが存在する。
- 話の結末は必ずしもハッピーエンドのものばかりではなく、視聴者が考えさせられる話や、絶望的・理不尽な結末を迎えるシリアスなものもあった（「キジも鳴かずば」「吉作落とし」「さだ六とシロ」など）。また、多くの人命を奪う災害をテーマにした作品も少なからず存在する（「山つなみ」、「稲むらの火」、「みちびき地蔵」など）。ジャンルも、コミカルなものやファンタスティックなものから、ホラー色の強いもの（「十六人谷」「亡者道」など）まで様々あった。
- 1995年4月からはアミューズ傘下のアミューズソフト販売→アミューズソフトエンタテインメント（現：アミューズ・アミューズソフト）によって家庭用ビデオソフト化され、VHSで各2話収録された単巻が60巻、10巻組はユーキャンの新聞（全国紙／地方紙）に掲載される通信販売にて全6集まで販売され、累計430万本を売り上げた[88][89]。
- 2008年2月に全国の郵便局と当時の郵便事業各支店から特殊切手「アニメ・ヒーロー・ヒロインシリーズ」の一つとして本番組にて放送した話から抜粋したシーン10点を80円切手シートにした上で販売した[90]。
- 2010年12月から2011年1月にかけて、MBSテレビの深夜番組『ロケみつ』でパロディ企画「じっしゃ西日本横断ブログばなし」が行われた。番組の名物企画「目指せ!鹿児島 西日本横断ブログ旅」と『昔ばなし』を引っかけたもので、次回予告のナレーションに市原の物真似でなかじままりが投入され、「にんげんっていいな」の動物には番組レギュラーの月亭八光、宇都宮まき、ローラ・チャン、桜 稲垣早希が扮した。
- 2011年4月から2年間にかけて、毎日放送開局60周年とTBS系での放送開始35周年の記念企画として、各4話収録のDVDが単巻60巻およびDVD-BOX5巻組で発売された（年3回）。MBSラジオでは、関岡香・田丸一男・加藤康裕・上田悦子（いずれも毎日放送のアナウンサー、2012年4月からは松井愛・松本麻衣子）のナレーションによるDVDのスポットCMを随時放送。2011年4月に発売されてから、2カ月で約24万本の売り上げを記録した。DVDのキャッチコピーは「伝えていきたい、日本人の心の原点。」である[88]。
- 1471作品全ての商品化は現在まで実現していない。
- 金龍ラーメンが毎日放送の地元・大阪市内で営む店舗の屋根に飾られている龍の立体看板は、当番組オープニングのアニメーション映像に登場する龍をモチーフに、看板業者のポップ工芸が1997年に製作。大阪を象徴する看板に数えられている。ただし、道頓堀店（大阪市中央区）に1992年頃から設置されていた立体看板では龍のしっぽの部分が隣接地にまで及んでいたため、隣接地の所有者がこの部分の撤去を求めて金龍ラーメンの運営会社（金龍株式会社）を提訴。大阪地方裁判所では、龍のしっぽの部分と外壁のひさしが隣接地の所有権を侵害していることを認めたうえで、同社に対してこの部分とひさしの撤去を命じる旨の判決を2023年10月26日に言い渡した[91]。
- 2012年には、「まんが日本昔ばなしカレンダー」が発売された。
- 2011年12月2日から放送された富士フイルムの年末年始向けテレビCM「フジカラー年賀ポストカード」の2011年版では、2012年が辰年であることにちなんで、川内彩友美・愛企画センターからの協力の下に当番組のオープニング映像を再現。「にっぽん昔ばなし」の音源をBGMに、樹木希林演じる晴れ着姿の綾小路さゆりが、龍の背に乗りながら登場した。
- 2010年代から放送されていた「おはぎの丹波屋」のテレビCM「日本おはぎばなし編」では、ナレーターに常田と市原を起用したほか、当番組の制作に携わっていたスタッフがアニメーション映像を手掛けていた[92]。
- 毎日放送→MBSラジオで平日に放送されている生ワイド番組『上泉雄一のええなぁ!』では、毎日放送アナウンサーの藤林温子がカラオケで「にっぽん昔ばなし」を歌唱した音源を、「お父さんのためのトレンディ講座」（2018年4月2日から2019年3月25日まで月曜日の夕方に放送されていた担当コーナー）直前のジングルとして随時流していた。2019年1月14日放送分の同コーナーでは、このジングルを流したうえで、当日にジングルを流した理由（市原の訃報）を藤林が紹介。さらに、他の出演者（先輩アナウンサーの上泉雄一と同局プロ野球解説者の金村義明）が、当番組の思い出話を披露することによって市原への弔意を示した。
- フリーアナウンサーの赤江珠緒（毎日放送と同じ在阪局・朝日放送（当時）出身）はこの番組の熱心なファンで、自身がパーソナリティを務めるTBSラジオ『たまむすび』で「宝くじが当たったら“まんが日本昔ばなし”を流し続けるスポンサーをやりたい」と発言し、2014年10月22日に市原悦子のゲスト出演が実現した際は敬意を直接伝えた。番組で民間伝承に言及する際は『昔ばなし』を引き合いに出す事が多く、2017年に産まれた娘にもDVDを見せているという。2018年常田富士男の訃報を番組で弔意とともに伝え、半年後に市原が亡くなった際は2014年の出演回振り返りに1コーナーを充てた[93]。『たまむすび』が番組終了する2023年3月最終週、ミニコーナーの形で放送されていた「朗読のミカタ」に赤江が登板し、『昔ばなし』の絵本から選出した「安珍清姫」、「子育て幽霊」、「タヌキと彦市」、「貧乏神と福の神」を朗読した。
- 『おやすみ日本 眠いいね!』（NHK総合テレビで深夜に不定期で生放送）では、「日本眠いい昔ばなし」（視聴者を快眠に誘えるような民話を当番組と同じテイストで紹介するVTR企画）を、2012年1月の第1回から2018年12月まで放送。市原が当番組と同じ口調で語り役（ナレーター）を務めるとともに、7年間で72話を紹介した。市原は、放送期間中に自己免疫性脊髄炎で療養生活を余儀なくされながらも、療養先の自宅で月に1回ナレーションを収録。同番組では、市原の死去を受けて、2019年2月17日深夜の本編（生放送）終了後に『市原悦子さん　ありがとうスペシャル』を放送した[94]。
- 制作局の毎日放送では、2020年3月1日からYouTube上で開設したアナウンサー室の公式チャンネルで、くもん出版との共同企画「アナウンサーが読む日本の昔話」を同年5月18日から期間限定で配信。同室に所属する現役アナウンサーが、1人1話のペースで朗読を担当している。配信対象は、くもん出版刊行の「子どもとよむ日本の昔ばなし」シリーズ（小澤俊夫再話・監修）に所収されている「花さかじい」「ももたろう」「えんまさまのしっぱい」「ねずみのすもう」「へっこきよめさん」で、「えんまさまのしっぱい」以外の昔話は当番組でも紹介されていた。ただし、朗読中に流れる動画には、当番組のアニメーションではなく、この企画に賛同した絵本の作者から特別に提供された絵を使用している。